# Diversidad sexual en Asia

Bandera LGBT.

En Asia, la consideración social y legislativa respecto a la diversidad sexual es muy variada debido a su amplitud geográfica, el elevado número de países, la tradición histórica, la influencia de las religiones, la diversidad de regímenes políticos y la sensibilidad con que se afronta la cuestión. Al tratarse del territorio geográficamente más extenso y poblado de la Tierra, existen amplias diferencias entre, por ejemplo, la situación de la población LGBT de Asia Occidental y Asia Oriental. Esto supone la existencia de países que castigan la homosexualidad, incluso en algunos casos con pena de muerte, y otros pocos en los que legalmente está reconocido el matrimonio para parejas del mismo sexo.

## Homosexualidad en la antigua Asia
Existen diversos registros históricos en Asia sobre la homosexualidad, desde las primeras civilizaciones mesopotámicas, chinas e indias. Las opiniones de estas sociedades sobre la homosexualidad han sido muy diversas y van desde considerarla un delito penado con la muerte en el Imperio asirio, hasta tener una aceptación similar a la de la Grecia antigua, como en la China de la dinastía Han o el Japón medieval.

## Asia Occidental

### Visión general
Esta zona, según la subdivisión establecida por la Organización de las Naciones Unidas, incluye 19 estados (Arabia Saudita, Armenia, Azerbaiyán, Baréin, Catar, Chipre, Emiratos Árabes Unidos, Georgia, Irak, Irán, Israel, Jordania, Kuwait, Líbano, Omán, Palestina, Siria, Turquía y Yemen) y 4 países no reconocidos (Abjasia, Artsaj, Chipre del Norte y Osetia del Sur). A fecha de 2019 se calculaba su población en 283 millones de habitantes.
Antecedentes
La tradición histórica era más favorable y permisiva como se puede constatar en el ejemplo del Imperio otomano.
Los primeros antecedentes de testimonios sobre la homosexualidad en escritos figuran en el Código de Hammurabi (1780 a.C.) aunque apenas se mencionan dichas actividades. Hammurabi fue el rey que más contribuyó a la magnificencia de Babilonia, ciudad que llegó a ser la primera metrópolis del mundo, así como centro social y cultural de Oriente. Reinó entre 1795 y 1750 a.C. y su código o códice fue referencia legal y normativa para las demás civilizaciones, siendo esculpido sobre una piedra monumental de más de un metro de altura destinada a ser expuesta públicamente. Dadusha de Eshunna fue el primero en promulgar las leyes en la lengua de Babilonia. Se publicaron con una serie de 60 párrafos que se han preservado hasta la actualidad casi completamente. Las leyes asirias entraron en vigor en el período 1450-1250 a. C. mostraban unas referencias relevantes para casos muy puntuales de homosexualidad, al menos en unos párrafos que permiten hacernos cierta idea de la consideración social:

Ley 19: "Si un hombre ha difamado secretamente a su amigo diciendo «he yacido con él» o ha hablado sobre él durante un litigio en presencia de otras personas, diciendo «el hombre ha yacido contigo» o «yo afirmo y te acuso». Ahora bien, si este hombre no puede demostrar la acusación contra su amigo y no se le encuentra acusado, le deben propinar 50 golpes con un bastón y deberá trabajar para el rey durante un mes completo; será depilado y deberá pagar un talento de multa"

Ley 20: "Si un hombre ha yacido con su amigo y aparece en una acusación contra él, habiendo sido aportada una prueba en su contra, deberá ser castigado y será entonces un saris ('eunuco')"

Actualidad
Salvo en Baréin, Israel o Jordania la aceptación social de la diversidad sexual es baja e incluso en la mayoría de los países de Oriente Medio la homosexualidad es ilegal, aplicándose penas que pueden ir desde multas y castigos corporales hasta la cadena perpetua y la pena de muerte.

### Por países

#### Arabia Saudita
En Arabia Saudita los derechos de las personas LGBTQ+ no están reconocidos y la homosexualidad tiene consideración de crimen penado con la muerte. Pese a ello hay constancia de la existencia de una sociedad minoritaria y reprimida ya que manifestarse abiertamente como miembro de una minoría sexual conlleva penas de prisión. Aunque el trato hacia los homosexuales ha provocado la crítica de muchas organizaciones de derechos humanos el gobierno defiende sus acciones diciendo que es un país regido por el Islam y no un país laico. Pese a ello se han implementado algunas acciones como el anuncio oficial de una política de tolerancia para con los integrantes de los colectivos LGBTQ+ que decidan hacer turismo en el país.

"Me trataban como a un enfermo mental. La terapia de conversión se está llevando a cabo en los hospitales sauditas. Mi padre me dijo que los homosexuales deberían curarse y que la homosexualidad es una enfermedad. Y en Arabia Saudita piensan que sus hijos e hijas son propiedad personal, por lo que tienes derecho a hacer cualquier cosa para convertirlo en una mejor persona. Si alguien dudara siquiera de mi sexualidad, mi futuro sería oscuro. Abusarían de mi verbal y físicamente. Si le hubiera dicho a mi familia que era gay, no estaría aquí frente a ustedes".
Shibl al-Shibl (inews.co.uk, 15 de diciembre de 2023) 

#### Armenia

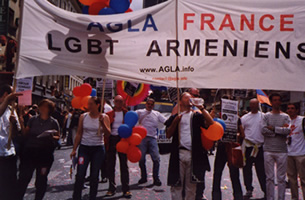
Miembros de AGLA France (Asociación de gays y lesbianas armenios de Francia) en la manifestación del Orgullo de 2002

En Armenia los ciudadanos de minorías sexuales afrontan dificultades legales debido a la falta de leyes que prohíban la discriminación basada en orientación sexual e identidad de género.En los últimos años ha habido progresos como la despenalización de la homosexualidad (2003),la firma de la declaración sobre orientación sexual e identidad de género de las Naciones Unidas (2011) o las afirmaciones del Ministro de Justicia indicando que todos los matrimonios, incluso los de personas del mismo sexo, celebrados en el extranjero serían válidos en el territorio a partir de 2017. Sin embargo la sociedad armenia en general considera la diversidad sexual un tema tabú y muestra una actitud negativa hacia las personas LGBT. Ello supone que muchos armenios, temerosos de ser excluidos por sus amigos y familiares, oculten sus identidades sexuales o de género.

"Los líderes políticos tienen miedo a los cambios grandes. Pero sí se atreven a cambios menores a través de los ministerios, sin hacer ruido. En Armenia no existen leyes para proteger a la comunidad LGTBIQ de los delitos de odio. Muchos tienen miedo a salir del armario, puesto que después de contarlo pueden exponerse a muchos problemas. Con las mujeres lesbianas se usan violaciones correctivas aunque hay pocas denuncias"
Mamikon Hovsepyan - Pink Armenia (El País, 3 de diciembre de 2023) 

#### Azerbaiyán

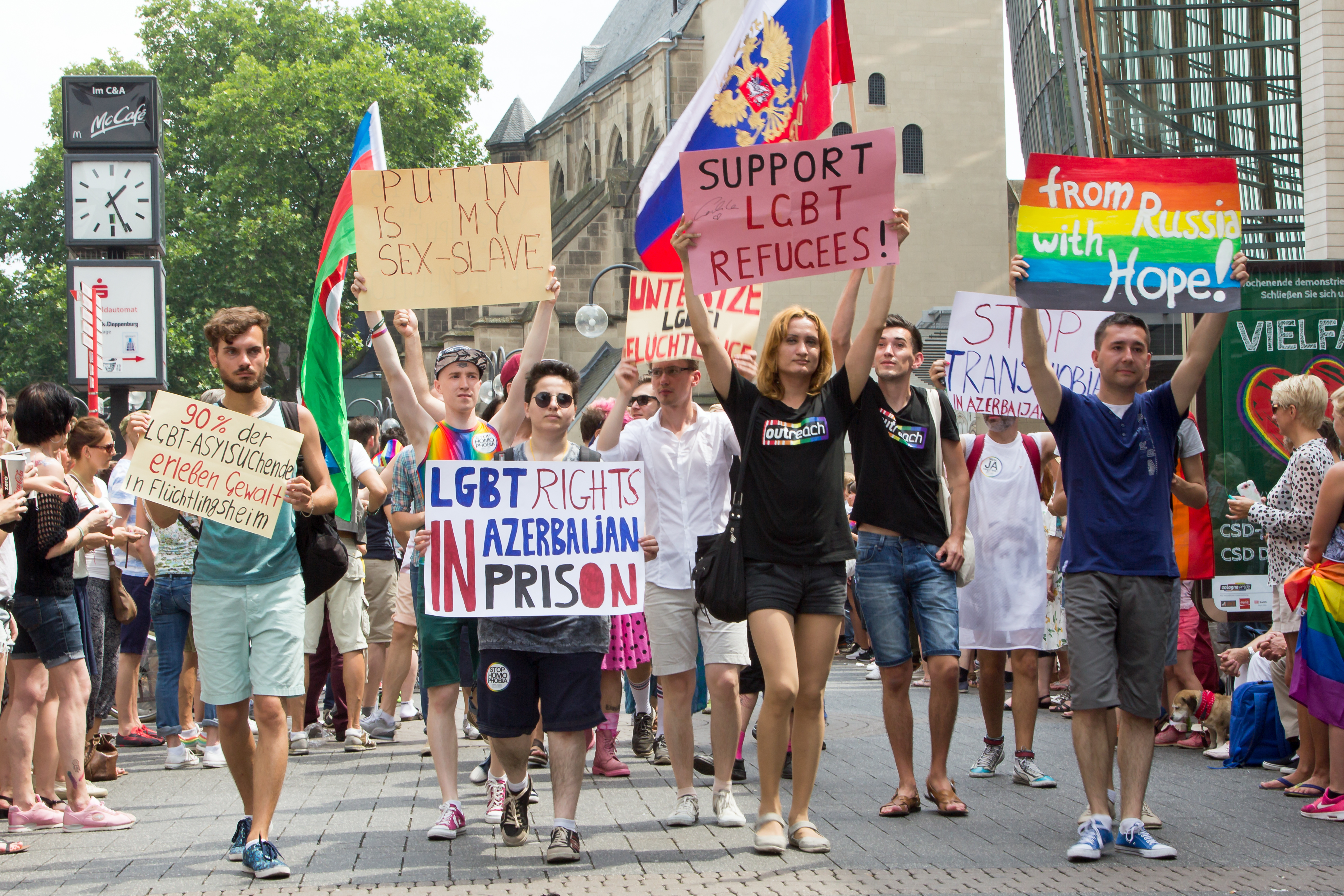
Activistas LGBT azerbaiyanos en el desfile del orgullo de Colonia, Alemania (2015)

Si bien las relaciones sexuales consensuadas entre personas del mismo sexo fueron despenalizadas en 2001, cuando se derogó la ley heredada de la Unión Soviética que prohibía la sodomía, en Azerbaiyán todavía se considera la diversidad sexual un tema tabú. Con una sociedad mayoritariamente conservadora se han constatado casos de violencia, discriminación, persecución e incluso asesinato de personas LGBT+ en el país. No existe ninguna legislación que prohíba la discriminación por motivos de orientación sexual o identidad y expresión de género y aunque no están prohibidas constitucionalmente las uniones civiles o el matrimonio entre personas del mismo sexo es poco probable que haya cambios sustanciales al respecto. Reiteradamente ha sido considerado, en informes como los elaborados por ILGA Europa, el peor país para ser minoría sexual.

"En Azerbaiyán no hay bares homosexuales, pero sí algunos que se consideran gay-friendly. Amigos me han contado que por primera vez están viendo a gente a las afueras de estos locales buscando detener a homosexuales"
Samad Ismayilov (eldiario.es, 28 de septiembre de 2017) 

#### Baréin

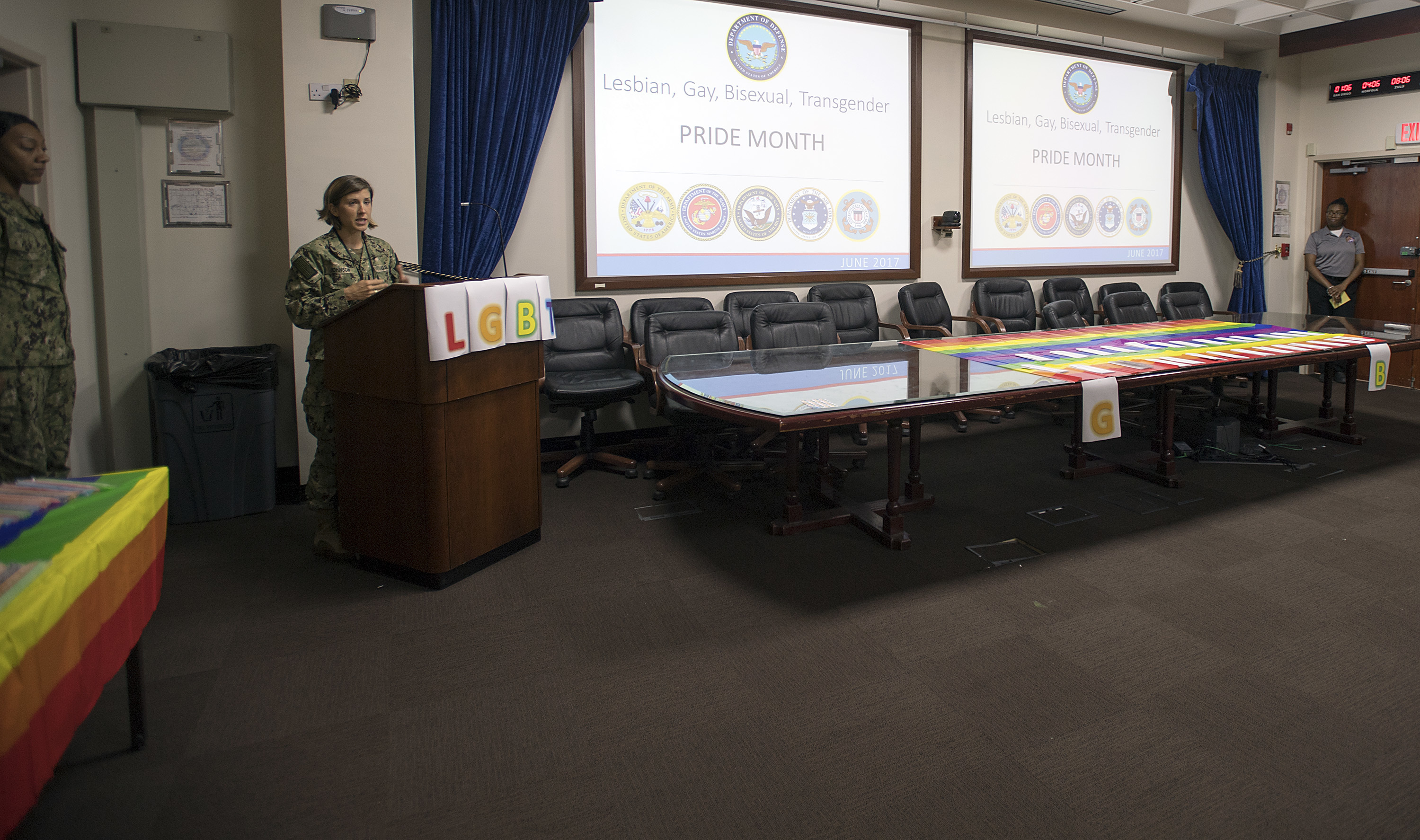
Conferencia de la teniente Jennifer Johnson en Manama, capital de Baréin, con motivo del mes del Orgullo (2017)

Considerado uno de los países más liberales de su entorno Baréin es, junto con Jordania e Israel, uno de los pocos estados de sus coordenadas geográficas que no la persigue. Despenalizada la homosexualidad (1976) y con legislación que reconoce el derecho al cambio de sexo (2008), ello no impide que una mayoría de la población tenga una percepción negativa de la diversidad sexual, ya que no la ven compatible con el Corán. Unido al conservadurismo de la población y del gobierno han contribuido a que no esté bien visto las muestras públicas de afecto generando situaciones como detenciones y redadas durante celebraciones privadas.

"He vivido toda mi vida hasta los 18 años sin practicar ninguna actividad gay en el reino (a pesar de que el sexo en las escuelas públicas era bastante popular ya que eran escuelas exclusivamente para varones), pero no hice nada. Aunque sabía que era gay desde la adolescencia temprana, simplemente me concentraba en estudiar y no estaba al tanto de los sitios web de citas gay ni nada... Cuando fui a estudiar a Europa, comencé a explorar mi sexualidad a través de sitios web, donde charlaba con chicos en línea. Siempre tengo cuidado de que no me atrapen (y sí, que me atrapen es una GRAN preocupación para mí, ya que vengo de un país del Medio Oriente). A partir de ahí comencé a sentirme mucho más cómodo siendo gay e hice varios amigos gays tanto en Europa como en todo el mundo árabe. Sin embargo, en Baréin, vivo una fingida vida heterosexual, donde nadie sabe que soy gay, excepto un amigo, y sigo actuando 'heterosexualmente', haciendo lo mejor que puedo para inventar excusas cuando me presionan la familia y la sociedad para tener una familia propia"
Jasim (gaycitynews.com, 16 de mayo de 2011) 

#### Catar

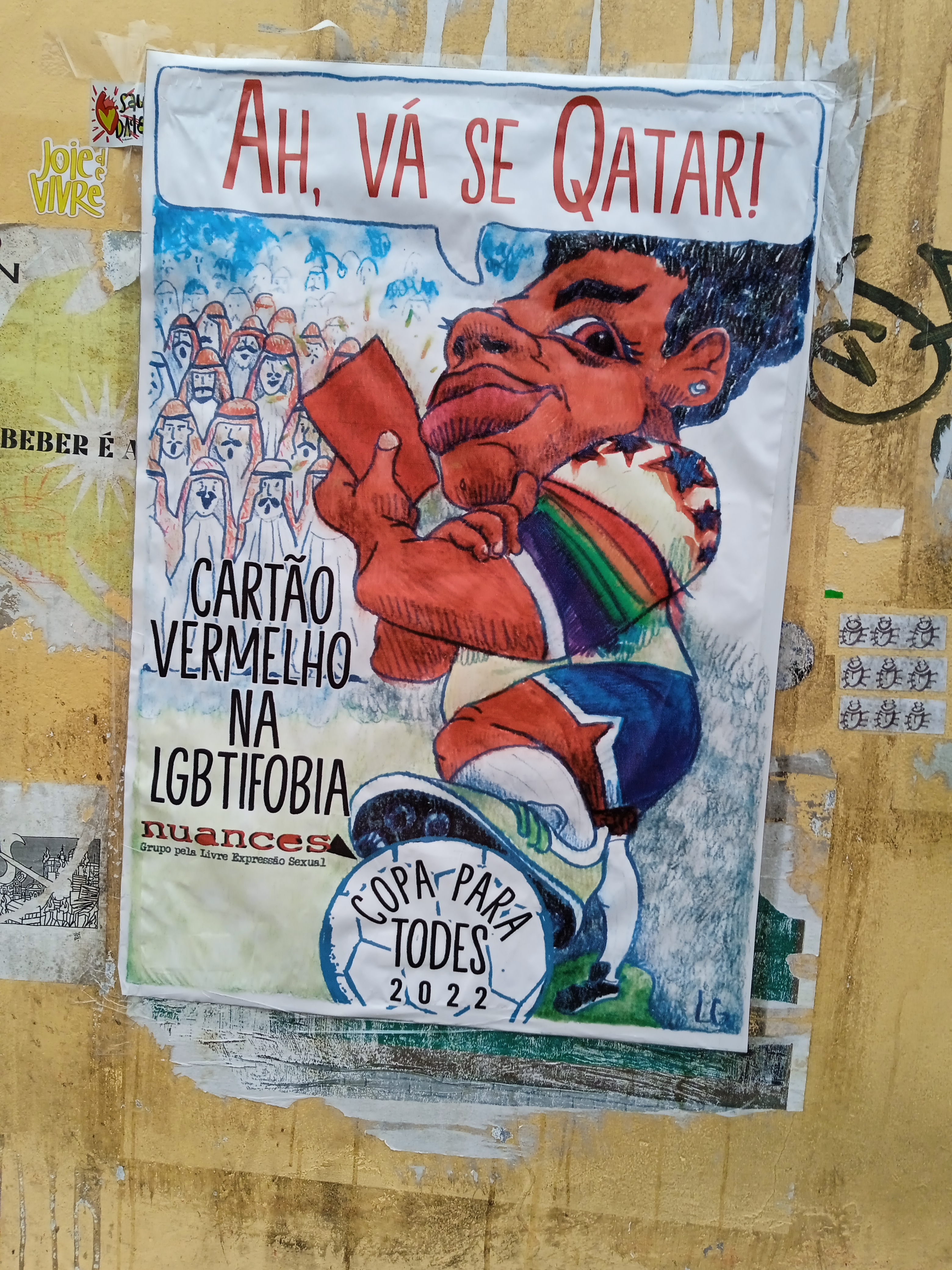
Cartel del grupo Nuances contra la LGBTfobia con motivo de la celebración de la Copa del Mundo de Fútbol en Catar (2022)

En Catar la diversidad sexual es un tema tabú y la homofobia está extendida en amplias capas sociales incluyendo poderes públicos. Emirato cuyo sistema judicial está basado en la Shari'a su código penal, vigente desde 1971 y actualizado en 2004, tipifica como delito los actos homosexuales castigándose con penas de hasta 5 años de prisión. Cometer adulterio, independientemente de la orientación sexual, conlleva penas desde latigazos y exilio hasta la pena de muerte (aunque no hay registros de que se haya aplicado y solo es imponible a miembros de la comunidad musulmana). Considerado uno de los países más moderados de la región el cumplimiento de la ley suele ser esporádico y en caso de que el infractor sea extranjero se lo deporta o se le da la posibilidad de dejar el país. Ello no ha impedido polémicas como la designación como sede de la Copa Mundial de Fútbol de 2022 en la que el emir de Catar, el jeque Tamim bin Hamad Al Thani, declaró que los visitantes LGBT "serían bienvenidos al país respetando la cultura de la nación" lo que implicaba no hacer pública la orientación ni ningún acto que evidenciara la diversidad sexual.

"Hubo un par de lugares que fueron cerrados por la policía. No son clubes, sino lugares de cruising que la comunidad conoce. Pero son muy discretos porque pueden estar infiltrados de policías encubiertos. Incluso se celebran fiestas sexuales y cosas así pero todas son súper pequeñas. La gente homosexual no interactúa entre sí. Y es que cuando un policía encubierto logra infiltrarse intenta, de forma muy agresiva, encontrar los contactos que tiene cada uno. Por ello es muy peligroso para ellos saber el uno del otro"
Mohamed Naser (Time Magazine, 16 de noviembre de 2022) 

#### Chipre y Chipre del Norte

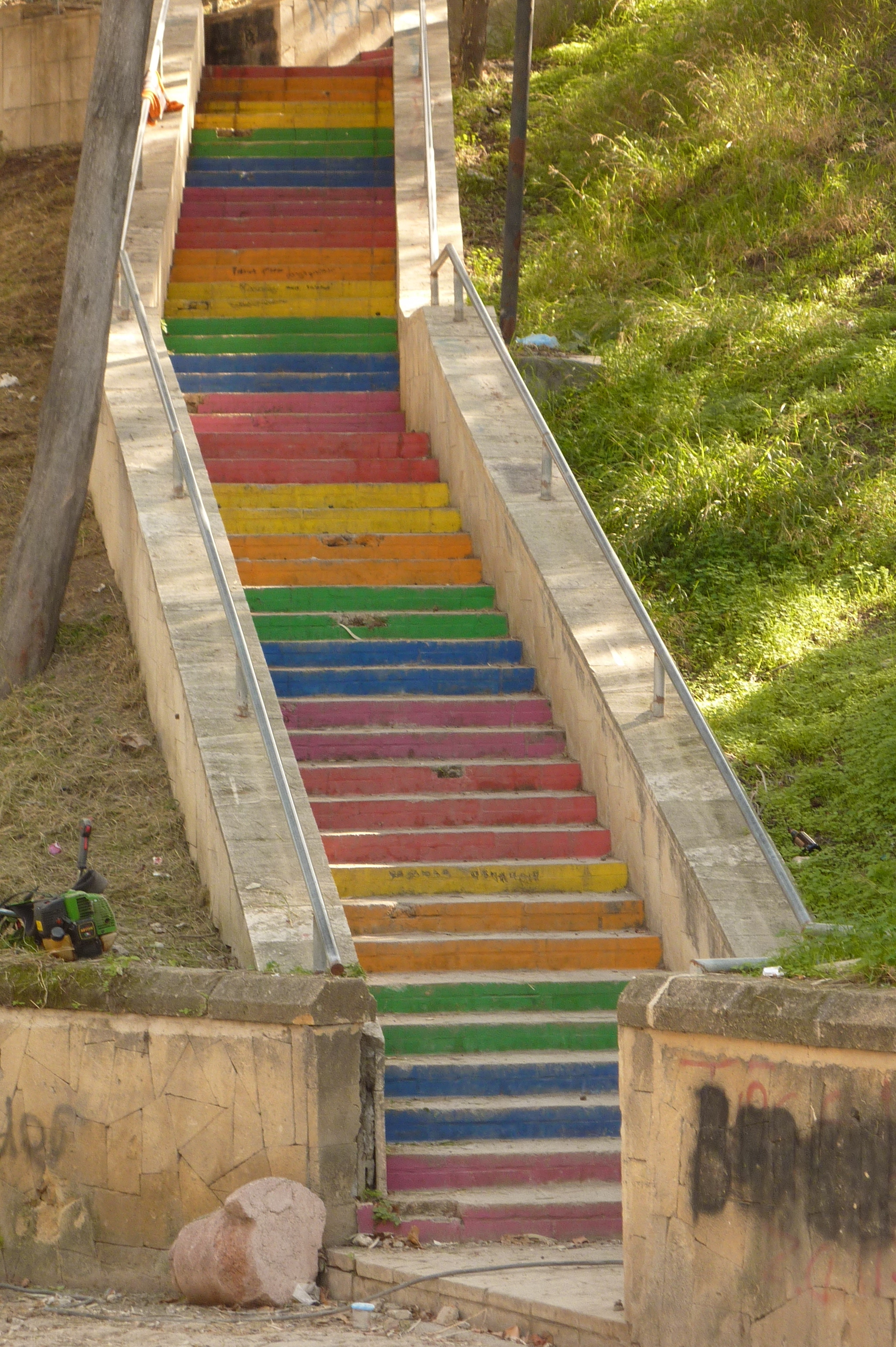
Intervención artística en unas escaleras de Kyrenia (Chipre)

Isla situada en el Mediterráneo oriental, en la que desde 1974 coexisten la República de Chipre y la República Turca del Norte de Chipre, existen algunas diferencias en el abordaje de la diversidad sexual en ambas zonas.
Debido a su pertenencia a la Unión Europea, Chipre ha actualizado su legislación en materia de derechos humanos para acompasarla a los estándares continentales. Por ello despenalizó la homosexualidad (1998), legalizó las uniones civiles entre parejas del mismo sexo (2015), eliminó las restricciones a la libertad de expresión y asociación (2000) e igualó la edad de consentimiento sexual unificándola a 17 años tanto para heterosexuales como para homosexuales (2002). No obstante las minorías sexuales tienen algunos desafíos debido a la influencia social que la conservadora Iglesia Ortodoxa mantiene en la opinión pública, especialmente cuando se trata de los derechos de la comunidad LGBTI, reportándose casos esporádicos de agresiones.
En Chipre del Norte, si bien se han dado modificaciones legislativas como en Chipre, estas han tardado más tiempo en implementarse. Aun así se han despenalizado los actos homosexuales masculinos, ya que la homosexualidad femenina no estaba criminalizada, (2014),unificado el consentimiento sexual a 16 años para heterosexuales y homosexuales o aprobado leyes contra la discriminación laboral.No están reconocidas las uniones civiles homosexuales aunque ha habido algunos intentos. El Ministerio de Asuntos Exteriores de España indica, a fecha de marzo de 2023, que no existe persecución para el colectivo y las autoridades no penalizan la expresión de afecto en público. Pero sí indica que la sociedad chipriota es conservadora y que este tipo de demostraciones no son habituales.

"Hemos organizado las manifestaciones del Orgullo desde 2014 pero la mayoría han sido divididas en las dos zonas. Con esta convocatoria unificada estamos enviando el mensaje de que queremos una isla unida. Queremos mostrar que somos y queremos ser parte del proceso de paz, que estamos aquí y que existimos. Si nadie va a resolverlo, nosotros lo haremos"
Erman Dolmaci -Queer Cyprus- y Alexandros Efstathiou -Queer Collective CY- (Reuters, 18 de junio de 2023) 

#### Emiratos Árabes Unidos

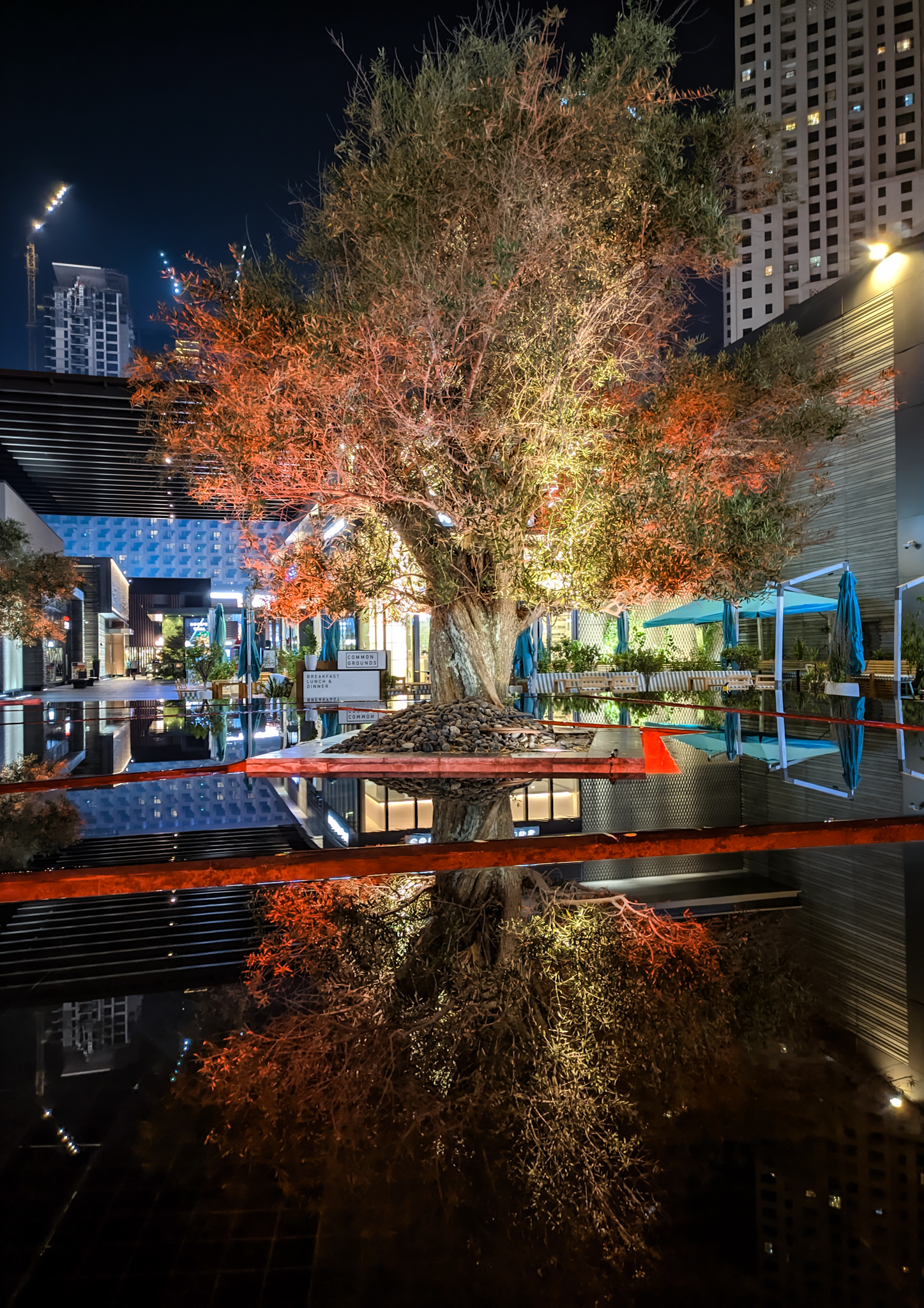
Árbol del puerto deportivo de Dubái

En Emiratos Árabes Unidos, monarquía federal compuesta por los emiratos de Dubái, Abu Dabi, Ras al Jaima, Umm al-Quwayn, Ajmán, Fuyaira y Sharjah, las relaciones sexuales fuera de un matrimonio heterosexual y tradicional tienen consideración de crimen (2016) y pueden castigarse con penas de prisión, multas, tratamientos hormonales incluyendo la castración química, deportación y la pena de muerte. El adulterio y la fornicación también se consideran crímenes por lo que una persona convicta de homosexualidad se enfrentará a cargos por adulterio si está casado y, a la vez, mantiene relaciones con otro de su mismo sexo. Como cada emirato tiene un sistema judicial propio e independiente el Código Penal Federal no reemplaza las leyes de cada emirato. En algunos casos la policía ha hecho la vista gorda en casos como estos, siempre y cuando se mantenga la discreción.También existe constancia de una comunidad LGBT+ aunque la censura, la homofobia y el entorno conservador no facilita su desarrollo que se contrarresta con el papel que juegan las redes sociales e internet.

"Aunque no estoy defendiendo de ninguna manera las leyes anti-gay de mi país quiero decir que nuestra sociedad lentamente está cambiando. Por ejemplo en el caso de un hombre de Escocia que fue arrestado por coger la mano a un hombre en un bar el Jeque del Emirato de Dubái intervino para detener esos cargos. El consejo que le digo a mis amigos gays extranjeros al visitar Emiratos Árabes Unidos es: sí, tenemos leyes anti-gay, y sí, apestan, pero con un básico sentido común no tendrás ningún problema. No vas a ser detenido por ser gay a menos que te pillen con las manos en la masa. Así que no te comportes con hombres en lugares públicos de forma escandalosa y déjate la fiesta para la cama del hotel"
Zayed (nomadicboys.com, 14 de enero de 2020) 

#### Georgia

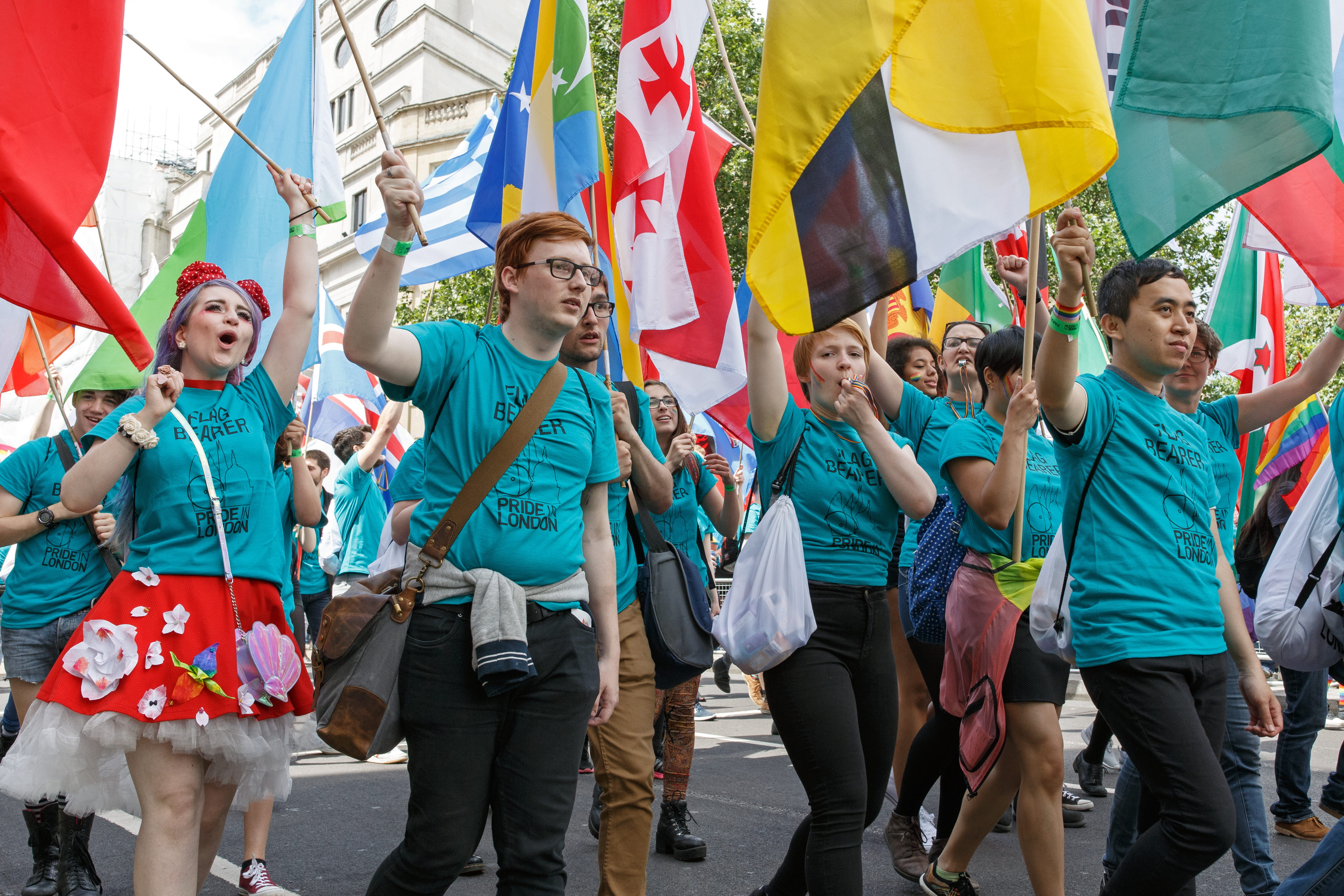
Activistas LGBT portando banderas, en el centro la de Georgia, durante la manifestación del Orgullo en Londres (2016)

Sin restricciones a las libertades de asociación, expresión y a los actos homosexuales consentidos (2000) en Georgia la población LGBT+ mantiene algunos desafíos legales y sociales debido a la consideración de la diversidad sexual como tema tabú. Antigua república integrada en la Unión Soviética, en la que la homosexualidad estaba específicamente prohibida, tras su colapso Georgia impulsó su propio código penal que eliminó los delitos de este tipo. La Constitución prohíbe el matrimonio entre personas del mismo sexo (2018), con pocas perspectivas de modificación, aunque también existen leyes que prohíben la discriminación por motivos de orientación sexual e identidad y expresión de género en términos generales (2014) o que agravan los delitos cometidos por motivos de orientación sexual o identidad de género (2012). Los integrantes de la comunidad tienen un papel activo en internet y cuenta con una floreciente escena incluyendo asociaciones o locales en Tiflis. Pero las minorías sexuales georgianas deben afrontar el desprecio de la familia, amigos y el público en general, la consideración de que la homosexualidad "está mal" o protestas anti-LGTBIQ+ como las del Tiflis Pride de 2021 o 2023. El Ministerio de Asuntos Exteriores de España en sus recomendaciones de viaje al país indica que "las personas LGTBIQ+ pueden sentirse discriminadas en determinadas situaciones, en particular si se dan muestras de afecto en público. Así pues, conviene tener en cuenta las diferencias culturales entre España y Georgia al respecto".

"La vida nocturna ha cambiado el contexto completo en cómo la sociedad de Georgia percibe a la gente queer. Los clubs fueron el primer lugar en ofrecerles un espacio seguro y ahora la actitud de la gente que acude ha pasado de la oscuridad a la luz"
Giorgi Kikonishvili (BBC, 25 de enero de 2023) 

#### Irak

Recreación de las banderas del Orgullo LGBT+ e Irak

En Irak la homosexualidad y las relaciones sexuales entre personas del mismo sexo se hallan criminalizados desde 2003 y existe constancia de persecuciones, torturas y asesinatos contra las minorías sexuales. Formalmente no existen restricciones a la libertad de expresión y de asociación ni tampoco están reconocidas las uniones civiles o el matrimonio homosexual. Pese a su situación actual en su tradición histórica la mayor parte de Irak formó parte del Imperio Otomano (1299-1922) periodo en el que, a pesar de las reprobación de las autoridades religiosas, la homosexualidad era práctica común entre las élites y fuera despenalizada durante las reformas de Tanzimat (1858). Con el mandato británico de Mesopotamia, implementado tras su disolución, se impuso un código penal que castigaba la sodomía con 15 años de prisión que, obtenida la independencia, ha seguido vigente. El Ministerio de Asuntos Exteriores de España, a fecha de abril de 2023, desaconseja viajar al país, destaca que culturalmente se trata de "una sociedad muy tradicional y machista" en la que se aconseja no realizar muestras de afecto en público incluso entre personas de distinto sexo y que, por la carencia de estadísticas oficiales, no es posible contrastar la existencia de agresiones contra el colectivo LGTBI o agresiones de género.

"Es socialmente aceptable el colegueo entre hombres pero no porque los hombres muestren su lado femenino. De hecho es todo lo contrario. Surge de la idea de que estás tan cómodo con tu masculinidad que nadie la pondrá en duda. Es hipermasculinidad. Incluso existe la idea errónea de que la persona que penetra no es realmente gay pero el que es penetrado sí lo es. Se trata de dinámicas de poder. (...) Creo que se debe a que mientras los niños crecen les dicen que "son el hombre" y que "deben cuidar de la familia". Desde muy pequeños se pide a los niños que no lloren, se les enseña a ser fuertes y se espera que la voz del niño tenga cierta gravedad. Incluso en las escuelas los niños están separados de las niñas"
Amir Ashour, IraQueer (The Fader, 22 de febrero de 2022)

#### Irán

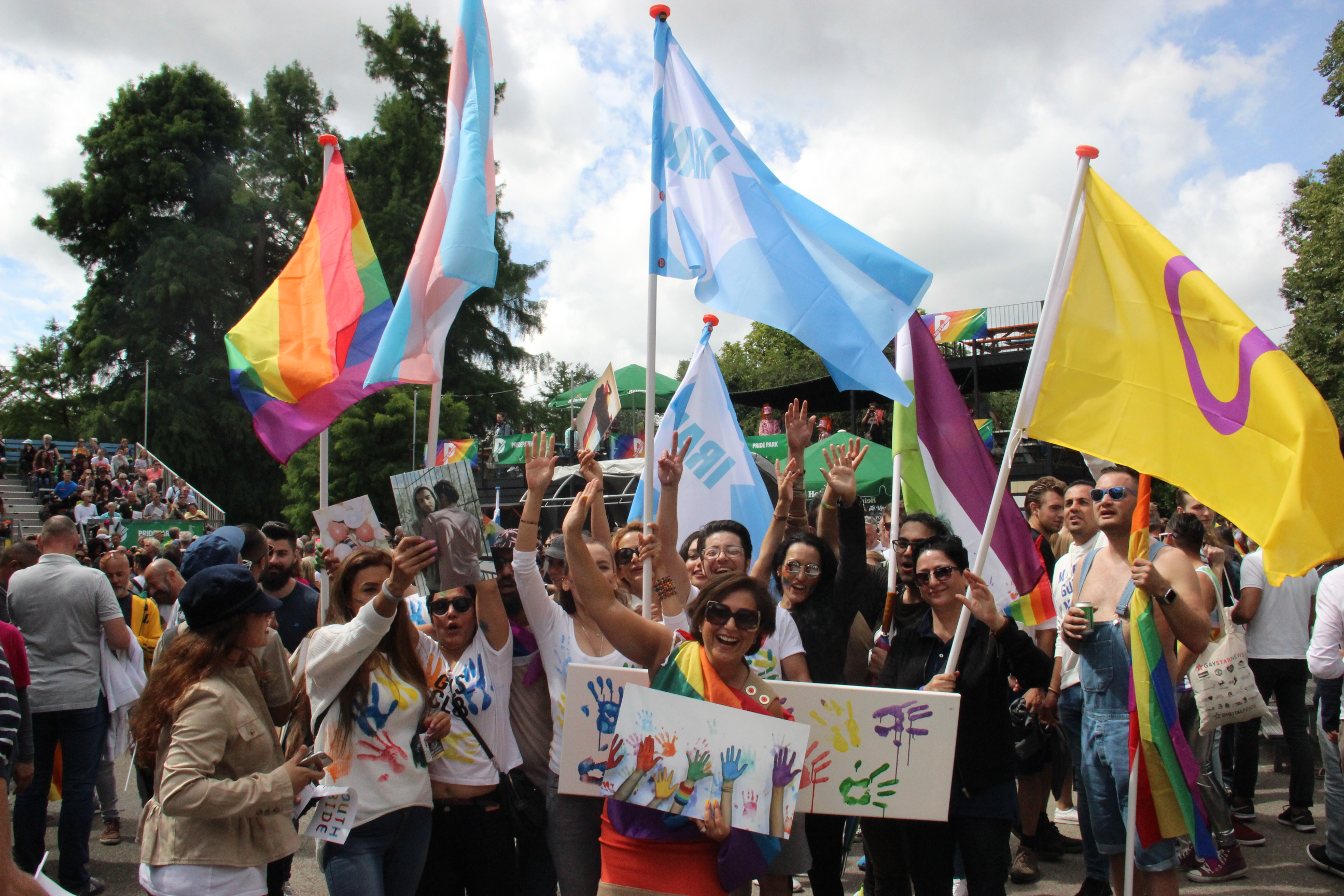
Activistas iraníes participando en la Manifestación del Orgullo de Ámsterdam (2017)

Las condiciones de vida del colectivo LGBTIQ+ en Irán son difíciles y están marcadas por un entorno hostil y unas autoridades que promueven activamente la persecución y represión de las minorías sexuales. El gobierno de Irán, cuyo entonces presidente Mahmud Ahmadinejad afirmó públicamente que en el país no existe la homosexualidad, es una teocracia islámica que ha impulsado un código penal basado en una conservadora interpretación de las leyes islámicas Sharía. Las relaciones entre personas del mismo sexo son ilegales, la homosexualidad se considera un crimen y pese a las denuncias de organizaciones internacionales LGBT y de defensa de los derechos humanos se calcula que entre 4.000 y 6.000 personas han sido ejecutadas por su orientación sexual desde la Revolución Iraní que desalojó a la Dinastía Pahlaví. Sirva como ejemplo cuando en 2005 dos jóvenes (uno de ellos menor de edad), Mahmoud Asgari y Ayaz Marhoni, recibieron 228 latigazos y fueron ahorcados en medio de una gran multitud en la ciudad de Mashhad por mantener una relación homosexual. El Gobierno de Irán acusó a los jóvenes de haber violado a un niño pequeño, pero más tarde fuentes iraníes desmintieron este hecho y acusaron al Gobierno de inventarse los cargos. A raíz de este suceso algunos países europeos, como Suecia, los Países Bajos, Alemania, Reino Unido y Rusia contemplaron o llamaron a cesar las extradiciones de homosexuales a Irán. Sin embargo la visión de la transexualidad, que según estadísticas oficiales oscila entre las 70.000 y 80.000 personas aunque estudios alternativos la cifran en hasta 190.000, es diferente al considerarse "un deseo natural del cuerpo" siendo legal la cirugía de reasignación desde 1987 a diferencia de la homosexualidad que se califica como "un pecado".

"En Irán no aceptan que uno tenga y defienda su propia identidad, diferente a la que dicta el régimen. Ser homosexual es ilegal y está considerado como una enfermedad, lo que puede llevarte a la cárcel e incluso en determinadas circunstancias a la muerte. Mi abogado me dijo que nunca diga la palabra homosexual ante un tribunal. No quiero ni pensar en qué me puede pasar si vuelvo ahora"
Payam Feili (El Mundo, 7 de marzo de 2016) 

#### Israel

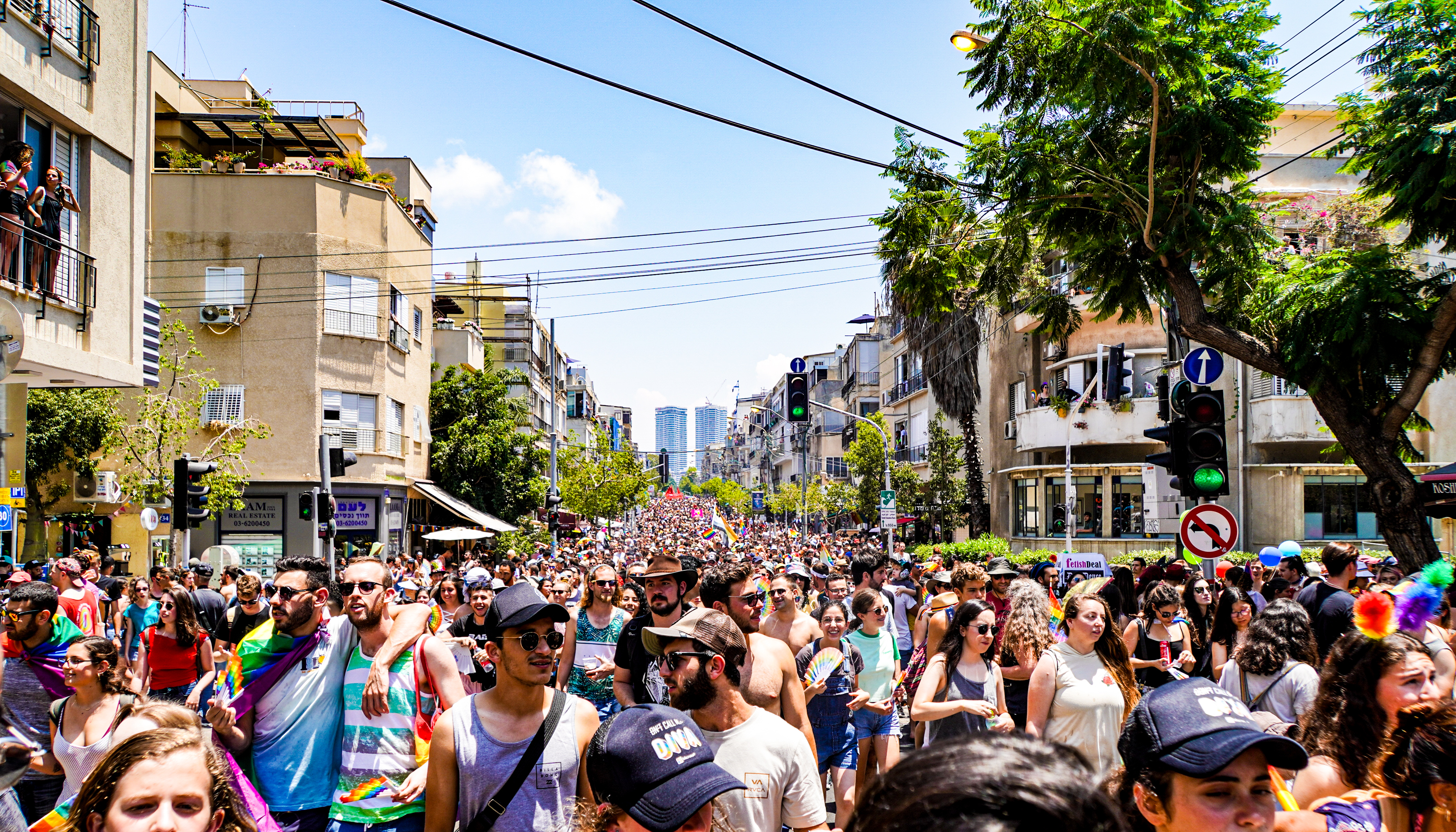
Manifestación del Orgullo en Tel Aviv (2019)

Considerado uno de los países más tolerantes para con las personas LGTBIQ+ del continente Israel presenta una amplia aceptación social y tiene reconocimiento legal por parte de las instituciones incluso habiendo llegado a contar con ministros abiertamente homosexuales en el Gobierno. La despenalización de la homosexualidad (de facto desde 1963, legalmente desde 1988) ha ido acompañada de numerosa legislación que protege contra la discriminación laboral y en otros aspectos de la vida cotidiana. Están reconocidas la unión civil para parejas, no así el matrimonio, aunque en noviembre de 2006 el Tribunal Supremo estableció que el Registro Civil debía inscribir cinco matrimonios homosexuales celebrados en el extranjero. De este modo Israel se convirtió en el primer país en legalizar matrimonios celebrados en el extranjero aunque su propia legislación no los contemple. Existe constancia de que algunos gays, bisexuales, lesbianas y trans palestinos intentan esconderse ilegalmente con el objetivo de escapar de la intolerancia, el abuso físico, o la desaprobación de sus familias. La comunidad gay del país, además de estar bien organizada en asociaciones y colectivos (la primera creada en 1975), destaca por ser muy activa, organizar festivales del Orgullo Gay en Tel Aviv, Jerusalén y Eilat (1998) siendo la capital del estado uno de los lugares de atracción más importantes del Mediterráneo oriental, con locales de ambiente y establecimientos orientados al público LGBT.  Algunos de los artistas LGBT más conocidos fuera de sus fronteras son los cantantes Dana International, Harel Skaat, Ivri Lider o el cineasta Eytan Fox. Sin embargo el actual gobierno encabezado por Benjamín Netanyahu desde noviembre de 2022, en el que están integrados partidos políticos religiosos y ultraderechistas manifiestamente contrarios a la diversidad sexual, ha despertado los recelos de que dicha situación pueda revertirse.

"Yo jamás me escondí ni intenté ser lo que no soy. Me identifico con la frase  que dice “prefiero que me odien por lo que soy, que ver que me aman por lo que no soy”. Y es justamente así que me comporto. Creo que la visibilidad es la clave para los prejuicios y la homofobia. Recordemos que se desarrolla prejuicios sobre lo que no se conoce. Pero cuando uno conoce, ve a la persona que tiene enfrente suyo, ve que no tiene cuernos, que tiene deseos, aspiraciones, esperanzas, como todos, los prejuicios estallan y en lugar del odio viene el aprecio y el reconocimiento"
Amir Ohana (Seminario Hebreo Jai, 1 de enero de 2023) 

#### Jordania

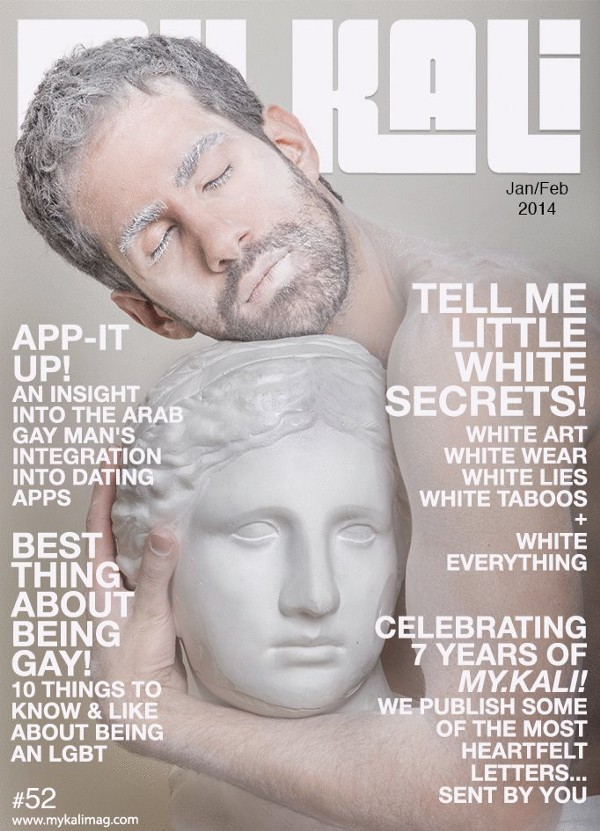
Portada de la revista de temática LGBT editada en Jordania My.Kali con su fundador Khalid Abdel-Hadi (2014)

Considerado uno de los países más tolerantes de su entorno en Jordania,tras alcanzar su independencia en 1946, promulgó un nuevo código penal que legalizó cualquier tipo de relación consensuada y no comercial entre adultos estableciendo la edad de consentimiento sexual a los 16 años (1951). También se ha aprobado el cambio de sexo en la documentación de una mujer transexual tras haberse sometido a cirugía (2014). Aunque existen locales considerados simpatizantes de la causa LGTBIQ+ o publicaciones online como My.Kali.com las personas del colectivo continúan sufriendo discriminación y la mayoría de sus integrantes mantienen oculta su condición por miedo a represalias. Se han conocido casos de detenciones durante plazos cortos por comportamientos, como muestras de afecto en público, que son considerados atentatorios contra las costumbres o la moral jordana. Dichos actos, debido a que la sociedad es conservadora y sus autoridades no quieren promover mayores cambios, generan rechazo social y en algunos casos incluso a la aplicación de normas penales contra las conductas impúdicas, que podría conllevar incluso a una detención.

"Aunque un gran número de ciudadanos LGBTQ+ están en el armario y, a menudo, tienen que llevar una doble vida, una nueva ola de personas LGBTQ+ más jóvenes está empezando a salir del armario y se están volviendo más visibles en el país, trabajando para establecer una vibrante comunidad de cineastas, periodistas, escritores, artistas y otros jóvenes profesionales. Sólo unos pocos jóvenes jordanos de la clase alta pueden permanecer solteros (es decir, sin pasar por un matrimonio heterosexual). La mayoría de estos jordanos más “abiertos” tienen una buena educación y provienen de familias prósperas de clase media o ricas"
Lina Haddadin (qlit.hu, 2021-05-31) 

#### Kuwait

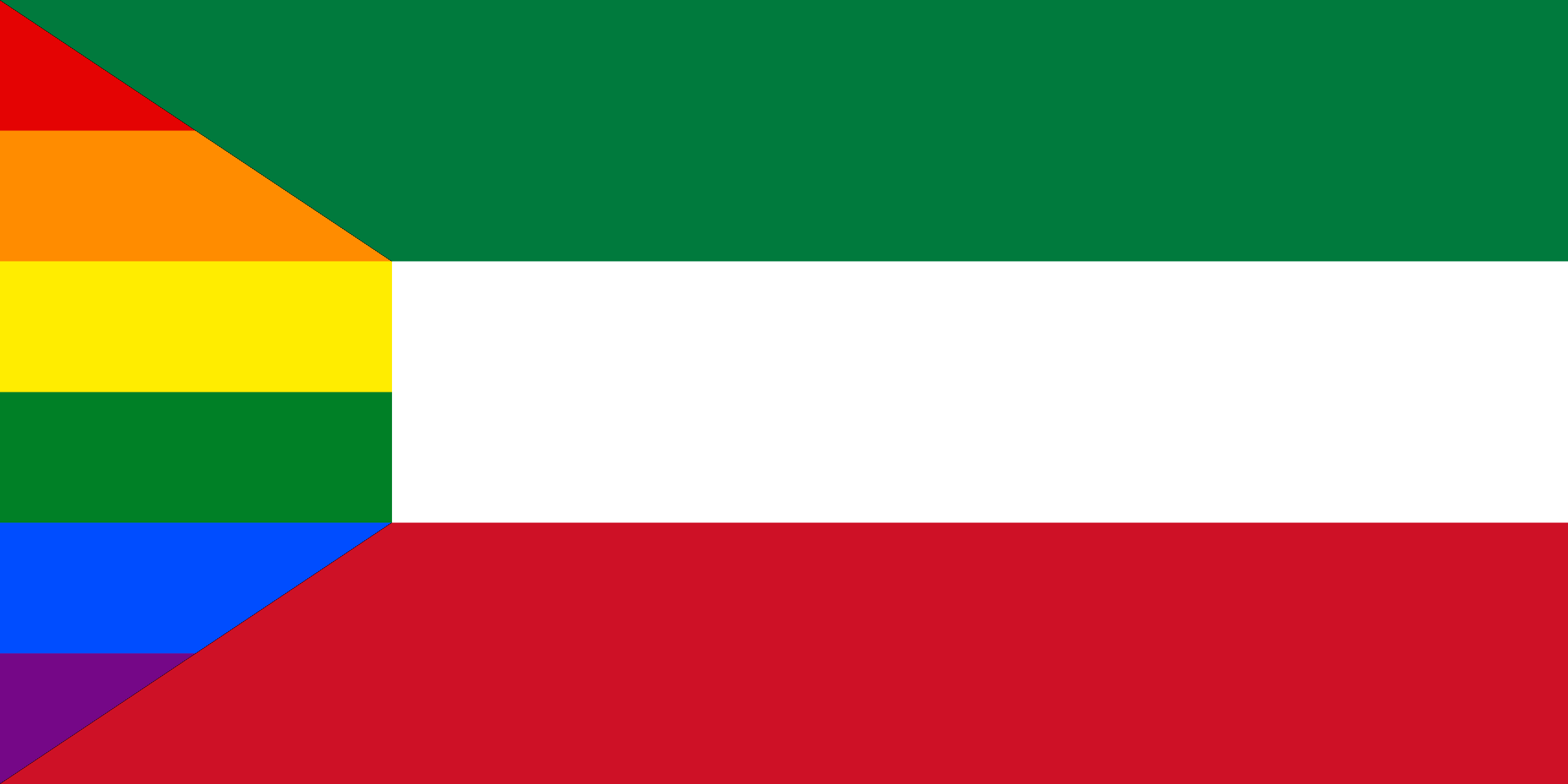
Recreación de las banderas del Orgullo LGBT+ y Kuwait

Con una situación análoga a otros países de sus zona geográfica, como Irak o Arabia Saudí, en Kuwait la normativa legal y consideración social de las minorías sexuales es muy negativa. Establecida como una monarquía constitucional con un sistema de gobierno parlamentario desde su independencia en 1961, tras su etapa como protectorado británico (1899-1961), se trata de un país musulmán. Su sociedad, sobre todo en zonas urbanas, es generalmente tolerante pero debe mantener discreción en el vestir, en los comportamientos y tienen que respetarse las costumbres locales. El código penal castiga con multas y penas de hasta 7 años de prisión las actividades homosexuales realizadas entre hombres, no así entre mujeres. Además de enfrentar la estigmatización social no existe constancia de la existencia de asociaciones en defensa de las minorías sexuales, dado que las asociaciones deben ser aprobados por el gobierno, si bien desde 2007 se reportaron intentos por parte de ciudadanos para fundar colectivos que hasta 2023 no han prosperado.

"Los homosexuales no son diferentes de los demás y merecen los mismos derechos. Entre nosotros conocemos a figuras de diversos ámbitos políticos, artísticos y de otro tipo"
al-Hurriya (The New Arab, 1 de agosto de 2019) 

#### Líbano

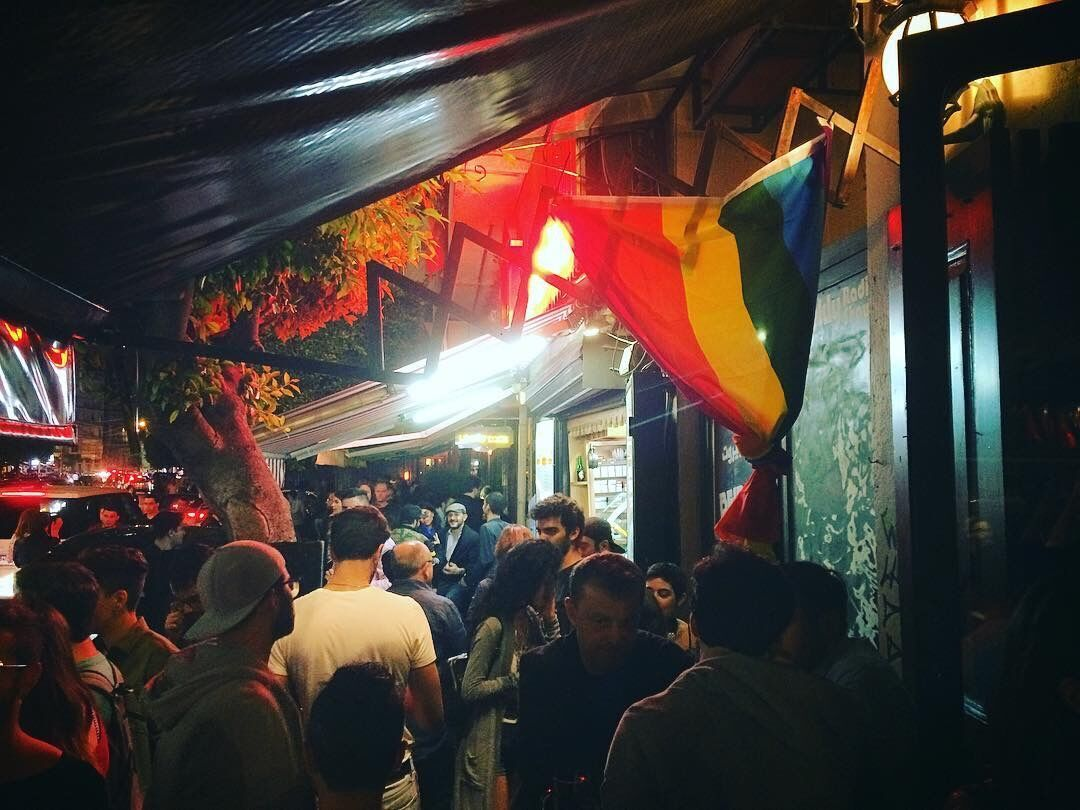
Una bandera del Orgullo LGBT+ ondeando en Mar Mkhayel (Beirut, Líbano)

Considerado uno de los países más tolerantes de su zona en Líbano la homosexualidad, aunque está prohibida por el artículo 534 del código penal, ha tenido notables avances entre 2007 y 2017 cuando varios casos de personas homosexuales y trans que fueron procesadas judicialmente bajo esta ley fueron absueltas por tribunales inferiores. La aceptación social de la diversidad sexual está aumentando, especialmente tras la desclasificación de las orientaciones no-heterosexuales como enfermedades por parte de la Sociedad Libanesa de Psiquiatría y la Asociación de Psicología del Líbano. De este modo fue el primer país árabe en hacer esa desclasificación si bien las personas LGBT+ se enfrentan a ciertos desafíos legales y sociales, especialmente por el posicionamiento contrario de algunos partidos políticos y organizaciones religiosas a la normalización del colectivo, pero entre las generaciones más jóvenes la visión es mucho más tolerante.El intento de aprobar un proyecto de ley el verano de 2023 para despenalizar la homosexualidad levantó un huracán de críticas, a nivel político y religioso, así como actos violentos de grupos radicales contra las minorías sexuales en Beirut.

"Me marché lejos de mi familia y del círculo en el que crecí porque nadie entendía el que no me sintiera identificada con el sexo con el que nací. En el último año, ha habido ataques sistemáticos a nivel político y religioso contra la comunidad LGBTI. Tengo miedo de andar sola por la calle, incluso en mi casa"
Leha (France 24, 6 de diciembre de 2023) 

#### Omán

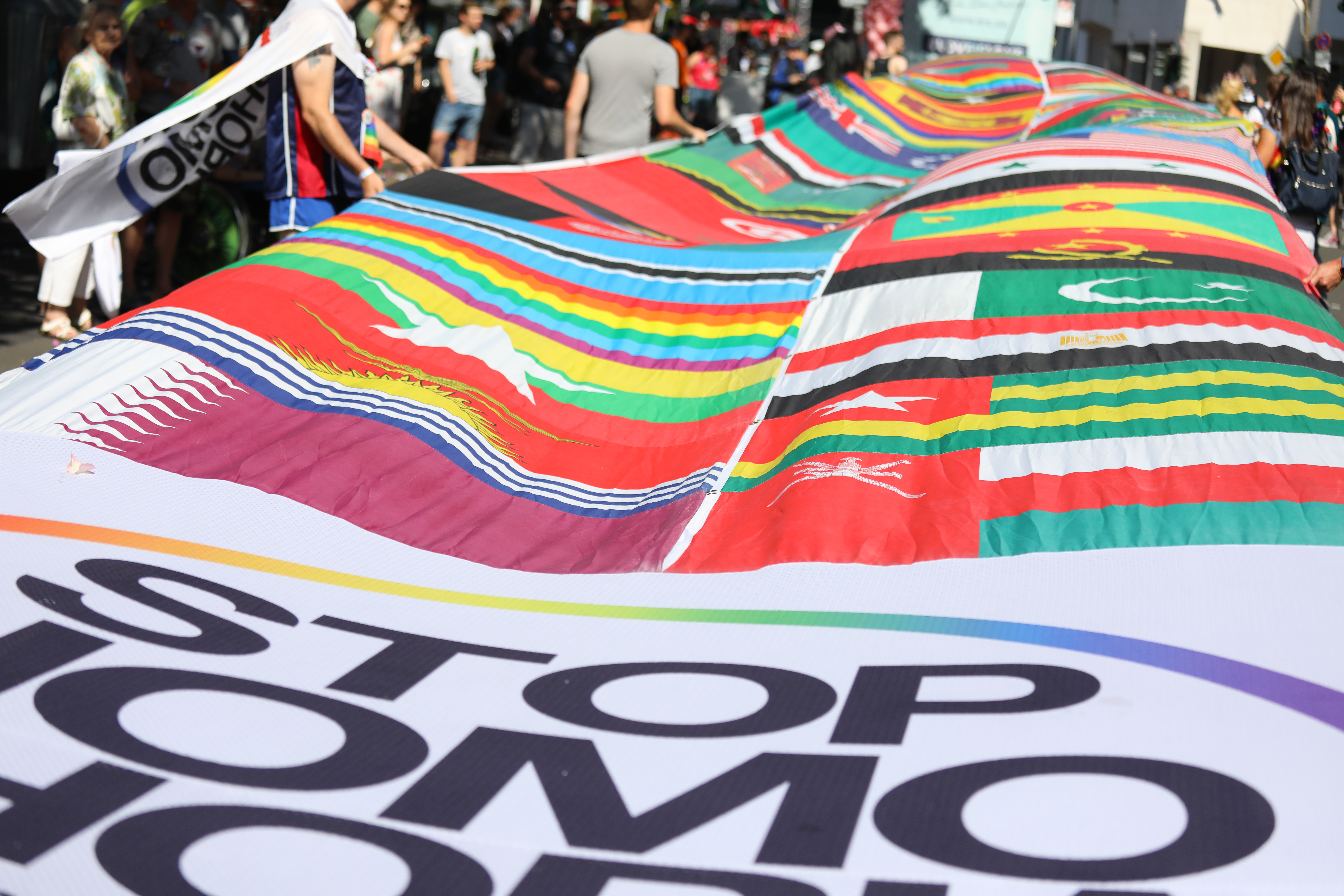
La bandera de Omán, en primer término a la derecha, en la pancarta del Orgullo LGBT de Colonia (2018)

El sultanato de Omán castiga los actos homosexuales consentidos con hasta tres años de prisión si bien se considera que únicamente los casos solo llegan a los tribunales si se trata de un "escándalo público". Debido a la penalización de las libertades de expresión y asociación, dado que hay acreditados impedimentos para ejercer tales derechos desde el año 2000, no existen colectivos reglados en defensa de los derechos LGBT+ si bien hay constancia de una activa comunidad de activistas que interactúan a través de aplicaciones y redes sociales. Algunos ejemplos de censura incluyen la suspensión de una semana al semanario The Week por incluir un reportaje sobre la comunidad homosexual en el país (2013), el inicio de acciones legales a la emisora de radio Monte Carlo Doualiya por entrevistar a un activista (2015) o la prohibición de la película Eternals por la inclusión de un personaje gay y otro transexual (2021) cuestión que también se aplicó en  Arabia Saudita, Baréin, Catar y Kuwait. 

"Puede que haya algunos lugares conocidos de cruising pero, como en cualquier otra parte del mundo, los bares son más importantes. Pero he oído historias de hombres extranjeros que se encuentran con omaníes en centros comerciales, en la playa e incluso en entornos de negocios. Los omaníes, por lo que me dicen mis amigos, a menudo se conocen por primera vez en línea: Internet es muy, muy importante en la comunidad gay árabe en general y Omán no es una excepción. Me parece interesante que los árabes empleen sitios web, que los occidentales utilizan exclusivamente para tener sexo anónimo, para crear comunidades en línea en las cuales el sexo es sólo una parte, forjar amistades a largo plazo y tejer redes de amigos"
TEG (muscatconfidential.blogspot.com, 19 de febrero de 2010) 

#### Palestina

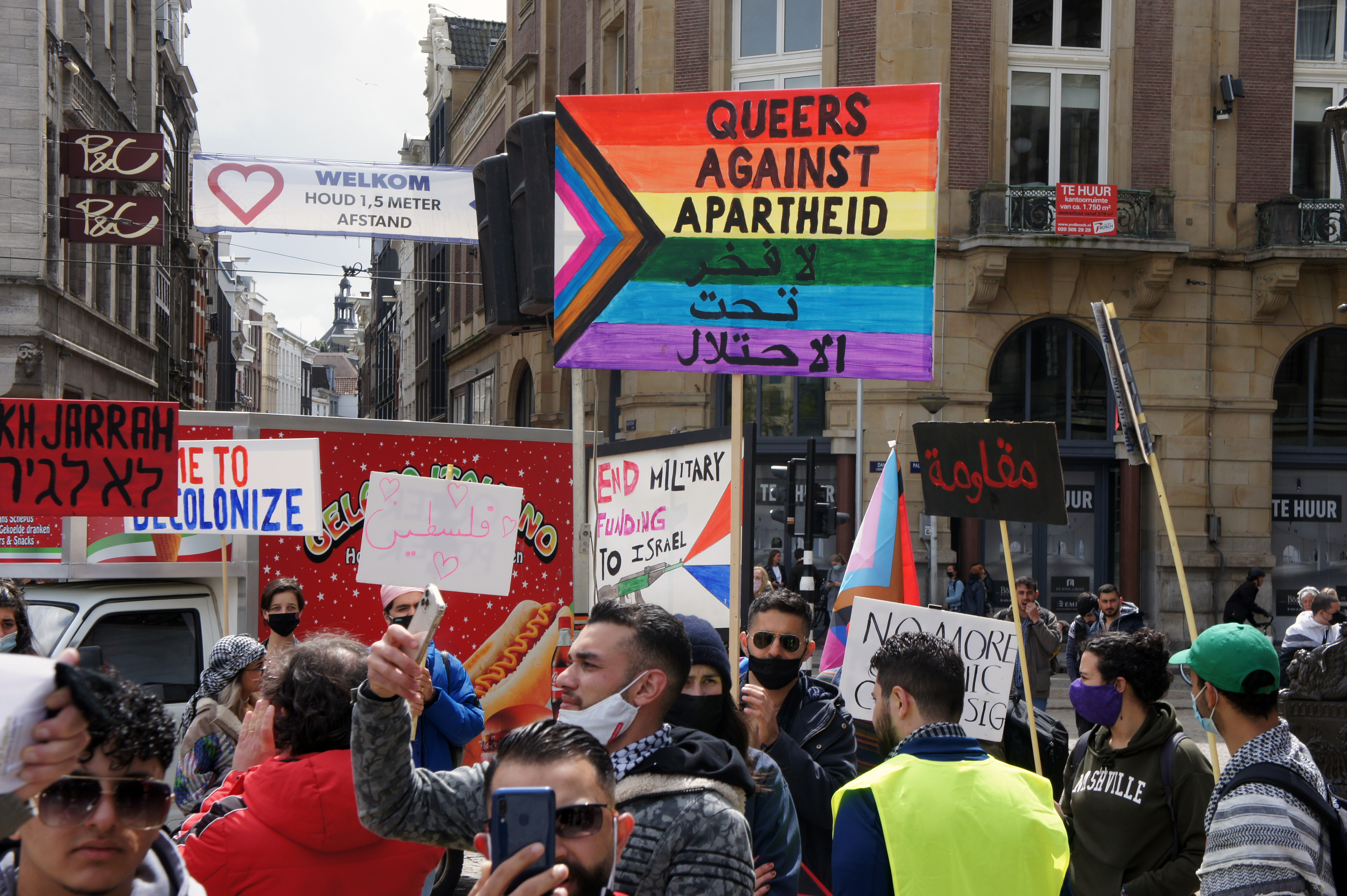
Manifestación a favor de la tolerancia pro-Palestina (2021)

La diversidad sexual en Palestina sigue siendo considerada un tabú social y es uno de los problemas de derechos humanos en la región. Los miembros de la comunidad enfrentan desafíos legales y sociales no experimentados por otros residentes existiendo una notable diferencia entre la Franja de Gaza, donde la homosexualidad masculina es ilegal y se mantiene el Código Penal británico de 1936 cuyo artículo 152 la castiga con hasta 10 años de prisión, y Cisjordania donde se legalizó en 1951 tras adoptar la legislación jordana una vez finalizada la Guerra árabe-israelí de 1948. Existe constancia de un elevado número de palestinos homosexuales que buscan refugio en Israel temiendo por sus vidas, especialmente por temor a ser asesinados por sus propias familias, o ser extorsionados para actuar como informantes a cambio de no revelar su orientación sexual. El abogado Shaul Gannon, de la organización israelí LGBT Aguda, cifra en alrededor de 2.000 los homosexuales palestinos que viven en Tel Aviv.

"Si mis parientes masculinos lo supieran, vendrían y me golpearían o me matarían. Mi padre no podía soportar que su hijo fuera gay. Mis padres son religiosos y ven la homosexualidad como una enfermedad. Jenin es un lugar donde tu reputación y tu nombre es algo importante y que hay que proteger. No es seguro estar expuesto aquí"
Majd (vice.com, 19 de febrero de 2013) 

#### Siria

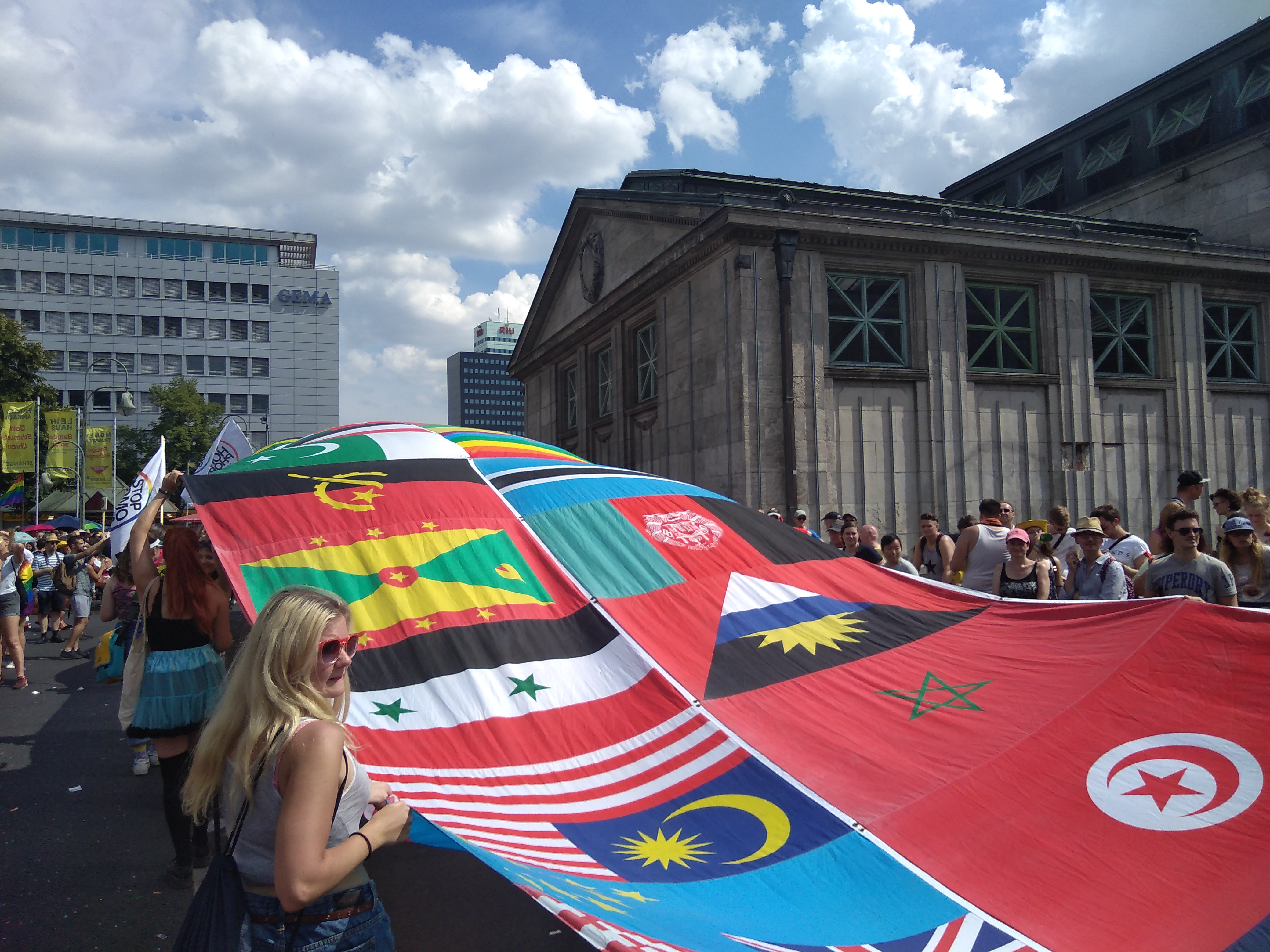
La bandera de Siria, en la zona central de la fila de la izquierda, durante la manifestación del Orgullo LGBT de Colonia (2018)

Antiguo integrante del Imperio Otomano, que en 1858 despenalizó las relaciones homosexuales, en Siria durante el Mandato Francés de Siria (1920-1946) se volvió incluir la homosexualidad en su Código Penal. Tras alcanzar su independencia en 1946 se mantuvo en gran parte el Código Penal francés cuyo artículo 520 penaliza cualquier acto sexual contra natura con hasta 3 años de prisión. Inmerso en una guerra civil desde 2011 que enfrenta al gobierno de Bashar al-Ásad y la oposición, con apoyo de potencias extranjeras en ambos bandos, la situación de la población LGBT+ es muy compleja. Las personas suelen mantener su condición oculta por miedo al rechazo social y a posibles represalias lo que generó históricamente que los casos de castigo penal eran raramente aplicados. Desde el inicio de la guerra la situación ha empeorado gravemente para las personas homosexuales, especialmente para aquellas que viven en las zonas controladas por el Estado Islámico, donde ejecutan a aquellas personas acusadas de sodomía o desviación sexual.Ello ha supuesto que un amplio número de personas hayan abandonado el país para establecerse en zonas relativamente más tolerantes como Turquía o Líbano con el fin último de llegar a Europa.Pese a su complejo panorama existen algunos hitos como la creación de la revista Mawaleh (موالح), actualmente editada desde Berlín, o la edición del documental Mr. Gay Syria (2017) dirigido por Ayşe Toprak que aborda la situación de los refugiados gais sirios establecidos en Estambul.

"En Raqqa la comunidad gay era activa. Pero solo a los que reciben en el acto sexual se les considera gais. Muchos de aquellos que tenían mujeres y se acostaban con hombres fueron a parar a las filas de Al Nusra y del Estado Islámico. Para expiar sus culpas entregaron a todos los gais que conocían de su fase prerevolucionaria. Mis tres amigos pagaron con su vida y de sus teléfonos sacaron los números de decenas de otros como yo"
Ibrahim (El País, 3 de marzo de 2015) 

#### Turquía

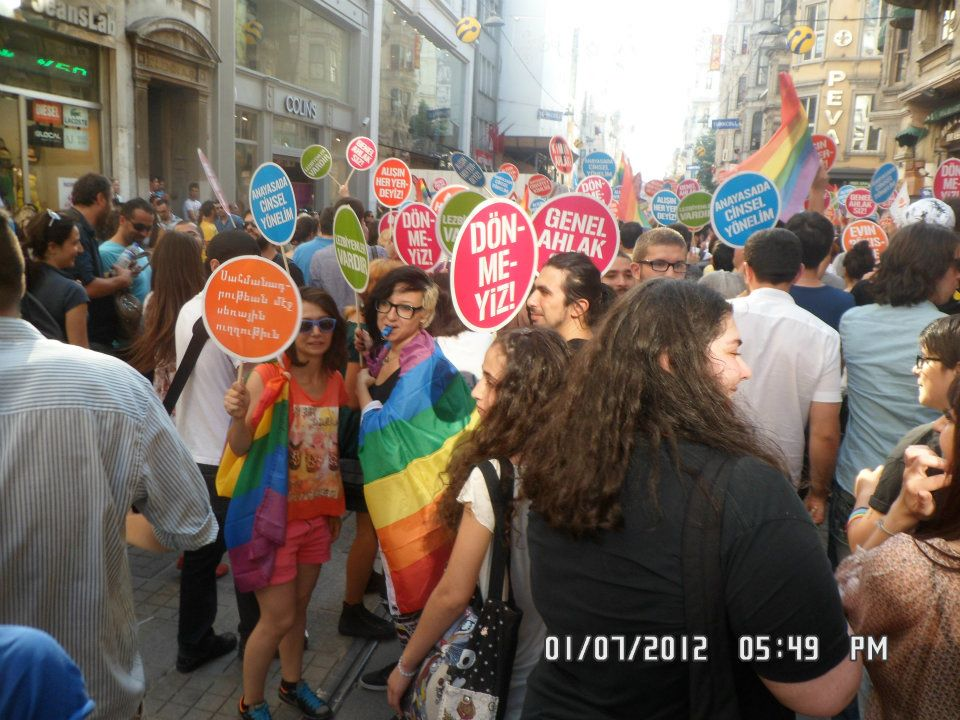
Manifestación del Orgullo LGBT de Estambul (2012)

La homosexualidad ya no es delito en Turquía a pesar de que la homofobia es considerable especialmente fuera de la cosmopolita Estambul. Si bien ha existido una tradición política en décadas anteriores de aproximar la legislación del país a la europea dicha visión ha cambiado durante la presidencia de Recep Tayyip Erdoğan.Aunque a comienzos del año 2000 el presidente turco defendía “dar protección legal a las personas homosexuales” y permitía que se celebrase el Día del Orgullo en el centro de Estambul paulatinamente ha virado a posiciones más propias de la ultraderecha identitaria ejemplificada en acciones como firmar la salida de su país del Convenio de Estambul contra la violencia machista con la excusa de "promover modelos alternativos al de la familia tradicional y fomentar la cultura LGTBI" aspectos no incluidos en dicho documento.

"Vivimos en un periodo en el que el populismo de derecha se ha incrementado en el mundo. Lo vemos desde Polonia a Estados Unidos. El actual Gobierno de Turquía ha convertido esta retórica populista en un arma de propaganda y ha incrementado la presión sobre los LGTBIQ"
Defne Güzel (El País, 12 de mayo de 2023) 

#### Yemen

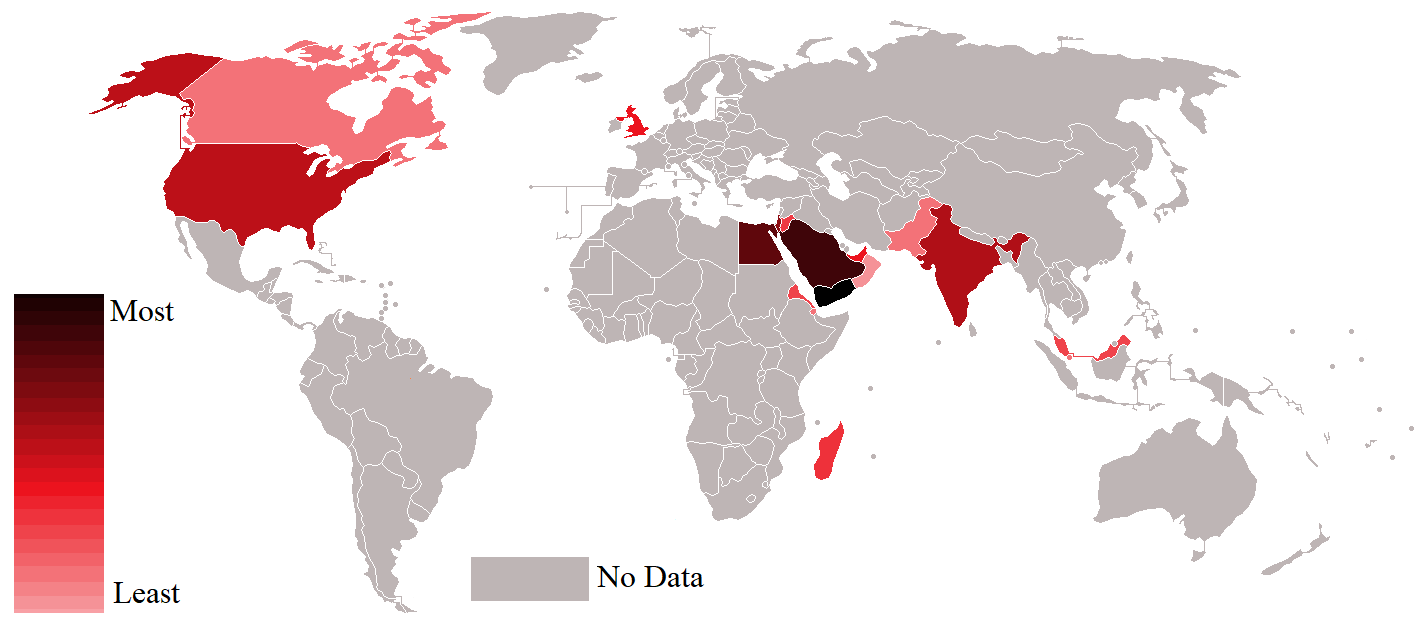
Mapa con la representación gráfica de la diáspora de Yemen (2022)

En Yemen la homosexualidad está severamente castigada por las autoridades siendo uno de los pocos países que contempla la pena capital para los delitos relacionados con la homosexualidad dado que su código penal está basado en la Sharía.Existe constancia de abusos por parte de los poderes públicos notables en aspectos como los derechos de la mujer, la libertad de prensa, la comisión de tortura y brutalidad policial. Las libertades de expresión, prensa y religión están restringidas y también hay constancia de la censura de páginas web gays y lésbicas. A diferencia de otros países de la región no hay constancia de lugares públicos o semi-públicos para gais, si bien está acreditada la existencia de una comunidad underground basada en los contactos a través de redes sociales y actividades privadas como reuniones en domicilios particulares. La postura oficial es "que no hay gays en Yemen" aunque la ley yemení que estipula castigos severos para la actividad homosexual sí reconoce su existencia.

"Internet es la única plataforma donde la gente homosexual puede ser tal como es sin el miedo de que la gente de alrededor conozca la verdad"
Yasser (Irish Times, 22 de agosto de 2015) 

## Asia del Sur

### Visión general
Esta zona mundial, según la subdivisión establecida por la Organización de las Naciones Unidas, incluye 8 países (Afganistán, Bangladés, Bután, India, Maldivas, Nepal, Pakistán y Sri Lanka). A fecha de 2020 sus territorios acogen a más de 1.969 millones de personas.
Actualidad
La homosexualidad es generalmente ilegal por la influencia del islam, las estructuras sociales tradicionales y la persistencia de leyes coloniales británicas contra la sodomía en los respectivos códigos penales. Pakistán es el caso más extremo con penas que pueden llegar a la de muerte. Países como Bangladés o Sri Lanka aplican duras penas de más de 10 años de cárcel. La India también aplicaba penas similares, debido a una legislación proveniente desde la colonización británica, que fue derogada definitivamente en 2018. No obstante también existen países, como Nepal, cuya legislación y consideración social es favorable para las minorías sexuales.

### Por países

#### Afganistán

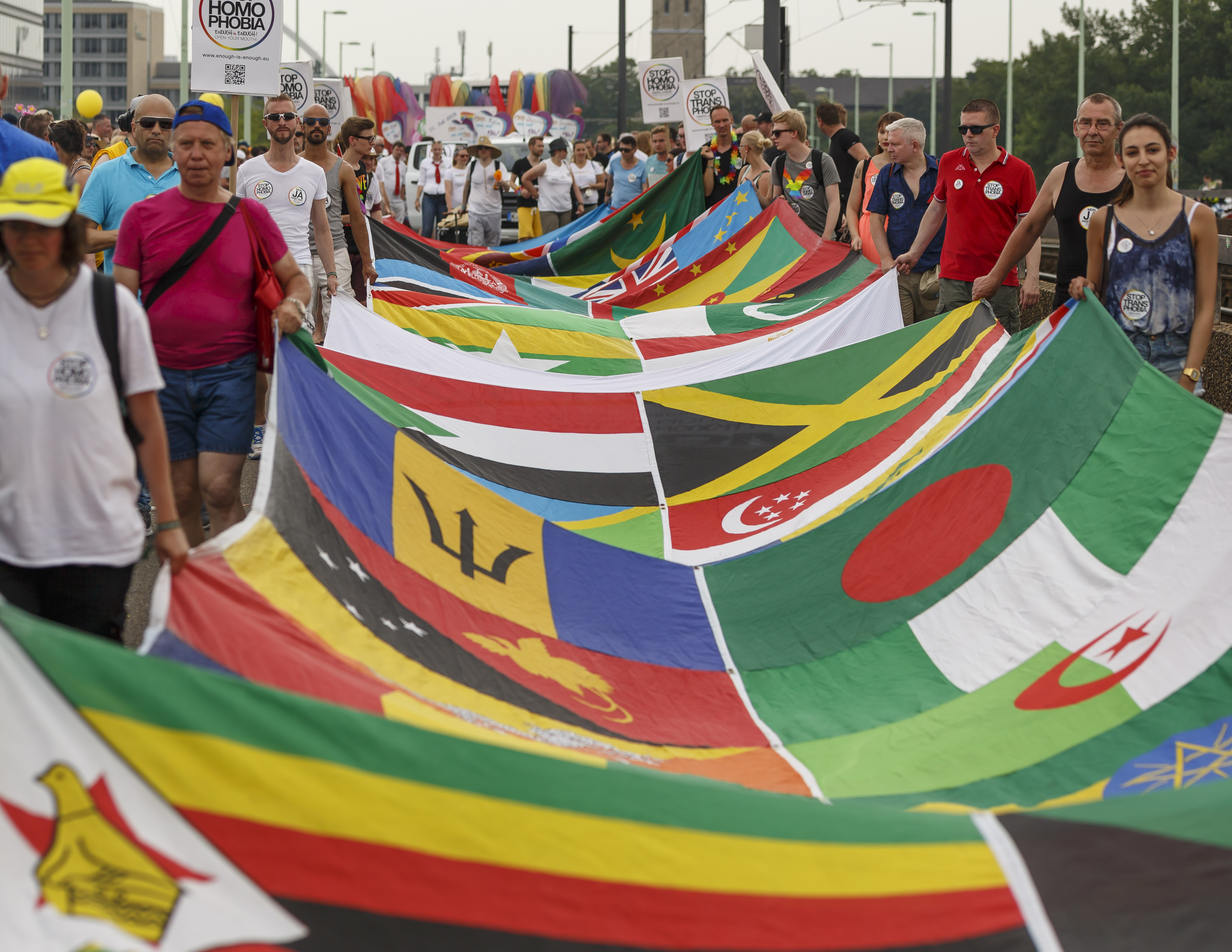
La bandera de Afganistán (a la izda. en la foto) en una pancarta que recoge los países que castigan la homosexualidad durante la Manifestación del Orgullo LGBT de Colonia (2015)

En Afganistán la homosexualidad está considerada un crimen grave castigado en su Código Penal con prisión e incluso la pena de muerte. Establecida como emirato islámico, cuya religión oficial es el Islam y su sociedad tiene un fuerte componente de estructura tribal especialmente en zonas rurales, la finalización de la Guerra de Afganistán (2001-2021) y retirada de las fuerzas internacionales que apoyaban la República Islámica (2004-2021) supuso de facto la instauración de un régimen controlado por los Talibán. Se restableció el Código Penal de 1976 que contiene varias disposiciones que pueden aplicarse a la población LGBT: el artículo 398 que contempla castigos menores para quienes comentan un asesinato por honor (por ejemplo cuando un miembro de familia descubre que su familiar o cónyuge comete delitos de adulterio, fornicación u homosexualidad) o el artículo 427 que estipula largas penas de cárcel a los que hayan cometido delitos de adulterio, pederastia y/o sodomía. En zonas rurales aisladas se ha acreditado la aplicación de la sharía. Sin embargo la sociedad en líneas generales es muy conservadora y las cuestiones relativas a la diversidad sexual se consideran temas tabú. En debates públicos la homosexualidad suele ser relacionada con la prostitución y la pedofilia, si bien hay constancia de la realización de prácticas homosexuales y una doble moral en la que privadamente se toleran actos siempre que no sean públicos. El nivel de conciencia sobre la orientación sexual o la identidad de género es limitado aunque ha habido algunos casos de personas que sí se han manifestado como homosexuales, como el profesor de la Universidad Americana de Kabul Nemat Sadat, aunque la reacción social ha sido negativa recibiendo incluso amenazas de muerte.

"Los talibanes están tratando de señalar que no van a atacar a las mujeres y las niñas, a la comunidad LGBTQI+, etc. Pero sabemos que ese no va a ser el caso. Mi temor es una crisis humanitaria en la que aún más personas LGBTQI+ sean blanco de violencia, especialmente si no hay herramientas para brindar asistencia internacional para el desarrollo a las personas en riesgo, para ayudarnos a construir la sociedad civil sobre el terreno y para reubicar a las personas. Si no intervenimos, podríamos ver mucha más violencia selectiva y potencialmente muertes de personas LGBTQI+, algo que realmente queremos evitar"
Kimahli Powell (Human Rights Watch, 26 de enero de 2022) 

#### Bangladés

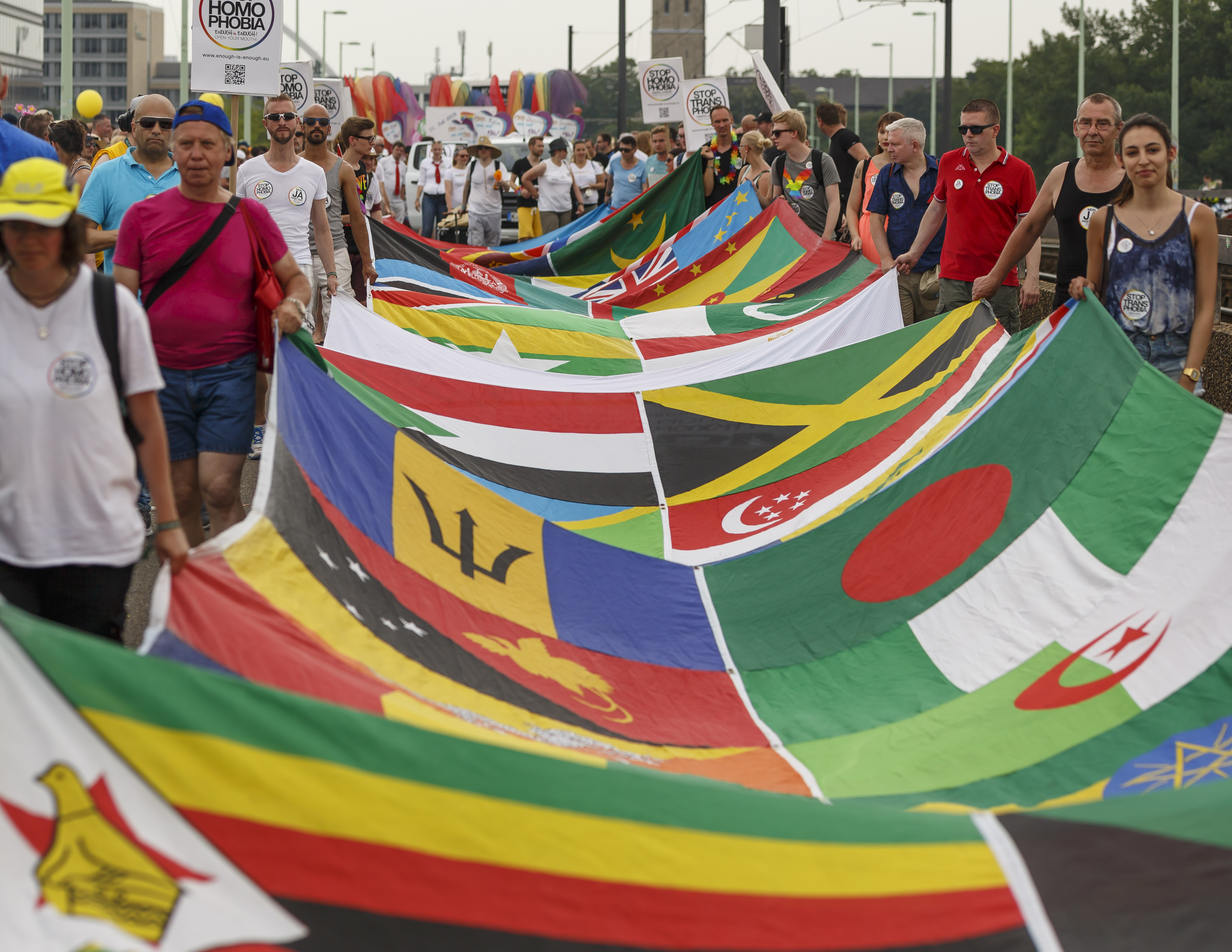
La bandera de Bangladés, a la derecha, durante la manifestación del Orgullo LGBT de Colonia (2015)

Octavo país más habitado del mundo en Bangladés la población LGBT afronta una situación compleja. Independiente desde la Guerra de liberación que mantuvo con Pakistán en 1971 su sistema político es una república parlamentaria democrática. Según el artículo 377 del Código Penal, promulgado en 1860,las relaciones homosexuales son ilegales y deben ser castigadas con deportación para los inmigrantes, multas, y/o más de 10 años de cárcel aunque existe constancia de sentencias que incluyen la  cadena perpetua. Esa restricción legal también se extiende a cualquier tipo de partido político que defienda los derechos LGBT. El Ministerio de Exteriores, Unión Europea y Cooperación del Gobierno de España desaconseja en sus recomendaciones a fecha enero de 2024 viajar al país por el recrudecimiento desde 2015 de la violencia sectaria en el país registrándose más de 50 asesinatos contra activistas laicistas, minorías religiosas y colectivo LGBTI.

"Me gradué en la universidad en 2015. Mi familia me presionó para que me casara y esas cosas. Incluso planearon un matrimonio concertado con una de mis primas. Yo les decía que no estaba preparado, que necesitaba tiempo porque no quería casarme con una mujer. No sería feliz. Pero lo que estaba intentando era evitar el tema. Lo primero, ante todo, es que no puedo vivir mi vida como hombre gay abiertamente. Y no puedo casarme con una mujer porque ninguno de los dos va a ser feliz. Me preocupo por ella. En mi caso, además, es que ya tenía una relación forzosamente oculta. Y no quería tener una relación falsa. Era feliz con mi pareja así que se lo conté a mis padres. Pero nunca me aceptaron. No hemos hablado desde entonces. Ellos me amenazaron diciéndome que me encontrarían y me asesinarían. Mis padres son poderosos en la zona donde vivimos"
Nadim (refugeesstoriespodcast.org, 9 de marzo de 2020) 

#### Bután

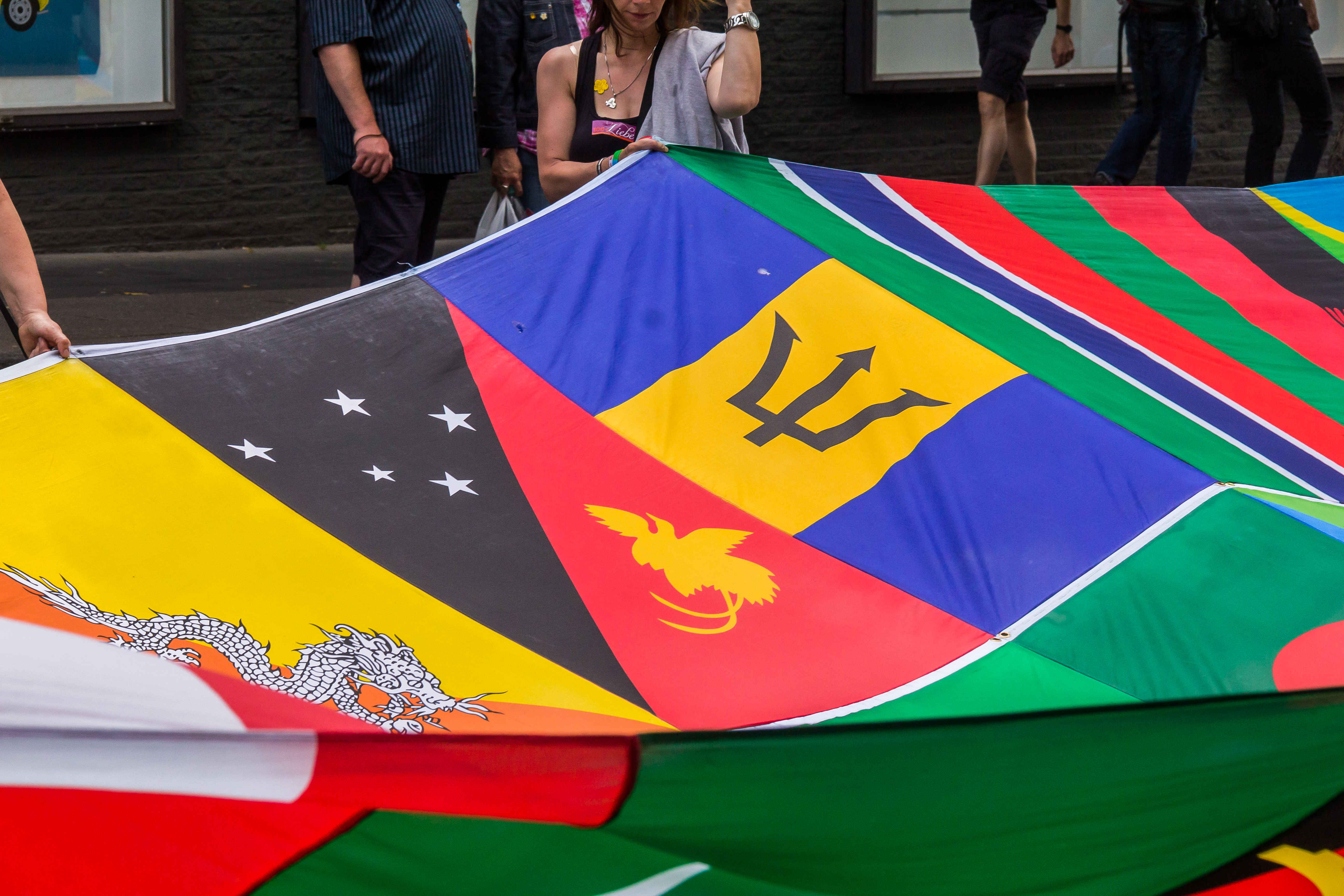
La bandera de Bután, a la izquierda, durante la manifestación del Orgullo LGBT de Colonia (2014)

Considerado uno de los países más pequeños y menos poblados de la tierra, con apenas 800.000 habitantes de mayoría budista, en Bután las minorías sexuales tienen desafíos aunque se despenalizaron las relaciones homosexuales en diciembre de 2020.Sin restricciones conocidas a las libertades de expresión o asociación no reconoce ni los matrimonios entre personas del mismo sexo ni las parejas de hecho. La cultura del país presenta una concepción sobre la heterosexualidad y la homosexualidad que no es homologable al punto de vista occidental y la ignorancia sobre la homosexualidad es común debido a los estereotipos de la cultura popular. Pese a ello se considera que las mujeres, probablemente, son más abiertas en su orientación sexual que los hombres y persisten luchas culturales y tradicionales para aquellos que buscan la aceptación.El Ministerio de Asuntos Exteriores, Unión Europea y Cooperación del Gobierno de España, a fecha de mayo de 2023, sugería en sus recomendaciones de viaje que aunque no hay constancia de arrestos se actúe con cautela y no se muestren signos de afectividad en público en el caso de parejas homosexuales.

"En Bután nadie utiliza el término “homosexual” ni tampoco el de “bisexual”. Las personas pueden tener y tienen una variedad de experiencias sexuales sin etiquetarse. Creo que no es fácil de entender para la mente occidental ya que nos gustan nuestras categorías.(...) Pero los gays son perfectamente bienvenidos aquí, y mientras no se cometan agresiones o una violación nadie en Bután encarcelará a un visitante gay. Hay al menos tres operadores turísticos que atienden exclusivamente a gays, y las parejas gay que he visto aquí son bienvenidas. No es gran cosa. Tal vez tengamos algo que aprender de la comodidad y las actitudes relajadas de los butaneses hacia el sexo"
Regis (globalgayz.com) 

#### India

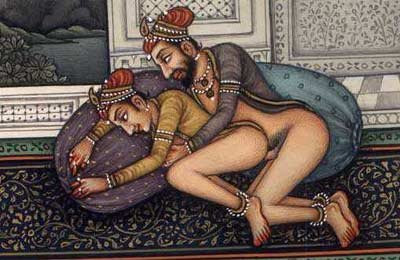
Ilustración hindú de una práctica sexual homosexual

En India existen registros de que la homosexualidad fue conocida, practicada y a veces divinizada en la India antigua, sin que los indios, hindúes o musulmanes tuvieran gran preocupación por ella hasta la colonización británica en los siglos XVIII y XIX. La influencia occidental llevó a muchos indios a avergonzarse de una práctica que los colonizadores vilipendiaban y encontraban repugnante. Como ha sucedido en muchos otros lugares, los movimientos anticoloniales y el exceso de celo de muchos nacionalistas, que llegaron a interiorizar totalmente los valores de los dominadores, empezando por el mismo Mahatma Gandhi (que desconfiaba profundamente de toda sexualidad), dieron a la homosexualidad la calificación de «vicio occidental». Esto supuso una destrucción sistemática de los múltiples ejemplos de prácticas homosexuales esculpidos en los templos o a la «heterosexualización» de algunas figuras, lo que da a los mismos indios una visión bastante sesgada de su pasado. 

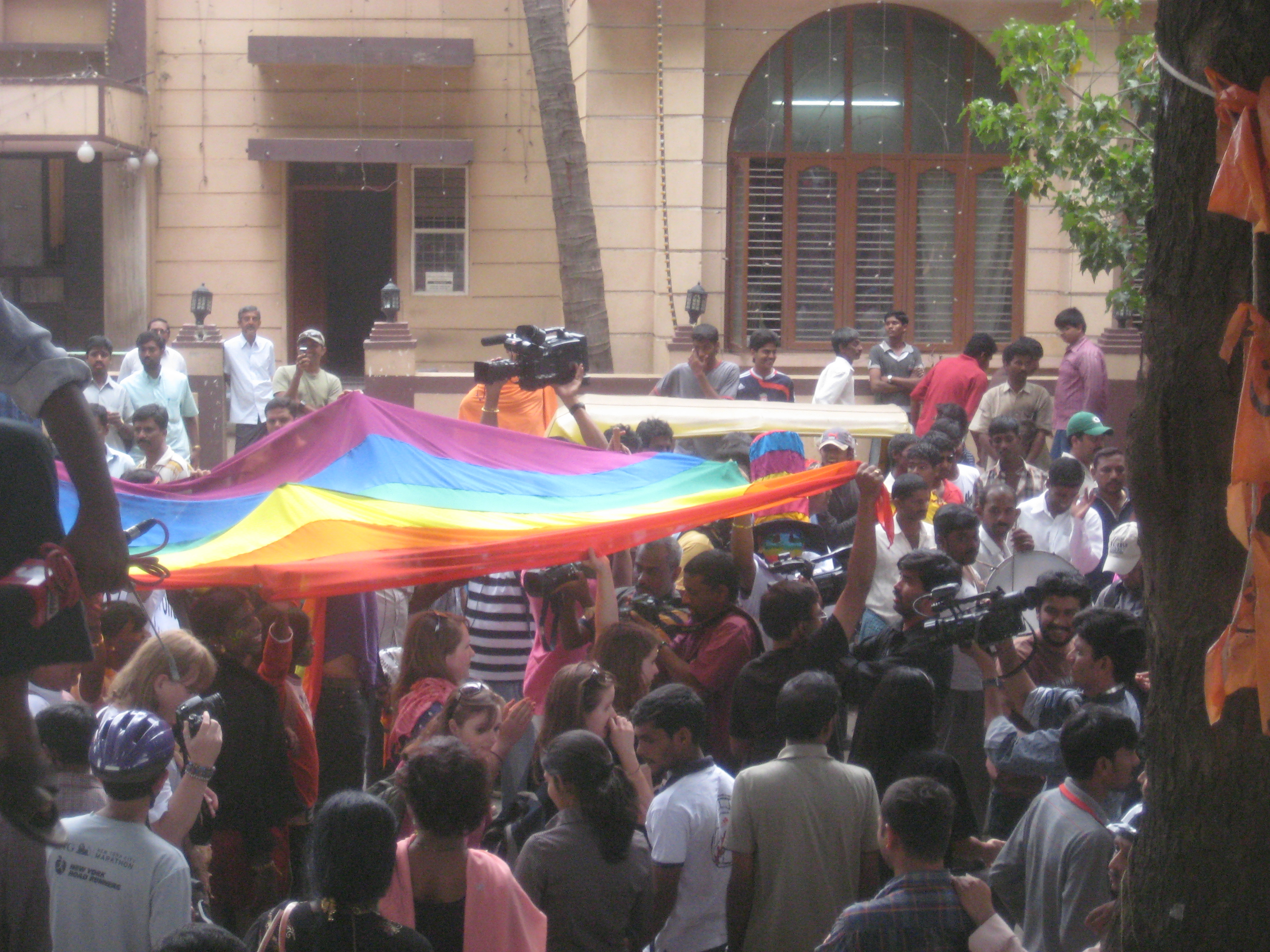
Manifestación del orgullo LGBT en Bangalore (2009)

El Código Penal británico  impuesto durante la India Británica (1858-1947), en el que la sodomía se penaba con cárcel, perduró tras la independencia del país. En 2009 la Corte Suprema de Nueva Delhi estableció que el artículo que penaba las prácticas homosexuales en la India era inconstitucional sin embargo, en las otras partes siguió siendo delito con pena de cárcel. La homosexualidad se despenalizó definitivamente en 2018 y aunque la sociedad sigue considerando mayoritariamente la diversidad sexual un tema tabú paulatinamente ha salido a la arena pública mediante figuras públicas que han manifestado públicamente su homosexualidad, como el Príncipe Manvendra Singh Gohil, o el papel que juegan los medios de comunicación o las producciones cinematográficas de Bollywood donde las diversidades sexuales están cada vez más presentes. A fecha de 2024, según el informe elaborado por ILGA, otros puntos positivos es la ausencia de limitaciones para el asociacionismo, la libertad de expresión o el reconocimiento legal sobre el género. Sin embargo, por el momento, no existen proyectos para el reconocimiento de las uniones civiles, matrimonios o adopciones por parte de homosexuales.El Ministerio de Asuntos Exteriores, Unión Europea y Cooperación del Gobierno de España, en sus recomendaciones de viaje a fecha de mayo de 2024, indica que "la sociedad india es muy conservadora, sobre todo en áreas rurales" aconsejando a las parejas de viajeros del mismo sexo que actúen con prudencia.

"Las cosas están mejorando para los jóvenes homosexuales, lesbianas y transexuales de nuestro país. Los medios están empezando a hablar positivamente sobre nosotros, y eso es algo muy bueno. Cuánto más apoyo recibamos de la sociedad, más cerca estaremos de ganar nuestros derechos en la India"
Manvendra Singh Gohil  (La Vanguardia, 19 de febrero de 2018) 

#### Maldivas

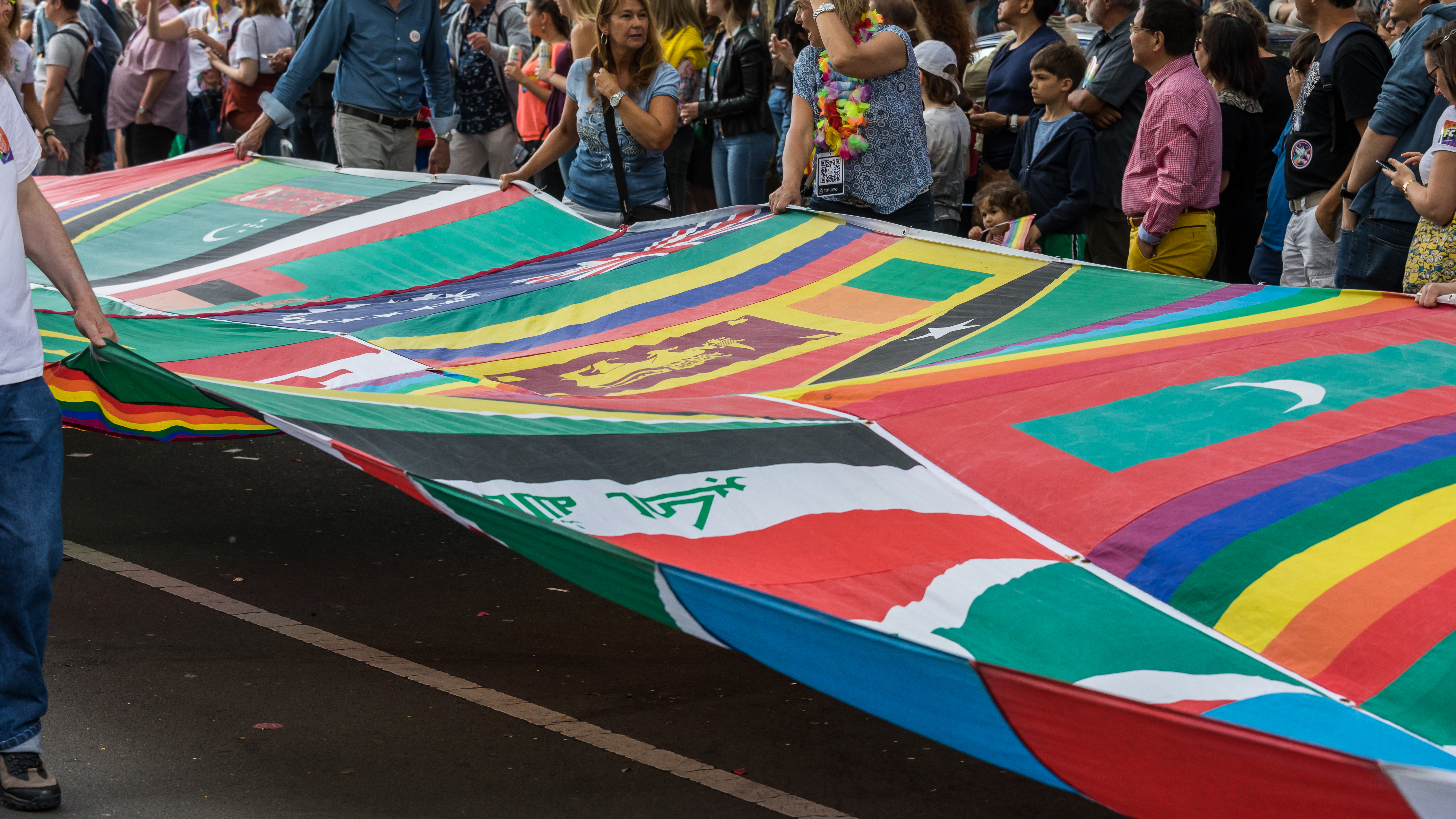
La bandera de las Maldivas, a la derecha junto a la bandera del Orgullo, durante la manifestación del Orgullo LGBT de Colonia (2019)

En Maldivas, estado confesional musulmán sunita, las relaciones sexuales entre personas del mismo sexo están castigadas en su Código Penal, revisado en 2014, con hasta 8 años de prisión e incluyen la posibilidad de ser condenado a arresto domiciliario, deportación, latigazos e incluso la muerte para los reincidentes. También está prohibido constitucionalmente el matrimonio, civil o religioso, de parejas del mismo sexo.Hay constancia de asesinatos cometidos contra población LGBT como el del activista y periodista Ismail Khilath Rasheed cuyo asesinato no fue investigado por las autoridades. Popular destino turístico el Ministerio de Asuntos Exteriores, Unión Europea y Cooperación del Gobierno de España en sus recomendaciones de viaje, a fecha de mayo de 2023, advierte que se trata de un país muy conservador y que aunque los complejos turísticos siguen una política liberal deben evitarse muestras de afecto, sean hetero u homosexuales, ya que "no son aceptadas por la población local".

"La mayor parte de la población en Maldivas es musulmana por consiguiente la mayor parte de ellos no apoyan los derechos gays incluso aunque sean gays. Sin embargo existe la práctica de mantener relaciones sexuales con personas del mismo sexo en secreto. Somos pocas las personas del colectivo que apoyamos las reivindicaciones de derechos y que estamos intentando cambiar progresivamente la opinión de la gente"
Shakyl Ahmed (washingtonblade.com, 18 de octubre de 2023) 

#### Nepal

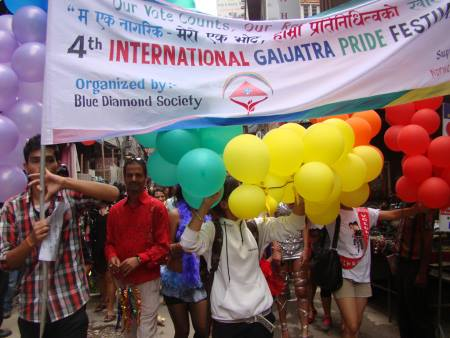
Manifestación del Orgullo LGBT en Nepal (2013)

Considerado un país en el que la diversidad sexual está mejor protegida en Nepal la Constitución reconoce los derechos LGBT como derechos fundamentales y su cuerpo legislativo actualmente es de los más tolerantes a nivel mundial incluyendo una buena cantidad de derechos adicionales para los nepaleses LGBT.Tras la finalización de la Monarquía y su conversión a República Democrática Federal se legalizó la homosexualidad en todo el país (2007) mismo año en el que el Tribunal Supremo ordenó el fin de  cualquier discriminación contra minorías sexuales junto con la introducción de un conjunto de leyes nuevas que incluyen explícitamente protecciones en cuanto a la orientación sexual.También el Tribunal Supremo emitió en 2023 una orden provisional dirigida al Gobierno para que garantice el registro de matrimonios entre parejas del mismo sexo, ya que el registro vigente solo contempla las opciones "esposo" y "esposa" y debe modificarse, siendo la primera pareja inscrita en noviembre de 2023 Maya Gurung, mujer trans, y Surendra Pandey. El Ministerio de Asuntos Exteriores, Unión Europea y Cooperación del Gobierno de España en sus recomendaciones de viaje a fecha de marzo de 2024 indica que Nepal es un país abierto y tolerante respecto a relaciones entre personas del mismo sexo. Sin embargo "debe ejercerse prudencia en las manifestaciones públicas de afecto".

"Hoy, Maya y yo nos hemos casado, estamos muy contentos. En este momento histórico, recordamos a todos los líderes y amigos de nuestras comunidades minoritarias. Estamos muy felices. Como nosotros, todos los demás miembros de nuestra comunidad también lo están. Nuestras familias nos aceptan, pero legalmente no podíamos ser marido y mujer. Todavía hay cientos de parejas que no quieren salir del armario ante la sociedad debido a la falta de reconocimiento(...) la decisión de este miércoles les animará a aceptar sus uniones abiertamente y de forma legal"
Maya Gurung y Surendra Pandey (rtve.es, 29 de noviembre de 2023) 

#### Pakistán

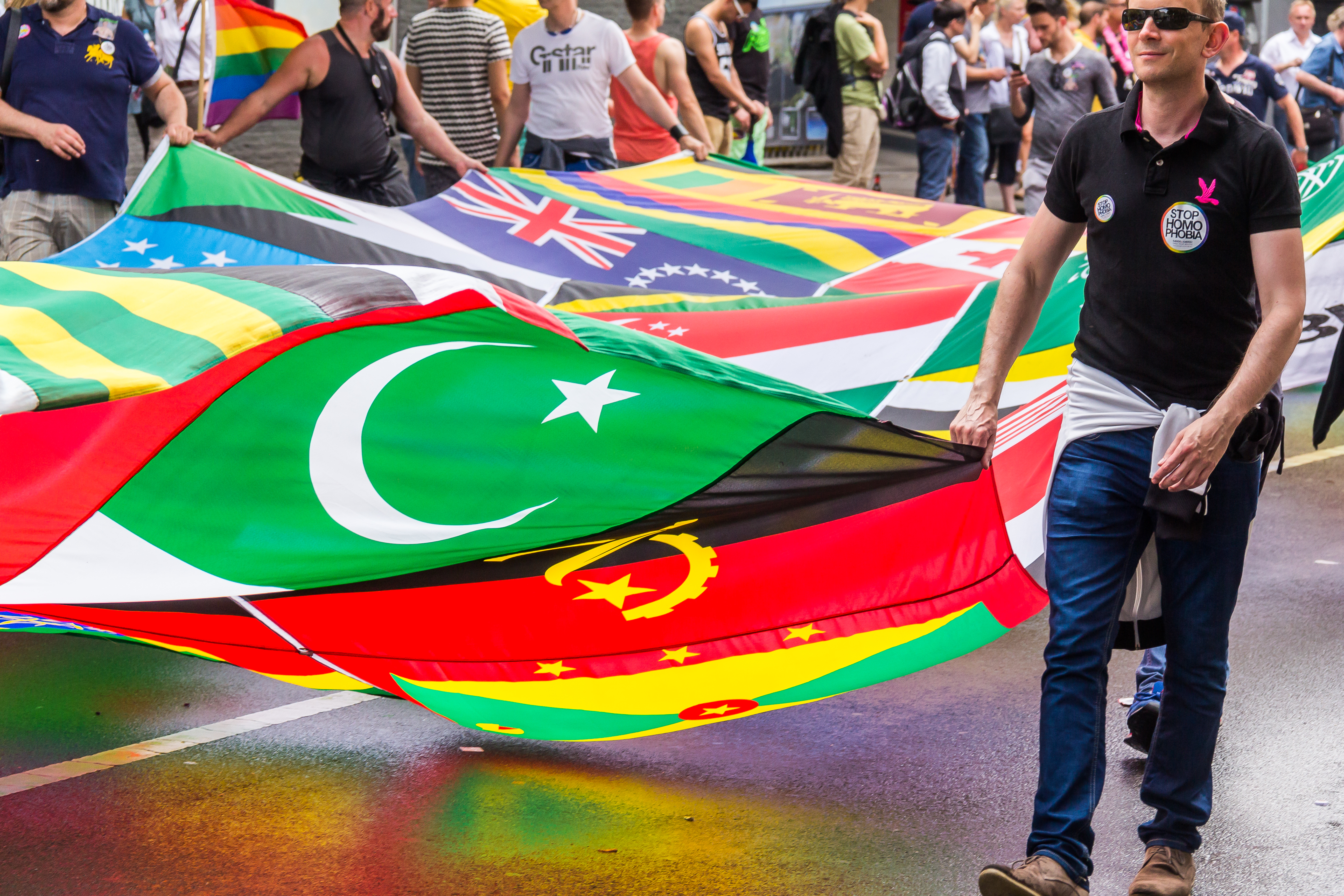
La bandera de Pakistán, en primer término, durante la manifestación del Orgullo LGBT de Colonia (2014)

Desde 1956, cuando constitucionalmente se configuró como una república islámica, la sociedad de Pakistán se ha caracterizado por su diversidad étnica y lingüística además de contar con grandes diferencias en su geografía y vida salvaje. Su Código Penal, establecido en 1860 durante el régimen colonial instaurado por el Imperio británico en la entonces denominada India británica, contempla como delito la sodomía con posibles penas de prisión de dos años a cadena perpetua y multas con el "pretexto de proteger la moral y el orden públicos". Se considera que incluso en las grandes ciudades, como en Lahore donde se reporta una comunidad activa especialmente para hombres homosexuales y bisexuales, en general las minorías sexuales deben ser muy discretos sobre su orientación sexual debido a la discriminación, desaprobación y estigma social asociado.En 2018 el Parlamento aprobó la «Ley de personas transgénero (protección de los derechos)» que estableció amplias protecciones para las personas transgénero aunque en mayo de 2023 parte de su articulado fue eliminado por el Tribunal Federal Shariat de Islamabad por considerarse "contrario a los preceptos islámicos". El Ministerio de Asuntos Exteriores, Unión Europea y Cooperación del Gobierno de España, en febrero de 2024, indica que buena parte del país no es seguro para viajar recomendándose extremar las precauciones aunque no consta que exista una persecución activa hacia los viajeros extranjeros pertenecientes a estos colectivos.

"Nuestro comportamiento y nuestro estilo de vida nos hacen diferentes a la mayoría de la población, así que seguimos estando física y psicológicamente torturados. La verdad es que no hay ningún lugar seguro donde podamos hablar abiertamente de nuestra vida"
Wajid Ali (equaltimes.org, 17 de junio de 2014) 

#### Sri Lanka

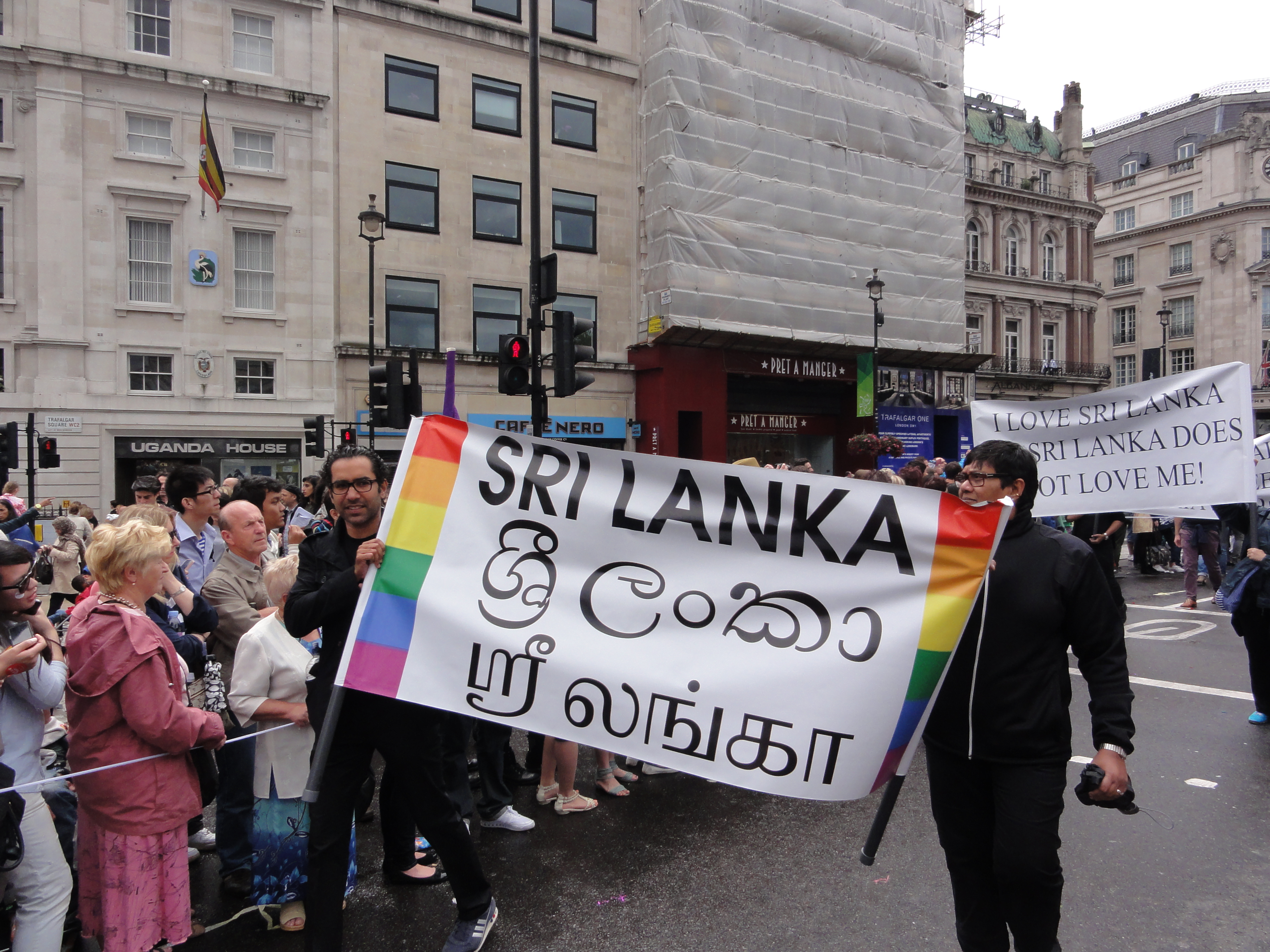
Detalle de la manifestación del Orgullo LGBT+ celebrada en Londres (2012)

En Sri Lanka, república semipresidencialista multirreligiosa y multiétnica, su Código Penal, establecido en 1885 durante la colonización británica, castiga en su artículo 365 las relaciones homosexuales con hasta 10 años de prisión. Existe un amplio consenso para su eliminación, tanto entre el Gobierno como en el Parlamento,pero a fecha de mayo de 2024 no se había realizado.Sin restricciones a la libertad de asociación o de expresión hay constancia del trabajo de asociaciones LGBT+ que han organizado en Colombo, siendo las primeras de carácter privado, celebraciones del orgullo con la intención de fomentar la socialización pero también como un evento educativo, de sensibilización y aceptación de la comunidad homosexual. Los eventos incluyen talleres, obras de teatro / shows / musicales, festivales de cine, exposiciones de arte de las fotos, fiestas, y el denominado festival de la cometa. El Ministerio de Asuntos Exteriores, Unión Europea y Cooperación del Gobierno de España, en sus recomendaciones de viaje datadas en mayo de 2024, indica que aunque la práctica de la homosexualidad está penada "no se tiene constancia de arrestos por este motivo y se recomienda prudencia en las manifestaciones de afecto en público".

"Obviamente con el crecimiento de los teléfonos inteligentes, Grindr y otras páginas de citas como Lanka Love, conocer a otros hombres homosexuales se ha convertido en algo mucho más sencillo que en la pasada década. Tristemente no hay sitios oficialmente gays en Sri Lanka. Sin embargo se organizan a menudo eventos no publicitados en la escana underground que se conocen a través de redes sociales o por el boca-oreja"
Kaluu (nomadicboys.com, 16 de junio de 2023) 

## Asia Oriental

### Visión general
Esta zona mundial, según la subdivisión establecida por la Organización de las Naciones Unidas, incluye 6 países (Japón, Mongolia, República de China, República de Corea, República Popular China y República Popular Democrática de Corea) y dos dependencias adscritas a la República Popular China (Hong Kong y Macao). A fecha de 2021 sus territorios acogen más de 1.989 millones de personas.
Actualidad
La homosexualidad es legal en la mayoría de los países del Extremo Oriente y en todos los de Asia Oriental: República de China (Taiwán), República Popular China, ambas Coreas, Japón y Mongolia.  
Corea del Sur y Japón se encuentran en una situación similar a algunos países europeos y latinoamericanos y es posible que pronto pueda legalizarse la unión civil, si bien no hay muchas posibilidades a corto plazo de que se pueda llegar a los matrimonios del mismo sexo.
En Corea del Norte, república socialista unitaria, la legislación no penaliza explícitamente la homosexualidad, pero se considera que la diversidad sexual es un concepto bastante desconocido para la población en general.
En la República de China (Taiwán), anteriormente, la sodomía estuvo prohibida hasta que la constitución política del país terminó por despenalizarla. Tras varios intentos previos el Gobierno aprobó las uniones civiles para parejas del mismo sexo en 2015 y, posteriormente, el matrimonio homosexual en 2019. Aunque socialmente la consideración de la diversidad sexual ha ido siendo más positiva con el paso del tiempo ello no impide que, en ocasiones, se considere un tema delicado.
En la República Popular China, muy influida por el confucianismo, el budismo y el taoísmo antes de la difusión del comunismo, la homosexualidad no tenía una consideración especial, si bien las doctrinas predominantes y los prejuicios sociales la desaconsejaban. La instauración de regímenes políticos comunistas, con sus ambiciones de ingeniería social, la ilegalizaron, y los gais y las lesbianas fueron perseguidos como «asociales». Actualmente sobre todo en la legislación de China, ya no se considera la homosexualidad como un delito ni una enfermedad, pero se sigue identificándola como una especie de «vandalismo» y no como una preferencia u orientación sexual. Tanto la legislación como la percepción pública están, sin embargo, cambiando rápidamente en este país, en el que el número de homosexuales puede calcularse, con estimaciones muy conservadoras, en un mínimo de 48 millones de ciudadanos.

### Por países

#### Japón

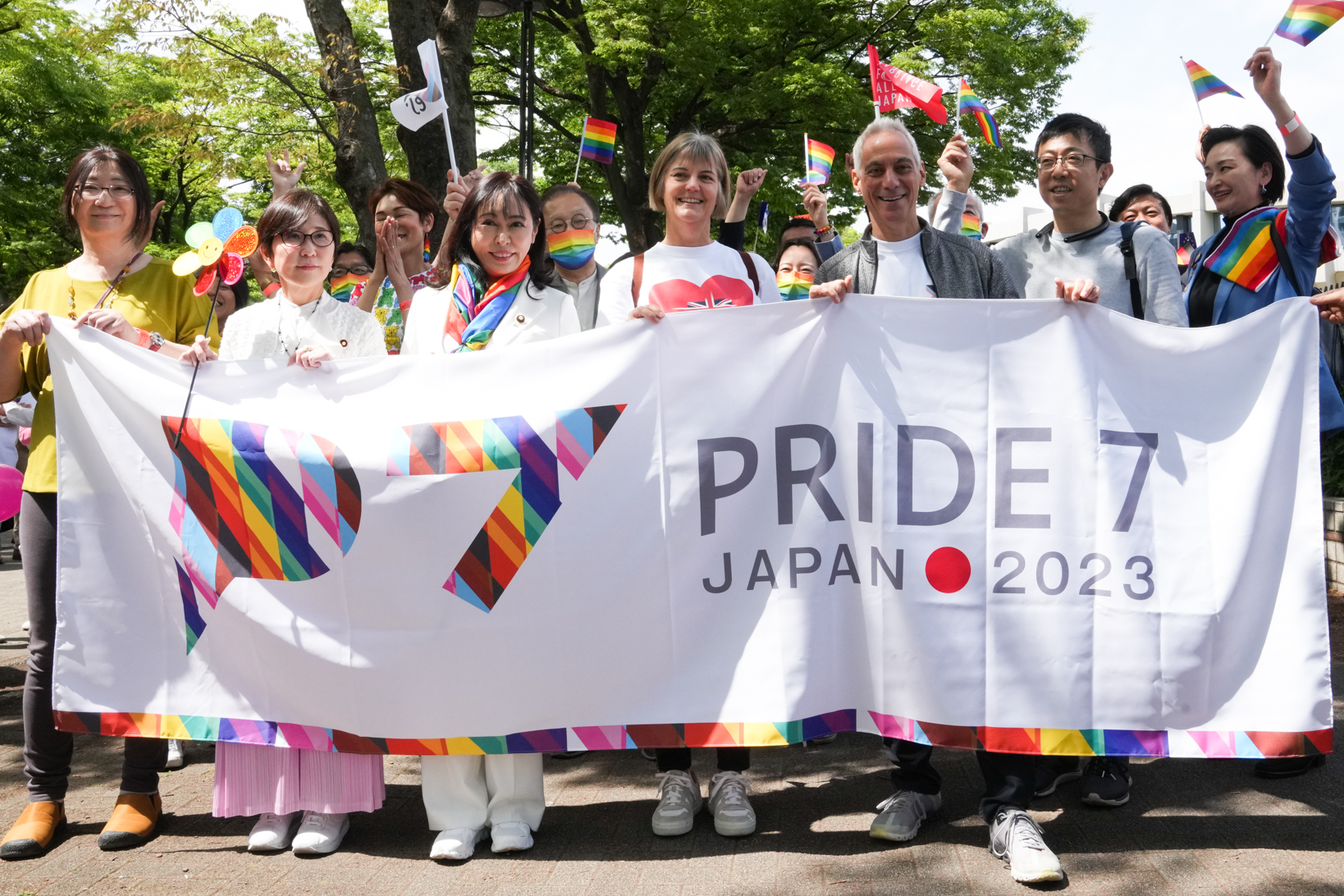
Cabecera de la manifestación del Orgullo LGBT celebrada en Tokio (2023)

Otra civilización con cierta tolerancia y respeto hacia esta orientación sexual fue la de Japón, hasta el siglo XIX. Según la tradición, Kobo Daishi (774-835), fundador de la secta budista Shingon y a quien la leyenda popular atribuye la creación del silabario japonés, fue el «creador» de la homosexualidad. Creencia que seguramente deriva de lo habitual de las prácticas entre los monjes. Hay muchos poemas amorosos, relatos e historias de amor entre monjes y muchachos, que llegan en algunos casos a relatos sublimes de suicidio por amor e incluso de iluminación budista.
Japón fue también hasta 1868 una sociedad feudal en la que los guerreros profesionales de la casta de los samuráis vivían al servicio de su señor, apartados de la familia y en grupos muy cerrados y ultra viriles. La homosexualidad parece haber sido una práctica corriente entre ellos, aunque no exclusiva para la mayor parte y limitada a la relación entre un samurái mayor y experimentado y uno más joven, si bien también había otros casos. Durante los siglos XVI y XVII, los europeos, principalmente los misioneros jesuitas portugueses y españoles, quedaron sorprendidos y escandalizados por estas costumbres, dándole especial importancia al hecho de que los sacerdotes budistas tuvieran prohibido tener tratos con mujeres, aunque ningún tipo de prohibición se aplicaba a las restantes formas de sexualidad.
Tras la finalización de la Segunda Guerra Mundial (939-1945) Japón se transformó en una Monarquía parlamentaria durante la ocupación aliada que impuso una Constitución, todavía vigente, en la que el matrimonio se especifica que es un acto "basado únicamente en el consentimiento mutuo de ambos sexos". Pese al cada vez mayor apoyo de la población respecto al matrimonio homosexual la normativa estatal no ha cambiado desde su promulgación si bien existen algunos gobiernos locales sí han realizado reconocimiento de uniones civiles. Los actos sexuales consensuales entre personas del mismo sexo nunca fueron penalizados en el Japón moderno, con la excepción de un período muy corto de 1873 a 1881, y no hay restricciones a la libertad de expresión, asociación o al reconocimiento legal de género.Se considera que la sociedad japonesa es conservadora lo que incluye una fuerte presión social heteronormativa y existen temas tabú como declararse abiertamente homosexual en deportes como el fútbol, no así en la enseñanza y práctica de las diferentes artes marciales japonesas en los Dōjō. Desde 1994 se celebran manifestaciones del Orgullo LGTB, las más importantes en Tokio o Kansai, y hay zonas de ocio LGTB sólidamente establecidas en lugares como Nichōme en Shinjuku (Tokio), Dōyamachō (Osaka) o Susukino (Sapporo).La cultura y manifestaciones artísticas LGBT también tienen numerosas manifestaciones, desde la creación de géneros propios como las populares series de temática BL o los manga Yaoi (masculinos) o Yuri (femeninos).

"No creo que la sexualidad sea el mejor factor para determinar los atributos de una persona. De un tiempo a esta parte, en las películas y las series estadounidenses, hay mucha diversidad a la hora de incluir a personajes de minorías sexuales: fiscales transgénero, abogadas lesbianas... En Japón, sin embargo, la sexualidad de los personajes aparece aún como el elemento principal del reparto. Espero que eso cambie y que las minorías sexuales vayan saliendo cada vez más como algo generalizado"
Tanio Toshimi (nippon.com, 1 de abril de 2019) 

#### Mongolia

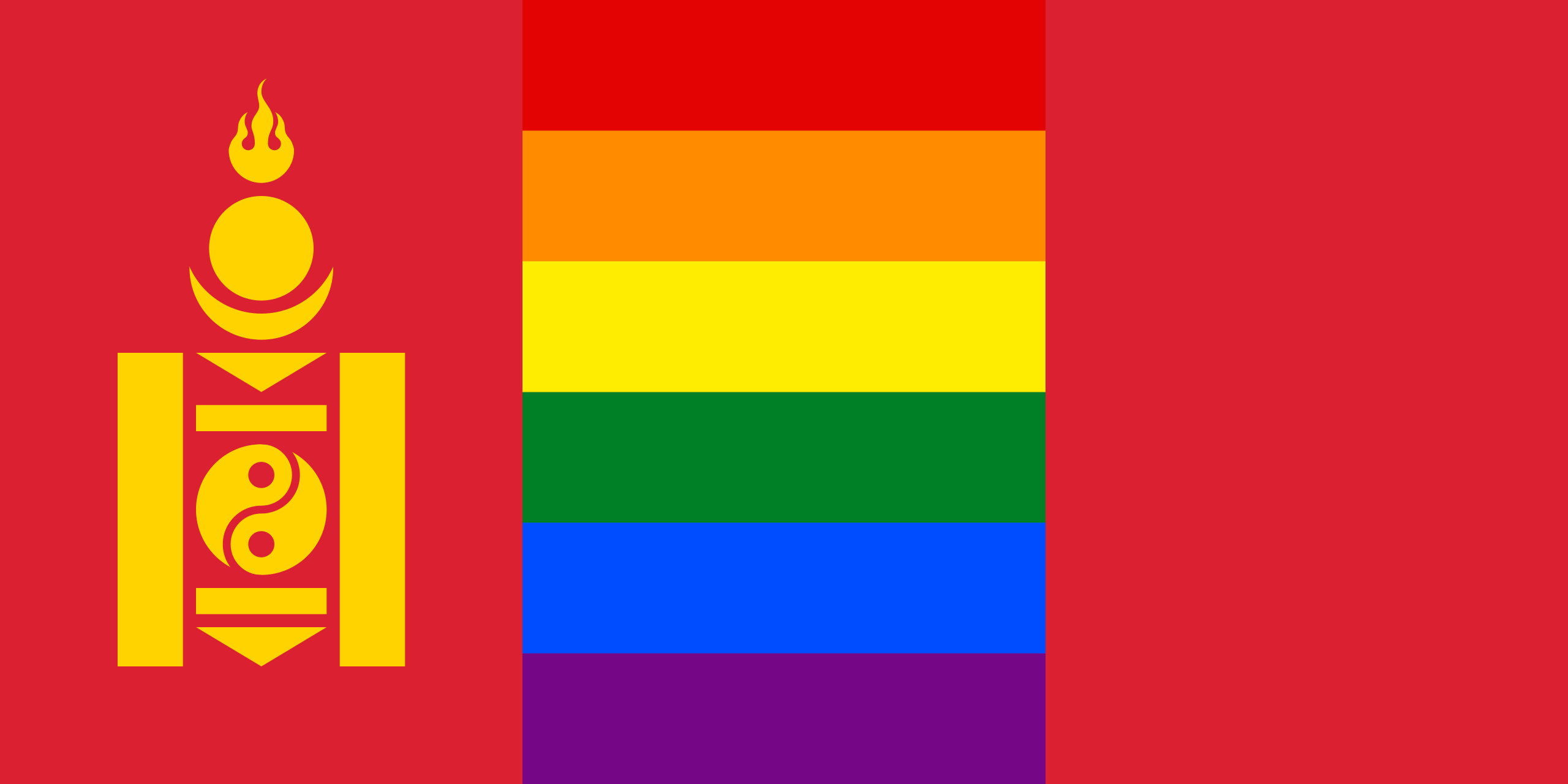
Recreación de las banderas del Orgullo LGBT+ y de Mongolia

Despenalizadas las relaciones sexuales entre personas del mismo sexo en 1961 en Mongolia, república semipresidencialista, la diversidad sexual sigue presentando desafíos para los miembros de la comunidad. Considerado un tema tabú social, dado que la cultura mongola tradicional es patriarcal y enfatiza los roles de género tradicionales, se han acreditado casos de violencia, discriminación y persecución de las personas LGBT+ aunque existe constancia de legislación que protege las minorías desde 2015. Oficialmente un estado democrático las libertades de expresión y de asociación están garantizadas siendo inscrito el primer colectivo en defensa de las minorías sexuales en 2009. También desde 2009 es posible la reconocimiento legal de género. Sin embargo existe constancia que los poderes públicos no realizan campañas de defensa o promoción de las minorías sexuales y no es un tema que esté presente en las agendas políticas. En las recomendaciones de viaje, a fecha de noviembre de 2023, el Ministerio de Asuntos Exteriores, Unión Europea y Cooperación del Gobierno de España se destaca que "aunque las relaciones entre personas del mismo sexo no son ilegales, no existen leyes específicas que protejan los derechos del colectivo LGBTI".

"Si eres mujer y vas de la mano con otra chica, la gente pensará que son dos amigas. Nadie sospecharía que son pareja. Pero nunca besarías otra chica en público. Si lo hicieras, la gente podría insultarte y gritarte. Especialmente los más ancianos y conservadores. Lo más probable es que alguien se te acercara e hiciera que te detuvieras. Le pasó a una amiga mía que estaba saliendo con una chica; una vez fueron a un parque y empezaron a besarse. Dos chicos se acercaron a ellas diciendo: «Oye, ¿qué están haciendo? Ambas deberían besar a hombres. ¿Porqué se están besando?». Luego las obligaron a dejar de besarse. La gente reacciona mucho peor cuando se trata de chicos. Si dos chicos van de la mano, otros les pegaría. Eso no es raro"
Erdene (globalvoices.com, 2 de septiembre de 2020) 

#### República de China

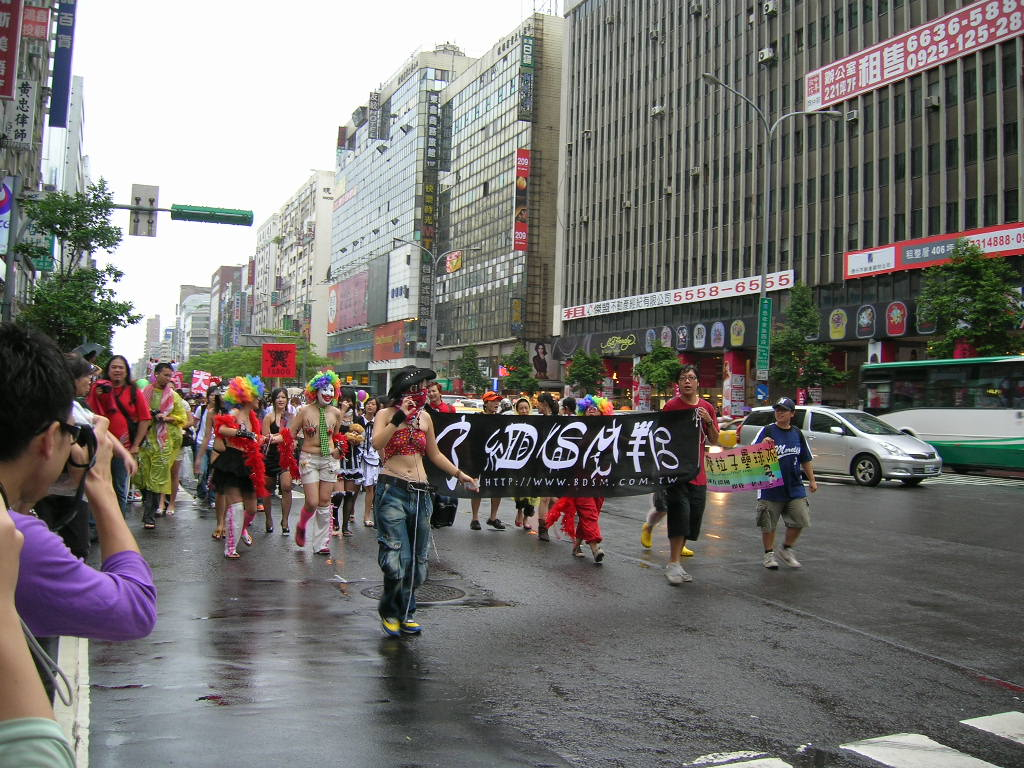
Vista general de la manifestación del Orgullo LGBT de Taipéi en 2008

La diversidad sexual cuenta con una amplia aceptación social entre la población de la República de China (Taiwán). Considerado uno de los países más progresistas en Asia Oriental y, en general, en todo el continente asiático las relaciones sexuales entre personas del mismo sexo son legales desde 1907 y su código penal, vigente desde 1954, no contiene ninguna disposición que prohibiera la actividad sexual consentida entre adultos del mismo sexo. En 2019 Taiwán se convirtió en el primer estado de Asia en legalizar el matrimonio entre personas del mismo sexo y en 2023 se legalizó, mediante la promulgación de enmiendas legislativas, la adopción de menores. El reconocimiento legal de género se aprobó en 2021 si bien toda la normativa al respecto resulta ser confusa y el procedimiento poco claro. En la capital Taipéi se celebra una de las más multitudinarias manifestaciones del Orgullo LGBT de cuantas se convocan en Asia, calculándose una asistencia de 150.000 personas en la 21ª edición celebrada el 28 de octubre de 2023.

"He sido testigo de los cambios profundos vividos por la sociedad de Taiwán desde la derogación de la ley marcial de los años 1980. He visto emerger un montón de movimientos cívicos y de personas protestando en las calles. Era muy joven entonces y me inspiraron mucho. Comencé a apreciar el significado de la democratización. Ahora más personas aceptan la homosexualidad y como taiwanés es correcto pelear por los menos privilegiados y los marginados. No es sólo en cuestiones como el matrimonio homosexual sino en asuntos como la protección ambiental. Quienes defienden estos temas no necesariamente son los directamente afectados pero se ven impelidos a hacer algo por quienes sí lo están. Es por eso que, esta vez, creo que hemos visto muchos heterosexuales acudiendo a las manifestaciones"
Lai Jeng-jer (The New York Times, 18 de enero de 2017) 

#### República Popular China

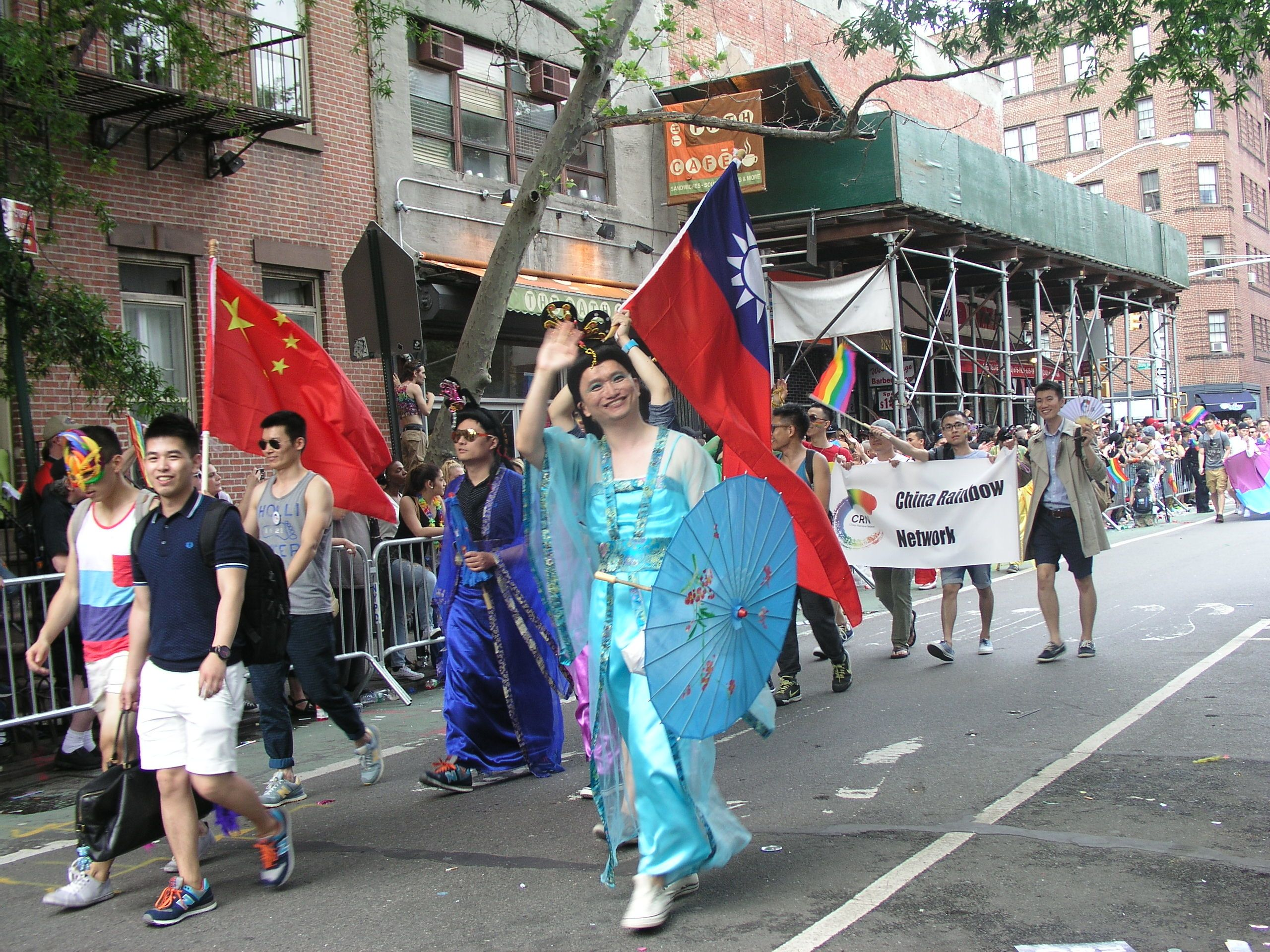
Banderas de la República Popular China (izda.) y la República China (dcha.) en la manifestación del Orgullo LGBT celebrada en Nueva York (2015)

En la China antigua existió una tradición de amor entre hombres conocido como «amor masculino» y denominado con otros nombres poéticos o alusivos como «placeres del melocotón mordido». Este nombre deriva de la leyenda de la dinastía Zhōu, hacia el año 500, según la cual ofrecieron al duque Ling de Wei un melocotón que su cortesano favorito, Mizi Xia, había mordido y él inmediatamente sintió el gusto de su amante. Según otra tradición, «la manga cortada», un emperador de la gran dinastía Han se cortó la manga de seda de su traje, sobre la que dormía su amante, para no tener que despertarlo.Existen numerosos relatos de este género amoroso en la literatura clásica y en las grandes novelas, especialmente en Sueño en el pabellón rojo (también llamada Historia de la piedra) escrito por Cao Xueqin, en las que la homosexualidad aparece con toda naturalidad.
El confucianismo oficial excluía, sin embargo, cualquier manifestación sexual que supusiera «desorden» o amenaza a una institución familiar muy rígida y estructurada según las relaciones de la piedad filial, por lo que la obligación de casarse y tener hijos era general y es aún hoy en China un deber social del que es difícil escapar. Al mismo tiempo, la antigua sociedad china era muy permisiva con las costumbres sexuales masculinas y permitía una alta licencia extramarital. Los burdeles masculinos eran abundantes y escandalizaron terriblemente a los jesuitas que residían en Pekín durante los siglos XVII y XVIII.
Con la fundación de la República Popular China (1949) se abolió el Código Penal de 1935 que penalizaba la sodomía y el nuevo cuerpo legislativo no criminalizó la homosexualidad. Tras la muerte de Mao Zedong (1976) se volvió a criminalizar, entre 1979 y 1997, hasta su despenalización a partir de esa fecha y la eliminación de la homosexualidad como "enfermedad" a partir de 2001. A pesar de la cada vez mejor aceptación social de la homosexualidad, pese a la existencia de censura en los medios audiovisuales, la diversidad sexual sigue siendo un tema tabú por el carácter mayormente conservador de la sociedad y, por tanto, aun persiste la violencia, la discriminación y la persecución de las personas LGBT+ más perceptible en zonas rurales. En grandes ciudades como Pekín, Shanghái, Cantón y Shenzhen hay gay clubs, bares, casas de té, saunas, asociaciones y centros de apoyo que se están extendiendo también a las ciudades de segundo orden como Xi'an, Dalian y Kunming. Y como ocurrió en el desarrollo del ambiente gay en otros países también hay sitios más informales de encuentro, como zonas de cruising en parques, baños públicos o centros comerciales. El Ministerio de Asuntos Exteriores, Unión Europea y Cooperación del Gobierno de España, en sus recomendaciones de viaje a fecha de mayo de 2024, indica que "aunque las relaciones entre personas del mismo sexo no son ilegales, no existen leyes específicas que protejan los derechos del colectivo LGBTI si bien, socialmente, se percibe una mejora de la situación. Hong-Kong tiene una actitud más abierta en este tema comparada con la China continental".

"La familia sigue siendo un elemento de vital importancia en la cultura china, porque todavía prevalecen los valores tradicionales. Sobre todo entre quienes ahora tienen más de 40 años, con los que el choque generacional es gigantesco. Tratan a los hijos como si fuesen pertenencias y proyectan en ellos todas sus esperanzas. Por eso resulta más difícil conseguir que la homosexualidad sea aceptada"
Fan Popo (El Correo, 11 de enero de 2016) 

#### República de Corea

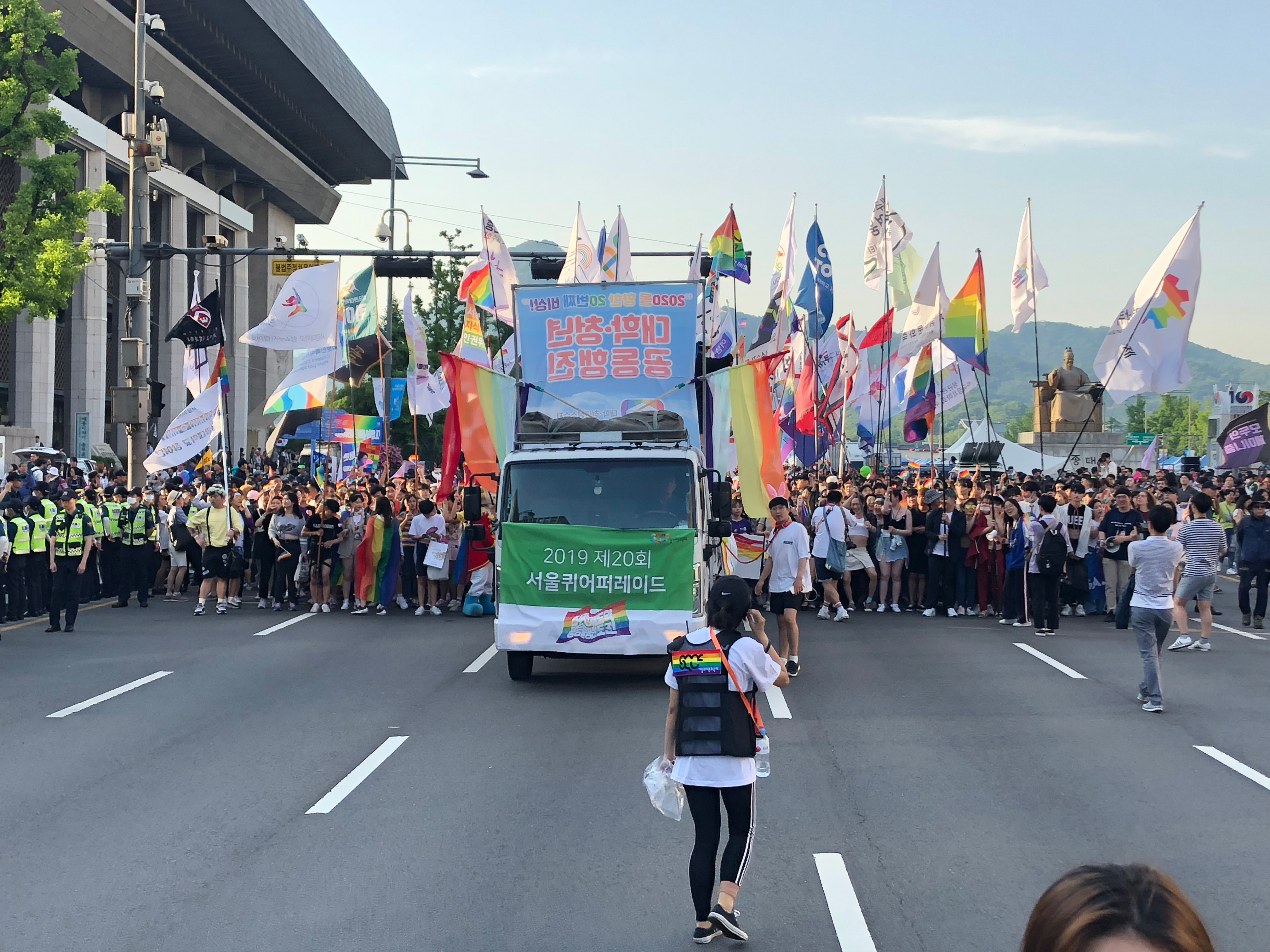
Panorámica del Orgullo 2019 en la Plaza Gwaghwamun de Seúl (2019)

En la República de Corea (Corea del Sur), república presidencialista fundada en 1948, las relaciones homosexuales nunca han sido penalizadas desde la fundación del país. Los derechos de libertad de expresión y de asociación están reconocidos para la ciudadanía y se considera que desde 1987, cuando el primer ministro Roh Tae-woo anunció la restauración de los derechos civiles y una reforma de las leyes políticas, se desarrollan elecciones democráticas y pluripartidistas.El conocimiento y concienciación general sobre la homosexualidad ha sido baja entre la población coreana hasta hace poco cuando comenzó a debatirse en público. El impulso recibido a la diversidad sexual en medios de comunicación y en la industria del entretenimiento se ha incrementado a lo largo de los años gracias a figuras reconocidas y celebridades, como el actor Hong Seok-cheon, que hicieron pública su homosexualidad. Pero los coreanos homosexuales y lesbianas aún enfrentan dificultades en el hogar y el trabajo, y muchos prefieren no revelar sus identidades a sus familiares, amigos o compañeros de trabajo por miedo al rechazo social. Sin embargo, la conciencia sobre los problemas que enfrentan los surcoreanos LGBT ha aumentado gradualmente, y las encuestas han demostrado que una mayoría sólida de surcoreanos apoya las leyes que protegen a las personas LGBT de la discriminación, incluso en el empleo, la vivienda y el alojamiento público. El Ministerio de Asuntos Exteriores, Unión Europea y Cooperación del Gobierno de España en sus recomendaciones de viaje, actualizadas a mayo de 2024, destaca que "no hay legislación específica sobre derechos de las personas LGBTI en la República de Corea, aunque en los últimos años ha aumentado su visibilidad y reconocimiento. El matrimonio entre personas del mismo sexo no está permitido".

"La homofobia tiene peso en Corea del Sur. Los surcoreanos, al menos los más mayores, no tienen una buena consideración sobre la homosexualidad. En el país no se enseña en la escuela, ni apoyan la homosexualidad e incluso puede acarrearte penas de prisión (en el ejército). Las cosas están cambiando y muchos surcoreanos están ahora expuestos a otras maneras de pensar, sean a través de películas, la televisión o viajando a estudiar al extranjero. Estos días algunos consideran que mola tener un amigo gay como en Sex and the City. Pero mucha gente mayor no pueden entenderlo".
Choi Han-min (koreaexpose.com, 13 de julio de 2018) 

#### República Popular Democrática de Corea
En la República Popular Democrática de Corea (Corea del Norte), estado socialista laico fundado en 1948, la condición homosexual o transgénero no son penalizadas de iure por ninguna ley específica desde su creación como estado. Pese a ello el conocimiento de la población sobre la diversidad sexual es muy escaso y hay constancia de que los medios de comunicación oficiales han mostrado la homosexualidad como un ejemplo de la "decadencia moral de Occidente en contraste con la pureza de los valores socialistas del país".El gobierno no apoya de facto a la población LGBT, que carece de normativas contra la discriminación o reconocimiento de matrimonio o uniones civiles, ni permite que otros ciudadanos o entidades como asociaciones u ONG apoyen sus derechos.En las recomendaciones de viaje del Ministerio de Asuntos Exteriores, Unión Europea y Cooperación del Gobierno de España, a fecha mayo de 2024, desaconseja el viaje al país y, a diferencia de lo usual, no informa en ningún apartado sobre las recomendaciones para la población LGBT advirtiendo que "los turistas han de ir casi siempre acompañados de agentes designados por el Gobierno cuyas instrucciones han de seguirse rigurosamente".

"Viví más de 35 años en Corea del Norte siendo gay sin saberlo. En Corea del Norte el gobierno decide lo que está bien o mal, por lo que carecíamos de información sobre otros países o sociedades. No sabía que era ser gay porque el concepto de homosexualidad no existe. En la universidad me decían que parecía una chica, así que los chicos se acercaban a mí y me brindaban mucho cariño y atención"
Jang Yeong-jin (El País, 2 de julio de 2015) 

## Sudeste Asiático

### Visión general
Esta zona, según la subdivisión establecida por la Organización de las Naciones Unidas, incluye 11 países (Birmania, Brunéi, Camboya, Filipinas, Indonesia, Laos, Malasia, Singapur, Tailandia, Timor Oriental y Vietnam) geográficamente situados tanto en la parte continental como en la zona insular. A fecha de 2021 sus territorios acogen a 676 millones de personas.
Actualidad
El sudeste asiático destaca por tener una amplia diversidad en el abordaje de la diversidad sexual. Hay tres estados que penalizan la homosexualidad: Birmania, Brunéi y Malasia. Entre los países que la consideran legal figuran Camboya, Filipinas, Laos, Singapur, Tailandia, Timor Oriental, Vietnam e Indonesia, si bien en este último país la influencia del islam mayoritario supone que exista una fuerte homofobia social. Tailandia se convirtió en junio de 2024 en el tercer país de Asia, tras la República de China (Taiwán) y Nepal, en legalizar el matrimonio entre personas del mismo sexo.

### Por países

#### Birmania

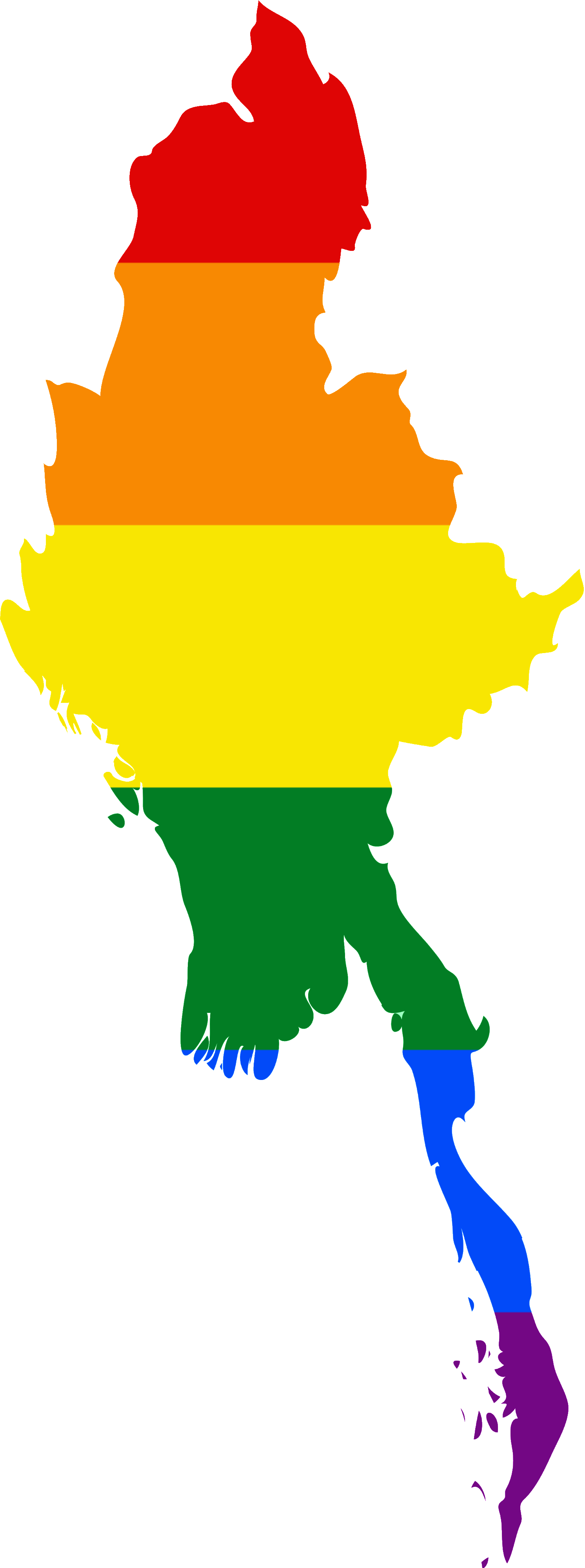
Imagen del territorio de Birmania con los colores de la bandera del Orgullo LGBT+

Birmania es de los pocos países del sudeste asiático que penaliza con multas e incluso con hasta 10 años de prisión la homosexualidad. Herencia de la época cuando formaba parte de la Birmania británica (1824-1948) en 1886 los colonizadores británicos introdujeron el Código Penal de la India (instaurado en ese país en 1860), junto con el Código de Procedimiento Penal (Ley No. 24) (1861) y la Ley de Evidencia (Ley No. 1) (1872) que han permitido la persecución a las minorías sexuales y, desde entonces, ha permanecido vigente en la legislación del país. Conformado como una República parlamentaria unitaria bajo una Junta Militar se considera que socialmente la población es conservadora, heteronormativa y con una visión negativa sobre la diversidad sexual. Ello no ha impedido que, en tiempos más recientes, haya habido una mayor visibilización y un progresivo cambio de mentalidad reflejado en medios de comunicación. La industria del entretenimiento con películas como The Gemini (2006), documentales como This kind of love (2015) y Three Strangers (2021) o series para plataformas como Bagan Beginning (2023) han reflejado la diversidad del país. No hay constancia de una escena social LGBT+ muy evidente, dado que no hay registro de bares, locales u organizaciones a favor de los derechos LGBT pero sí hay informes sin confirmar de la existencia de ciertos clubs nocturnos en la ciudad con reputación de acoger público tanto heterosexual como LGBT.El Ministerio de Asuntos Exteriores, Unión Europea y Cooperación del Gobierno de España en sus recomendaciones de viaje, fechadas a marzo de 2024, desaconseja el viaje al país debido al estado de excepción decretado desde el 1 de febrero de 2021 y, a diferencia de lo usual, no muestra ninguna referencia a la población LGBT a excepción de que "en general, las muestras físicas de afecto en público no están bien vistas".

"Cuando ligamos, lo hacemos con todos los demás, homosexuales o heterosexuales, porque aquí no tenemos lugares 100% gay. Si los tuviéramos el gobierno nos arrestaría. Pero ahora Daw Suu está poniendo los derechos humanos sobre la mesa y, a través de ella, nuestras voces serán más fuertes que nunca."
Chitoo (The Guardian, 13 de mayo de 2012) 

#### Brunéi

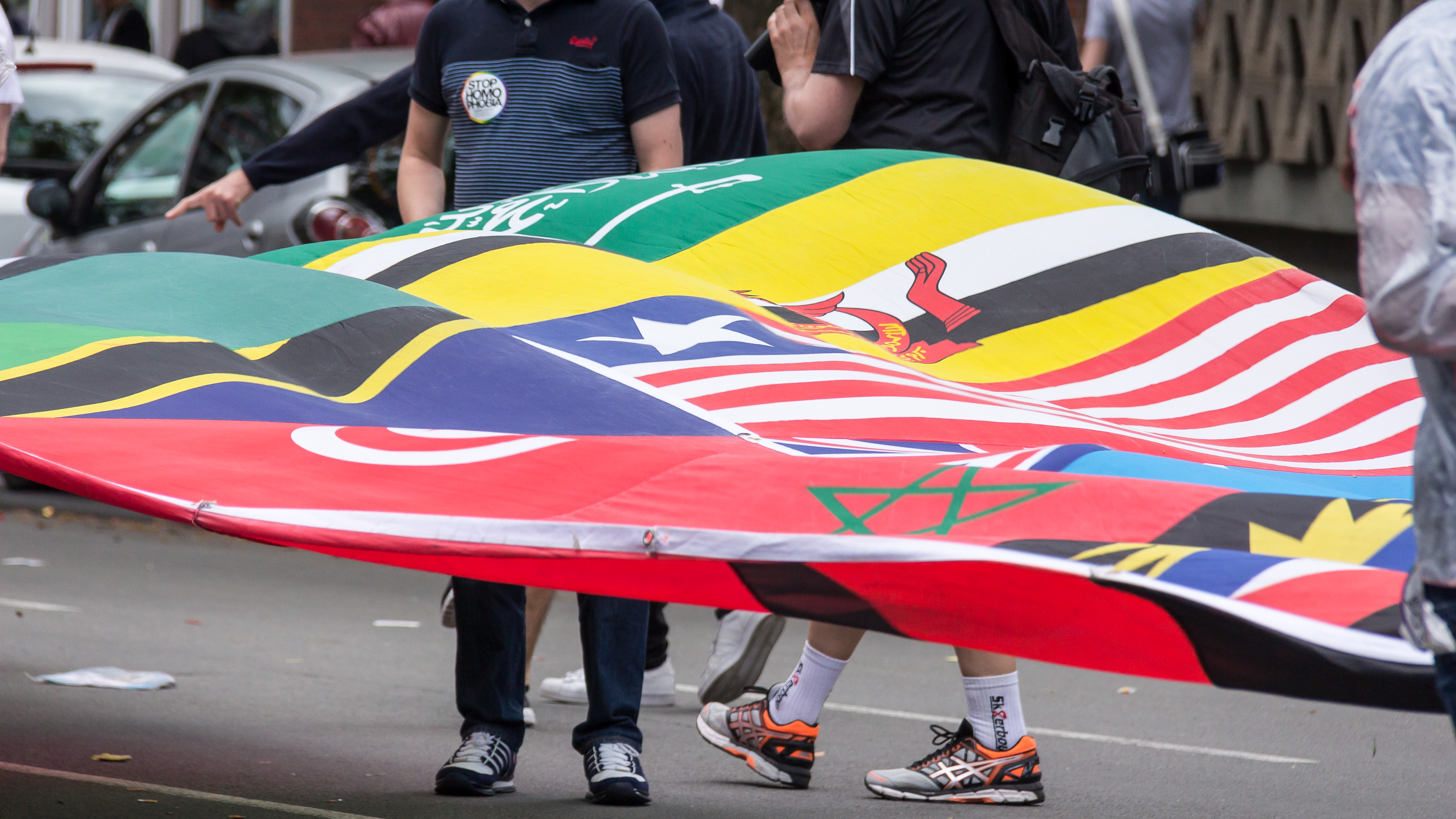
La bandera de Brunéi, en la zona central derecha, durante la manifestación del Orgullo LGBT de Colonia (2016)

En el Sultanato de Brunéi la homosexualidad es ilegal y está castigada con penas que incluyen latigazos, prisión hasta 30 años e incluso la pena de muerte. Configurado como un estado islámico tras su independencia de Reino Unido (1984) su código penal incluye tanto una versión secular como la sharia aunque en 2014 el Sultán Hassanal Bolkiah firmó la extensión de la jurisdicción de esta última en todo el país lo que supuso un endurecimiento de los castigos. El 3 de abril de 2019 entró en vigor una reforma del código que permite la ejecución mediante lapidación en casos de adulterio y homosexualidad. Ello motivó la reacción internacional de personalidades como George Clooney o Elton John pero, a pesar de su eventual moratoria, se considera al gobierno de Brunéi uno de los más restrictivos, crueles y radicales respecto al tratamiento de las minorías sexuales y los derechos humanos. El Ministerio de Asuntos Exteriores, Unión Europea y Cooperación del Gobierno de España en sus recomendaciones de viaje a fecha de enero de 2023 recomienda "viajar con precaución", "familiarizarse con las leyes y las costumbres locales para evitar ser detenido y eventualmente condenado" y reseña que "la homosexualidad está prohibida y duramente penada en Brunei por lo que personas del mismo sexo manteniendo cierta proximidad (agarrándose de la mano o teniendo muestras de cariño en público) puede conllevar ser acusados de un grave delito".

"Las personas LGBT+ en Brunei no suelen hablar abiertamente de estos temas y esta no es una excepción. En su mayor parte tienden a tratar de pasar desapercibidos y superarlo. Aquellas personas LGBT+ con las que me he conectado manifiestan un miedo real sobre estas leyes y lo que va a pasar con ellas. Conozco una persona que está pensando en salir del país y conozco otra que ya lo ha hecho por miedo a lo que le depare el futuro".
Matthew Woolfe (thedailybeast.com, 3 de abril de 2019) 

#### Camboya

Imagen del territorio de Camboya con los colores de la bandera del Orgullo LGBT+

En Camboya, antiguo protectorado Francés entre 1863 y 1953, existen registros de diversos comportamientos sexuales e identidades de género datados desde el siglo XIII si bien existe la convicción de que importante documentación fue destruida durante la era de los Jemeres Rojos. Con la independencia del país en 1953 no se reintrodujeron penalizaciones a los actos sexuales consentidos entre personas del mismo sexo ni tampoco tras la última revisión del código penal (2009). Su majestad, el rey Norodom Sihanouk, en 2004 apoyó la legalización para conceder las uniones entre personas del mismo sexo, pues en Camboya los homosexuales son venerados y respetados. En ese sentido la sociedad de Camboya se considera, junto con la Tailandesa y la Vietnamita, una de las más favorables a la diversidad sexual de la zona y desde 2003 celebra manifestaciones del Orgullo LGBT+.

"Cuando crecí, en los años 90, la sociedad camboyana no era tan tolerante y aceptante como ahora. Ser gay se consideraba un tabú, a lo que no contribuía el hecho de que la prensa o los medios de comunicación no mostraran una imagen positiva de la homosexualidad. Por ejemplo, no había celebridades, cantantes, actores u otros modelos gay que mostraran que ser gay era «normal». Al contrario, todo era muy heteronormativo: la homosexualidad se percibía como una especie de enfermedad.(...) Internet me ayudó a ponerme en contacto con personas afines de todo el mundo que me mostraron que ser gay no es una enfermedad, sino algo muy normal. Salir del armario a los 20 años no fue un problema. Estoy orgulloso de que la sociedad camboyana haya aceptado mejor la homosexualidad con el paso de los años. Nunca he tenido problemas con nadie y nunca he experimentado ninguna homofobia, aunque nunca he sido extravagante ni he actuado de forma femenina en público"
Darun Un (estanochegay.com, 28 de julio de 2022) 

#### Filipinas

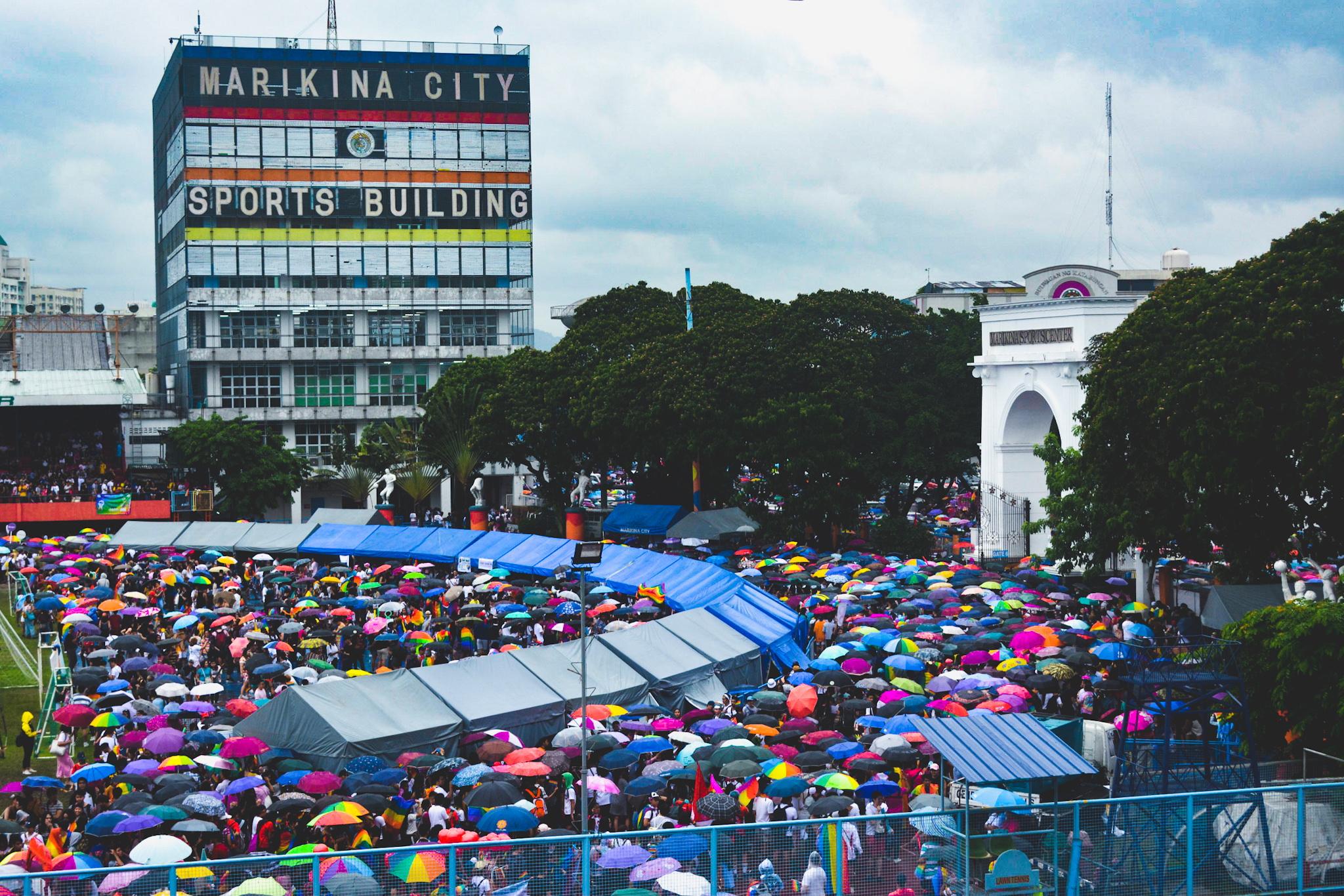
Panorámica de la manifestación del Orgullo LGBT de Manila (2019)

Las relaciones sexuales consentidas entre personas del mismo sexo en Filipinas, inicialmente penalizadas, fueron legales tras la instauración del Código Penal Colonial durante su pertenencia al Imperio Español (1870). Dicha situación se mantuvo sin modificaciones tras la aprobación de un Código Penal Revisado (1932) que tampoco ofrecía novedades. La diversidad sexual sigue considerándose un tabú social y la homofobia es todavía patente por la influencia de la Iglesia Católica, algunos grupos religiosos minoritarios como los islámicos y el machismo. Sin embargo en los últimos años ya se ve una evolución más positiva en el archipiélago, con un crecimiento de la tolerancia, al modo de algunos países latinoamericanos como Colombia, Costa Rica, México, Puerto Rico, Uruguay y Venezuela. Ello ha supuesto el florecimiento de una escena LGBT, especialmente en ciudades grandes como la capital Manila, Ciudad Quezon o Cebú donde existe un sólido entorno con bares, clubes o saunas, y un movimiento asociativo que destaca por ser el primero formado en todo el continente con entidades como ProGay Philippines (1993) o Lagablab (1995).El matrimonio o el reconocimiento de las parejas del mismo sexo no está reconocido por el gobierno de la República si bien ha habido algunos intentos, como el de la Iglesia Metropolitana de Filipinas (1991) o del grupo insurgente Nuevo Ejército del Pueblo (2005) que provocó una feroz discusión cuando se presentó un nuevo proyecto de ley con respecto a estas uniones. Actualmente la tradicional fe católica profesada por la mayor parte de la población se opone a las uniones entre personas del mismo sexo, mientras que el Partido Comunista las apoya, sobre todo el nuevo proyecto para su legalización. El Ministerio de Asuntos Exteriores, Unión Europea y Cooperación del Gobierno de España en sus recomendaciones de viaje fechadas en marzo de 2024 indica que "las relaciones entre personas del mismo sexo en Filipinas no están tipificadas como delito. No obstante, tampoco existe ninguna ley contra la discriminación en materia de LGBTI. De cara a la entrada en el país de personas transgénero, se recuerda que la ley filipina exige que el sexo de la persona en su pasaporte debe coincidir con el de su certificado de nacimiento. A pesar de los esfuerzos legislativos, las personas LGBTI siguen siendo objeto de discriminación y acoso en algunos casos".

"La "hospitalidad Filipina" es nuestra seña de identidad profundamente alojada en nuestra cultura. Por ejemplo, si vienes a nuestra casa lo consideraremos como una gran celebración porque queremos hacerte sentir bienvenido y especial. O si un filipino te invita a cenar se considera que será el o ella quien pague la cuenta como una señal de hospitalidad. Somos muy amigables, gente cálida y encantados de enseñarte nuestro país independientemente de si eres hetero u homosexual. Es por eso que Filipinas es considerado en las encuestas "uno de los países más amigables con la comunidad gay"!
Rione Palacios (nomadicboys.com, 17 de julio de 2023) 

#### Indonesia

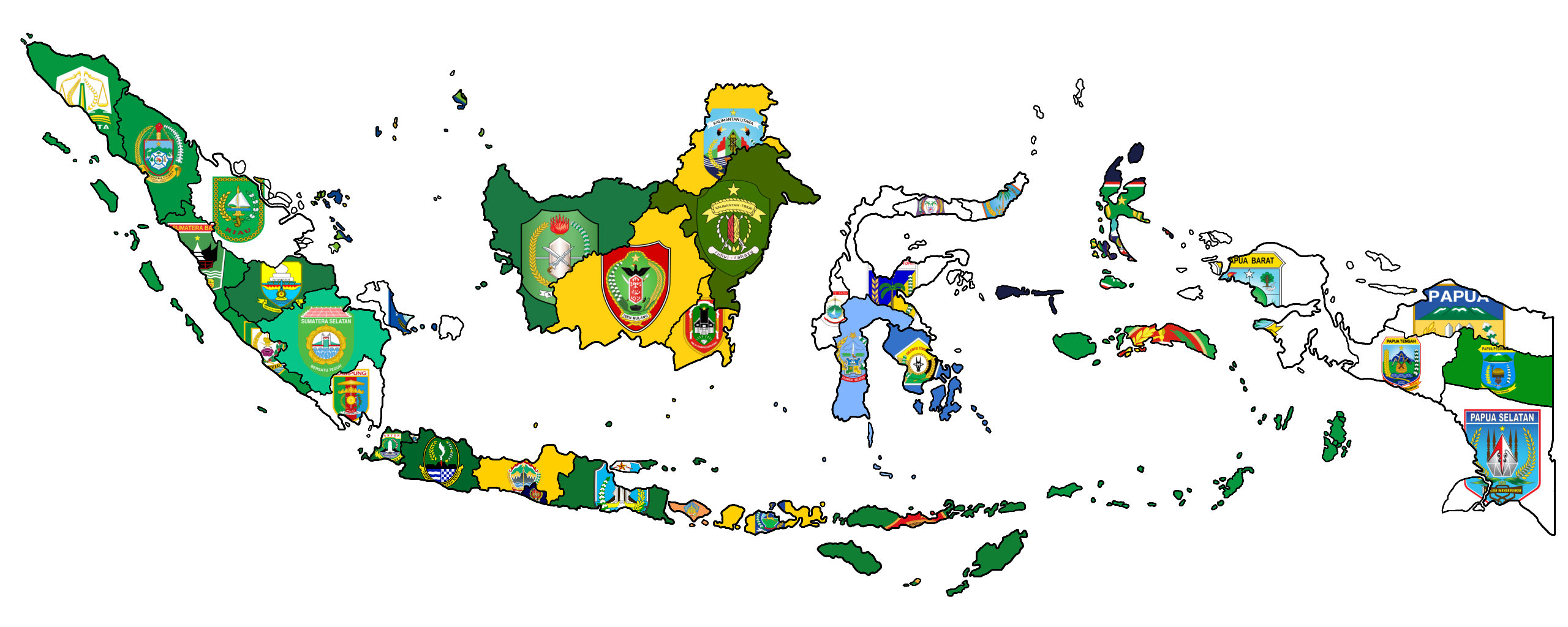
Mapa con las provincias de Indonesia

Desde su independencia de los Países Bajos (1945) Indonesia no prohíbe en su normativa legal el travestismo, el adulterio ni las relaciones homosexuales consentidas entre personas adultas. No obstante existen reportes de que parte de su normativa (como la ley de protección a la infancia de 2002, la ley anti-pornografía de 2008 o algunos artículos del código penal) se utilizan para perseguir a las minorías sexuales. Configurada como una República Presidencialista integrada por 17.000 islas y una población estimada en más de 279 millones de personas, de las cuales el 86% profesan la religión islámica, la diversidad sexual se considera un tema tabú para la sociedad y el gobierno donde hay una fuerte presión hacia la heteronormatividad. Ello implica que a nivel familiar se presiona a los jóvenes a que creen familias heterosexuales existe consenso de que si se mantiene la discreción, y no se hace público, la situación personal puede ser más tolerable. La provincia de Achín constituye una excepción a la normativa general en la que sí hay leyes que específicamente persiguen las relaciones homosexuales consensuales.El Ministerio de Asuntos Exteriores, Unión Europea y Cooperación del Gobierno de España en sus recomendaciones de viaje fechadas en abril de 2024 destaca del país su posición 132 según el Gay Travel Index indicando que "Indonesia no reconoce ningún estatus legal para las relaciones entre personas del mismo sexo, existe oposición social y algunas discriminaciones legales. En la región de Aceh (Sumatra Occidental) se prevén penas severas que pueden llegar incluso al castigo físico. Recientemente el parlamento ha aprobado una modificación del Código Penal que prevé la posible criminalización de las relaciones sexuales fuera del matrimonio, si media denuncia de parte. Dicha ley aún no se encuentra en vigor, pero podría llegar a afectar también a los ciudadanos extranjeros".

"Hay gente joven que viene a mi casa y mis clases y tímidamente preguntan sobre temas como el género y la sexualidad. Posteriormente admiten que son queer lo que implica que esas personas existen. Por supuesto otro tipo de personas también existen. La interacción en redes sociales e incluso en medios como BBC Indonesia o ABC muestran comentarios que dan miedo porque propagan odio. Pero no son originales, son de gente ignorante. Espero que a través de la educación esa gente tenga un menor predominio en el espacio público"
Dédé Oetomo (Melbourne Asian Review, 8 de diciembre de 2023) 

#### Laos

Imagen del territorio de Laos con los colores de la bandera del Orgullo LGBT+

En Laos la diversidad sexual se enfrenta a varios desafíos frente al resto de población aunque Human Rights Watch lo consideró en 2008 "uno de los estados comunistas más tolerantes con la homosexualidad".La base de datos de ILGA certifica en 2024 que antes y después de su independencia de Francia (1954) su código penal, cuya última versión data de 2017, no ha penalizado las relaciones homosexuales consentidas entre adultos. Ello no impide que legalmente no se hayan implementado medidas para proteger contra la discriminación a la población LGBT, ni se prohíban los delitos de odio basados en la orientación sexual y la identidad de género.Pese a ello existe una escena local LGBT con locales y colectivos cada vez más implantados y las redes sociales suponen una importante fuente de contacto y comunicación. Desde 2012 se celebran manifestaciones del Orgullo LGBT y se considera que la sociedad es abierta y tolerante hacia las minorías sexuales. El Ministerio de Asuntos Exteriores, Unión Europea y Cooperación del Gobierno de España en sus recomendaciones de viaje fechadas en marzo de 2024 destaca que "existen restricciones formales al matrimonio, a la convivencia y a las relaciones sexuales (so pena de multa) de personas extranjeras con personas de nacionalidad laosiana. Se recomienda informarse con las autoridades de Laos sobre los requisitos antes de convivir y/o contraer matrimonio".

"Pertenecer a la comunidad LGBTQI es algo que está bastante aceptado por la sociedad y, de hecho, muchas personas parecen adorarlos y querer estar cerca de ellos porque tienen buen sentido del humor y son personas divertidas y felices. Este estereotipo positivo ha estado en la sociedad laosiana durante años y décadas desde que surgió la comunidad LGBTQI. Sin embargo, esta podría ser la única visión positiva que la comunidad recibe socialmente. Si hay que hablar de empleos de alto nivel, capacidad profesional, puestos de responsabilidad u oportunidades académicas es otra historia. Desafortunadamente la comunidad LGBTQI no es percibida de esa manera ya que la sociedad piensa que sus integrantes solo son buenos en trabajos de entretenimiento y no aptos para ocupar puestos de liderazgo, especialmente en empresas y estamentos gubernamentales grandes y respetables"
Anan Bouapha (littlelaosontheprairie.org, 27 de octubre de 2017) 

#### Malasia

Recreación de las banderas del Orgullo LGBT+ y de Malasia

Configurada como una Monarquía federal parlamentaria desde su independencia del Reino Unido (1957), posteriormente como estado unificado (1963), Malasia es uno de los pocos estados del sudeste asiático que penaliza las relaciones sexuales homosexuales consentidas entre adultos. La última revisión del Código Penal (1997) castiga con penas que van desde 20 años de prisión por manifestar públicamente la homosexualidad con un beso a la pena de muerte por mantener relaciones sexuales no heterosexuales. Formalmente el país, que se caracteriza por la diversidad de culturas, etnias y religiones aunque el Islam sea considerada la oficial, se considera una democracia pero carece de muchas de las libertades existentes en las sociedades democráticas occidentales. La censura es practicada de manera general y se enfoca contra voces opositoras al gobierno y contra cualquier manifestación sexual considerada no islámica. También se ha acreditado por parte de las autoridades la difusión de propaganda social de rechazo y las terapias de conversión con el objetivo de reforzar los estereotipos de las personas LGBTI, tachadas de "inmorales" y tratadas como "desviados y/o criminales". Aunque existe una organización nacional de apoyo a los derechos LGBTI cuenta con poco apoyo debido a esa consideración social. El Ministerio de Asuntos Exteriores, Unión Europea y Cooperación del Gobierno de España, en sus recomendaciones de viaje fechadas en enero de 2024, recomienda viajar con precaución por todo el país y destaca que "para las relaciones sexuales entre personas del mismo sexo se contemplan multas y penas de hasta un máximo de 20 años de prisión".

"Cuando era pequeño repasaba en el espejo mis ademanes femeninos y trataba de corregirlos. Cuando escuché sobre el caso de Ibrahim Anwar (ex viceprimer ministro de Malasia acusado de sodomía) a principios de los 2000, me di cuenta de que ser gay aquí significaba convertirse en un criminal".
Gavin Chow (El País, 24 de agosto de 2022) 

#### Singapur

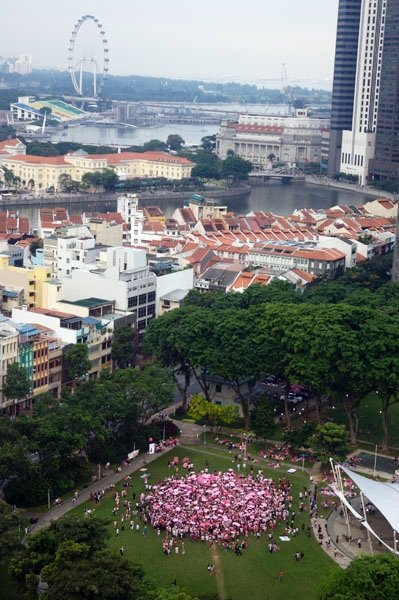
Vista aérea de la primera edición de Pink Dot SG (2009)

La situación legal de la población LGBT en Singapur ha experimentado una mejoría en los últimos años. En noviembre de 2022 el Parlamento de Singapur aprobó un proyecto de ley para despenalizar la homosexualidad entre hombres (entre mujeres nunca estuvo penalizada), derogó la Sección 377A del Código Penal, heredada desde los tiempos del colonialismo británico, que castigaba las relaciones sexuales entre varones aunque aprobó una enmienda constitucional que impide que los tribunales desafíen la definición del matrimonio establecida como la unión entre un hombre y una mujer.También la normativa permite desde 1990 el cambio de nombre y marcador de género en el documento de identidad siempre que se realice una cirugía de afirmación de género.Configurada como una mezcla de ciudad-estado y país insular Singapur, cuya independencia se hizo efectiva en 1965, es una sociedad multirracial, multicultural y con gran diversidad lingüística en la que paulatinamente se han visto importantes eventos de socialización LGBT como Pink Dot SG. El Ministerio de Asuntos Exteriores, Unión Europea y Cooperación del Gobierno de España destaca en sus recomendaciones de viaje con fecha diciembre de 2023, además de destacar que las relaciones sexuales consentidas entre adultos han dejado de estar tipificadas como delito, que "la sociedad singapurense es todavía bastante conservadora, no reconoce ni permite el matrimonio entre personas del mismo sexo, tampoco la adopción y no otorga visados como familiar dependiente a personas del mismo sexo. Es recomendable evitar las muestras públicas de afecto en general".

"He conocido a personas más jóvenes(...) y parece que salir del armario es ligeramente más fácil. Nunca es fácil con la familia pero salir delante de tus amigos es más fácil. Me gustaría pensar que es más sencillo para las generaciones más jóvenes. Internet, con total certeza, ha ayudado en términos de obtener información y poder conocer gente que conecta con tu manera de ver estos temas"
Leon Cheo (die-seriale.de, 24 de marzo de 2023) 

#### Tailandia

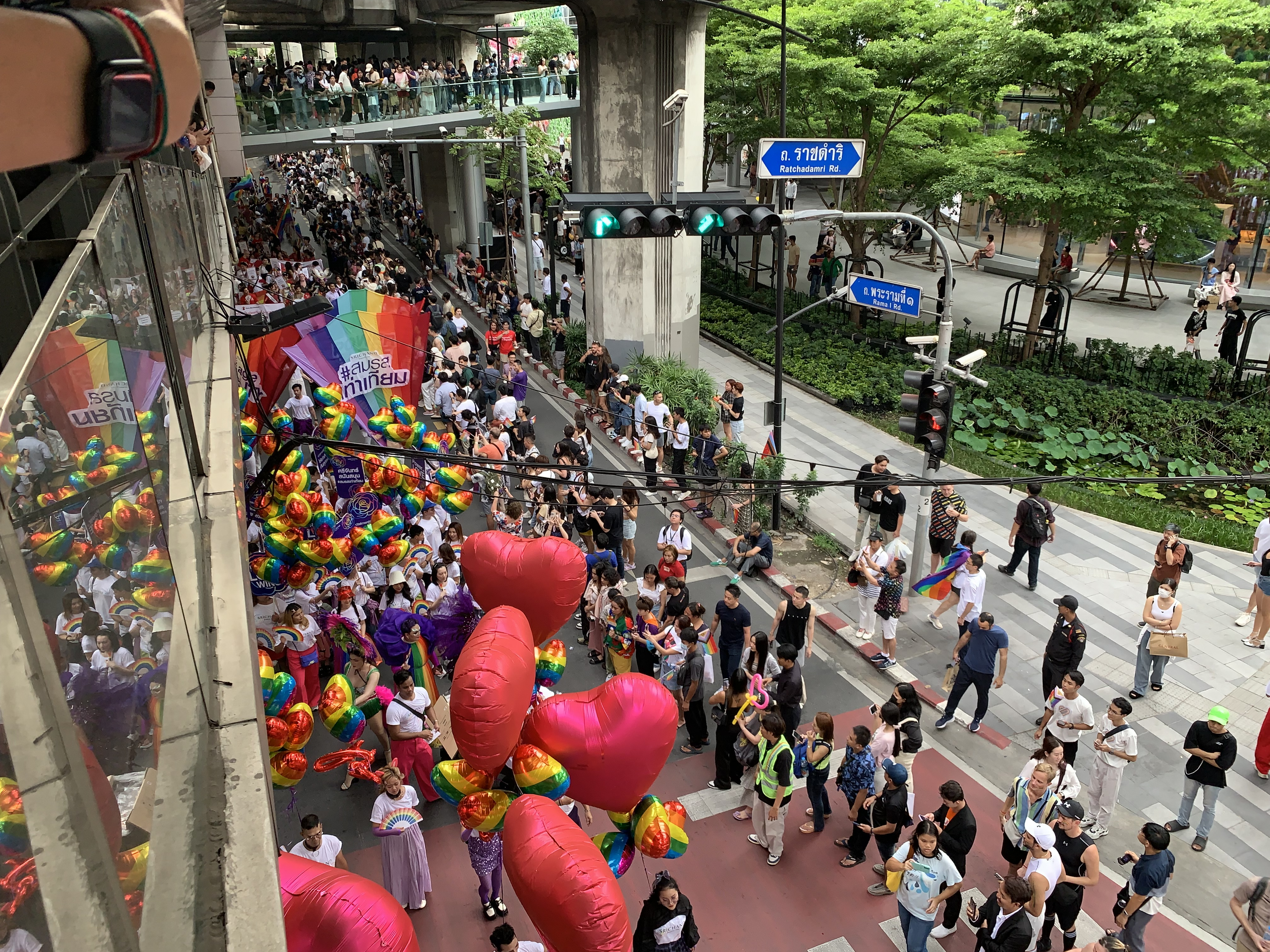
Panorámica de la manifestación del Orgullo LGBT de Bangkok (2024)

Considerado uno de los países más respetuosos y con mayor aceptación hacia la diversidad sexual de todo el continente Tailandia se convirtió en junio de 2024 en el tercer estado asiático en legalizar el matrimonio homosexual (tras Nepal y Taiwán) y el primero del sudeste asiático.Sin restricciones a la libertad de expresión y de asociación la base de datos de ILGA indica que desde el código penal de 1957 hay constancia de la despenalización de los actos sexuales consentidos entre personas del mismo sexo.Con la aprobación de la ley de género (2015) también se amplió la protección de la población LGBT en aspectos como la contratación de bienes y servicios o la lucha contra la discriminación en salud, expresión de género o acceso a la vivienda.Se calcula en un 8 por ciento el porcentaje de población que se considera integrante de alguna minoría sexual, aproximadamente 5 millones de personas, aunque la categorización de las identidades conforme a la consideración occidental de las mismas en ocasiones tienen difícil encaje debido a la multiplicidad de sexualidad y género socialmente aceptadas.Aunque la percepción social de la diversidad sexual ha mejorado, más perceptible desde la década de 1990 gracias al trabajo de los colectivos LGBT, y se publicite como un destino turístico internacional LGBT-friendly hay reportes consistentes que destacan algunas resistencias sociales para lograr la plena igualdad con el resto de la población.Existe una sólida comunidad LGBT con locales, comercios, asociaciones y Bangkok acoge una de las más multitudinarias manifestaciones del Orgullo LGBT de Asia. También el papel de los medios de comunicación y la industria del entretenimiento en general tanto por la emisión de programas o la difusión de películas o series BL realizan una importante labor de sensibilización.

"Fuera se puede pensar que Tailandia es un lugar muy abierto en el que puedes expresar tu identidad de género si eres LGBTQI. Pero en realidad, nos resulta muy difícil expresar nuestra identidad(...) Tienen prejuicios hacia los LGBTBIQ y piensan que no son de fiar y que no pueden hacer trabajos complejos. La discriminación prevalece cuando las personas LGTBIQ buscan trabajo, (intentan) acceder a la educación y a los servicios de salud, compran y alquilan propiedades, o buscan protección legal”
Kath Khangpiboon (eldiario.es, 1 de enero de 2019) 

#### Timor Oriental

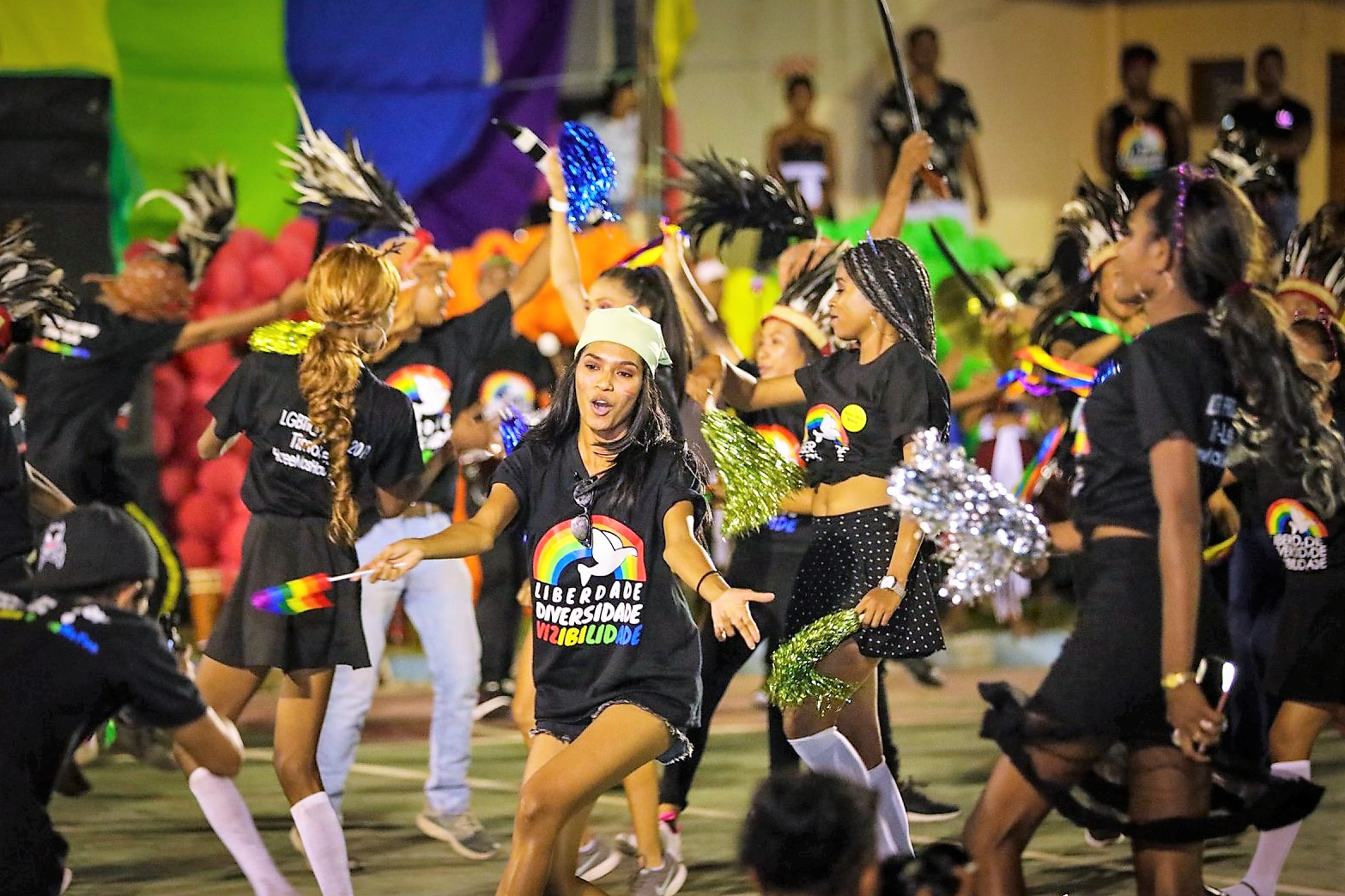
Panorámica de la manifestación del Orgullo LGBT de Dili (2019)

Independiente desde 2002 y configurada como una República semipresidencialista en Timor Oriental la población LGBT tiene algunos desafíos respecto al resto de la población, especialmente en lo relativo a derechos legislativos como el matrimonio o la legalización de las parejas de hecho que no están todavía contemplados. El artículo 59 del Código Penal (2009) sí criminaliza la discriminación basada en la orientación sexual. En líneas generales Timor Oriental es considerado uno de los estados más proclives a las minorías sexuales del sudeste asiático y ya en 1975 se despenalizaron las relaciones sexuales consentidas entre adultos. Además el país firmó la Declaración sobre orientación sexual e identidad de género auspiciada por Naciones Unidas (2011).Su capital, Dili, acoge desde 2017 manifestaciones del Orgullo LGBT que, en su primera edición, contó con el apoyo explícito del Presidente de la República, Francisco Guterres, y del Primer Ministro Rui Maria de Araújo.

"Siempre me dijeron que si seguía siendo como soy no llegaría lejos en la vida. Después de estudiar en el extranjero llegué a estas conclusiones: "Esto es lo que soy. No debería odiarme. Y no debería ocultarme"
Natalino Guterres (lensculture.com) 

#### Vietnam

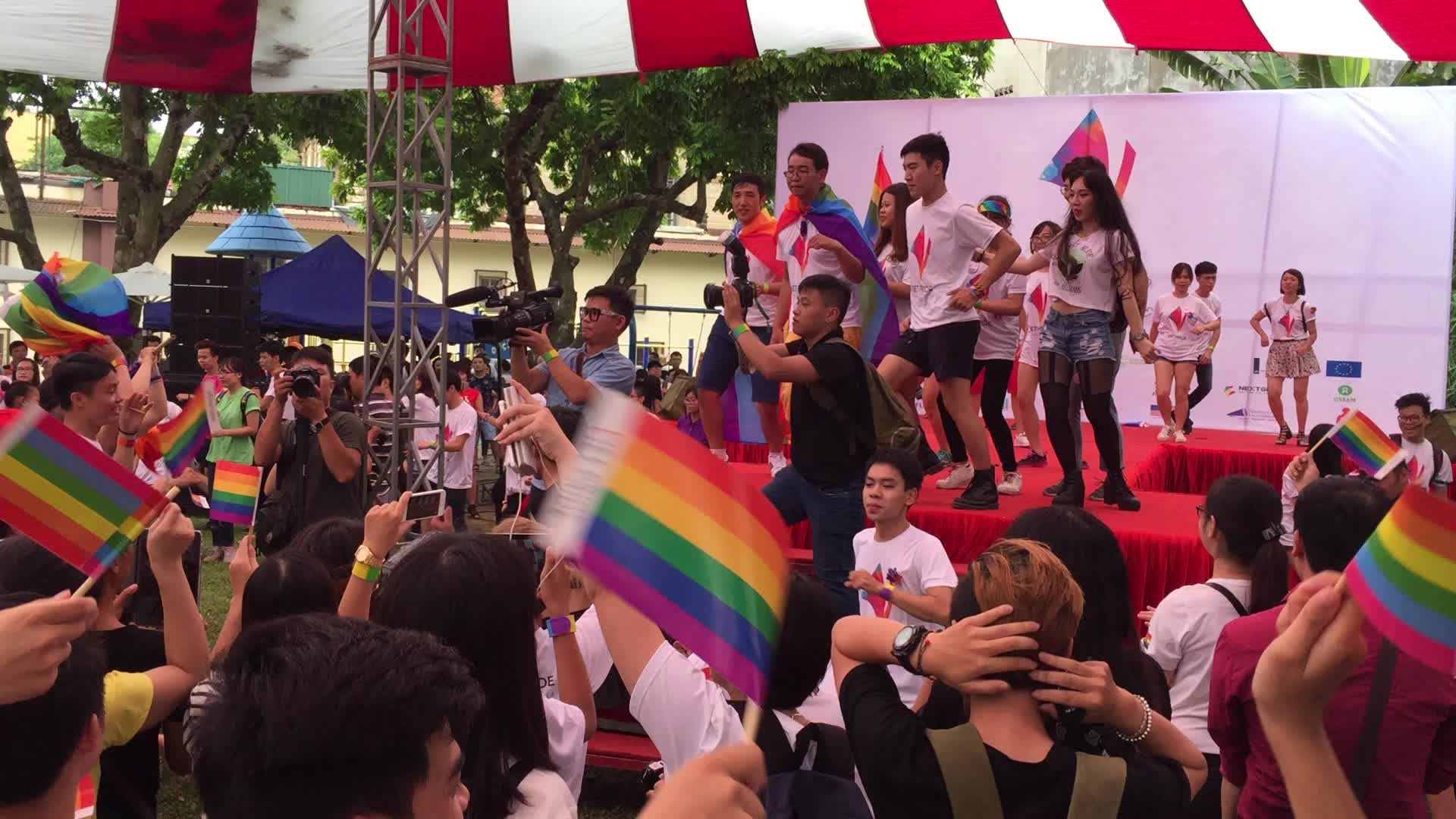
Panorámica de la manifestación del Orgullo LGBT de Hanoi (2006)

Desde su independencia de Francia (1954) el Código Penal de Vietnam, cuya última versión data de 1999, no ha penalizado las relaciones homosexuales consentidas entre adultos. Configurado como una República socialista unitaria marxista-leninista unipartidista la población LGBT vietnamita tiene algunos desafíos legales y sociales respecto al resto de la población como la imposibilidad de legalizar matrimonios o parejas de hecho del mismo sexo. Pese a ello se han dado algunos pasos positivos como la directriz impulsada por el Ministro de Salud en agosto de 2022 indicando que la homosexualidad no es una enfermedad y prohibiendo las terapias de reorientación sexual.Aunque socialmente la homosexualidad se sigue considerando un tema tabú se han producido notables avances en su percepción a lo largo del siglo XXI constatable en aspectos como que el primer desfile del orgullo gay de Vietnam tuvo lugar pacíficamente en Hanói el 5 de agosto de 2012.Desde entonces se calcula que aproximadamente 35 ciudades acogen manifestaciones similares.

"Crecer como un chico gay durante las décadas de 1980, 1990 y comienzos de los 2000 suponía un desafío para conocer a otros chicos. No había lugares gays para socializar así que los mejores sitios eran las zonas de cruising de los parques o los lavabos públicos. Antes de Grindr sitios web como Gaydar o Gayromero fueron muy populares en Vietnam. Las fiestas desarrolladas en piscinas fueron también muy populares durante mi adolescencia como lo son hoy en día. Recuerda que la temperatura en Saigon nunca baja de los 27º centígrados".
Quan Nguyen (nomadicboys.com, 17 de junio de 2024) 

## Asia Central

### Visión general
Esta zona, según la subdivisión establecida por la Organización de las Naciones Unidas, incluye 5 países (Kazajistán, Kirguistán, Tayikistán, Turkmenistán y Uzbekistán). A fecha de 2019 sus territorios acogen más de 73 millones de personas.
Actualidad
Tras la disolución de la Unión Soviética (1991), país federal en el que estaban incluidos los cinco países de Asia Central, se produjo la independencia de los mismos y una disociación entre quienes aprobaron legislación para despenalizar la homosexualidad (Kazajistán, Kirguistán y Tayikistán) y quienes siguieron manteniendo penas de cárcel (Turkmenistán y Uzbekistán). En líneas generales la aceptación social de la diversidad sexual es baja entre la población, generando más rechazo entre quienes tienen más edad, reflejo de unas sociedades mayoritariamente conservadoras y en las que las confesiones religiosas tienen una importante influencia.

### Por países

#### Kazajistán

Imagen del territorio de Kazajistán con los colores de la bandera del Orgullo LGBT+

Tras la disolución de la Unión Soviética (1991) y su posterior independencia Kazajistán aprobó un nuevo código penal (en vigor desde 1998) que derogó todas las disposiciones que penalizaban las relaciones homosexuales realizadas en privado consentidas entre adultos. Años más tarde también se aprobó una disposición para aprobar el cambio de nombre y género solicitados por personas trans, para alinear su identidad y su documentación, requiriéndose intervención quirúrgica (2014).La diversidad sexual debido al carácter conservador de la sociedad kazaja, más perceptible entre la población más adulta, sigue siendo considerado un tabú registrándose episodios de violencia, discriminación y persecución de las personas LGBT+. La causa, según indican las personas más sensibilizadas con el movimiento LGBT, son la conjunción de creencias religiosas, tradiciones patriarcales y el bajo nivel de educación y conocimiento sobre temas que mayoritariamente se consideran de influencia occidental. El Ministerio de Asuntos Exteriores, Unión Europea y Cooperación del Gobierno de España a fecha junio de 2024, indica que "en general, la situación en el país no es favorable para los derechos y libertades del colectivo LGBTI. Las relaciones entre personas del mismo sexo, aunque no están penadas si son consentidas y entre mayores de edad, están socialmente muy mal consideradas, por lo que se recomienda evitar las muestras de afecto en público. No existe el matrimonio entre personas del mismo sexo ni ningún tipo de legislación sobre parejas de hecho del mismo sexo."

"En el trabajo tengo un comportamiento que se puede considerar "apropiado" para un hombre. Mis modales o la forma en que hablo son "masculinos" y no muestro ningún signo que pueda revelar que soy gay. Incluso cuando era un niño vigilaba cada movimiento, cada gesto e incluso la entonación para que no pareciera o sonara diferente del resto de los niños"
Aleksandr (rferl.org, 19 de junio de 2021) 

#### Kirguistán

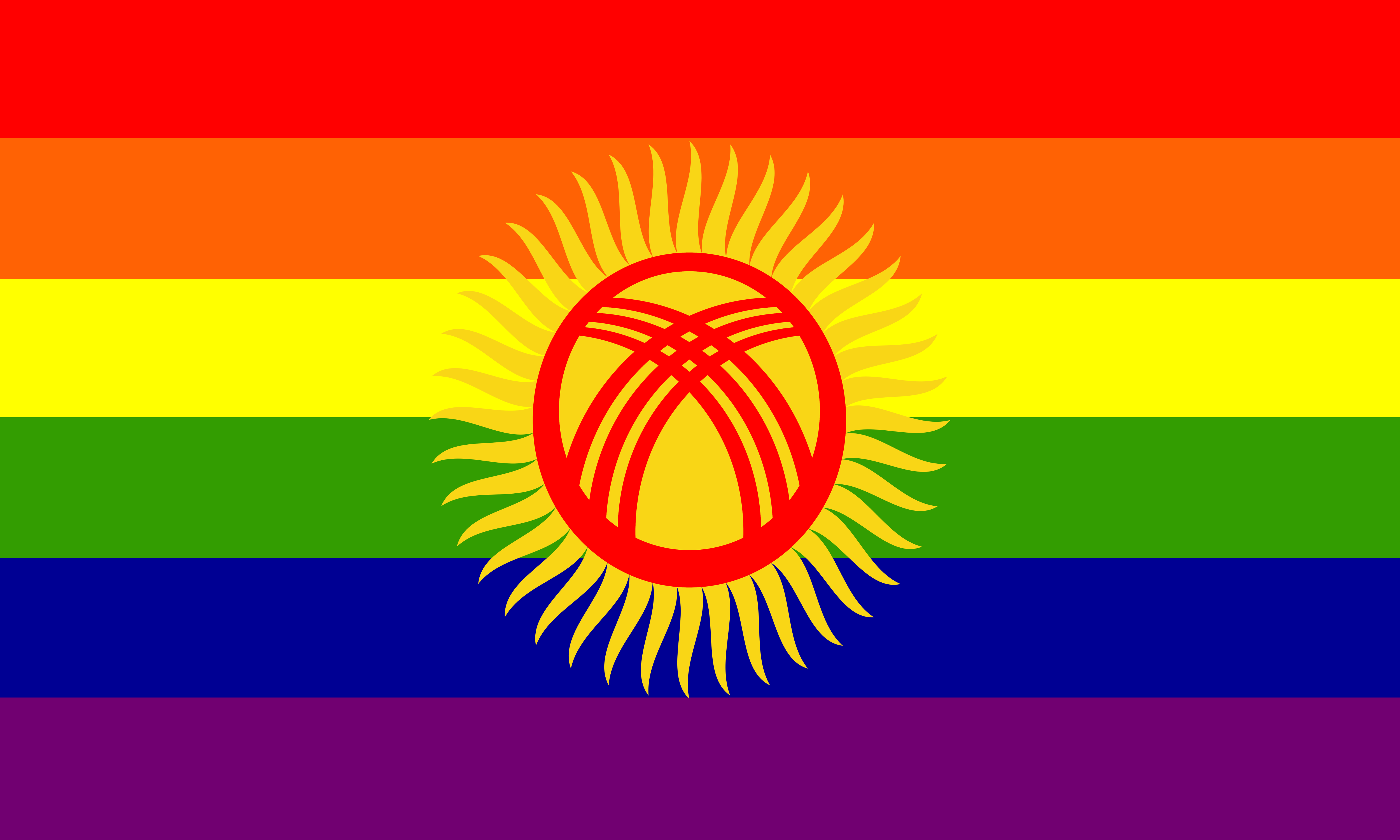
Recreación de las banderas del Orgullo LGBT+ y de Kisguistán

Con una situación similar a Kazajistán tras la disolución de la Unión Soviética Kirguistán obtuvo su independencia configurándose como una República presidencialista unitaria. Poco tiempo después se reformó el Código Penal (1998) aprobando la despenalización de las relaciones sexuales homosexuales consentidas entre adultos. Sin embargo la población LGBT se enfrenta a una situación complicada ya que la diversidad sexual es un tema tabú en la sociedad kirguisa, la cual es mayormente conservadora, y aún persisten episodios de violencia, discriminación y persecución. Como suele ser habitual las áreas urbanas presentan un entorno más favorable para las minorías sexuales que las áreas rurales y hay constancia de, al menos, las existencia de 12 asociaciones LGBT.El Ministerio de Asuntos Exteriores, Unión Europea y Cooperación del Gobierno de España en sus recomendaciones de viaje a fecha mayo de 2024 indica que la situación en el país no es favorable para los derechos y libertades del colectivo LGBTI destacando que "las relaciones entre personas del mismo sexo, aunque no están penadas si son consentidas y entre mayores de edad, están socialmente muy mal consideradas, por lo que se recomienda evitar las muestras de afecto en público".

"Algunas organizaciones deciden públicamente implementar programas de prevención y apoyo a personas seropositivas porque no se dirigen únicamente a gente LGBT sino a otros grupos. Eso evita que sean señalados socialmente. Desde el inicio hemos sido una organización que ayuda a personas que han tenido que escapar cuando sus familias descubrieron que eran LGBT. La gente ha vivido golpes, encierros y, en algunos casos, mujeres lesbianas y trans violaciones por miembros de la familia. Los hombres gay también son golpeados pero ellos tienen más posibilidades de moverse por su cuenta ya que no se espera de ellos que vivan en el núcleo familiar todo el tiempo hasta que se casen. Lo más difícil en situaciones de violencia familiar es que la gente no quiere denunciarlas. La legislación está realmente bien pero es difícil que las personas que la sufren decidan tomar esa decisión ya que lo ven como una forma de dañar a sus familias"
Anna Kirey (eurasianet.org, 8 de febrero de 2013) 

#### Tayikistán

Imagen del territorio de Tayikistán con los colores de la bandera del Orgullo LGBT+

En la República de Tayikistán la diversidad sexual sigue siendo considerada un tema tabú entre su población de, aproximadamente, 10 millones de personas. Tras su independencia de la Unión Soviética (1991) se modificó el Código Penal (1998) en el que se despenalizaron las relaciones sexuales homosexuales consentidas entre adultos tipificadas hasta entonces como delito en la legislación soviética. La edad de consentimiento sexual, independientemente de la orientación sexual, es de 16 años. También está establecido legalmente, mediante la Ley de Cambio de Nombre de Tayikistán, un protocolo para la modificación de nombre si bien no existe un procedimiento establecido para el reconocimiento legal de género. Pese a este contexto la sociedad tayika destaca por su carácter conservador y tradicional. Por ello existen informes que consistentemente denuncian episodios de violencia, discriminación y persecución sobre la población LGBT.El Ministerio de Asuntos Exteriores, Unión Europea y Cooperación del Gobierno de España en sus recomendaciones de viaje a fecha de mayo de 2024 aplica las mismas que para Kirguistán o Kazajistán destacando que "las relaciones entre personas del mismo sexo, aunque no están penadas si son consentidas y entre mayores de edad, están socialmente muy mal consideradas,  por lo que se recomienda evitar las muestras de afecto en público".

"Me casé a los 20 años por la enorme presión familiar. Un poco después fui a Rusia a trabajar en un mercado de Ekaterimburgo. Ahí fue cuando me di cuenta de que me gustaban los hombres y comencé a acudir a bares gais y parques donde los hombres se conocían. No se lo puedo contar a mi familia. Tengo miedo de que no me acepten por ser como soy y que les pueda causar vergüenza"
Parviz (eurasianet.org, 23 de enero de 2012) 

#### Turkmenistán

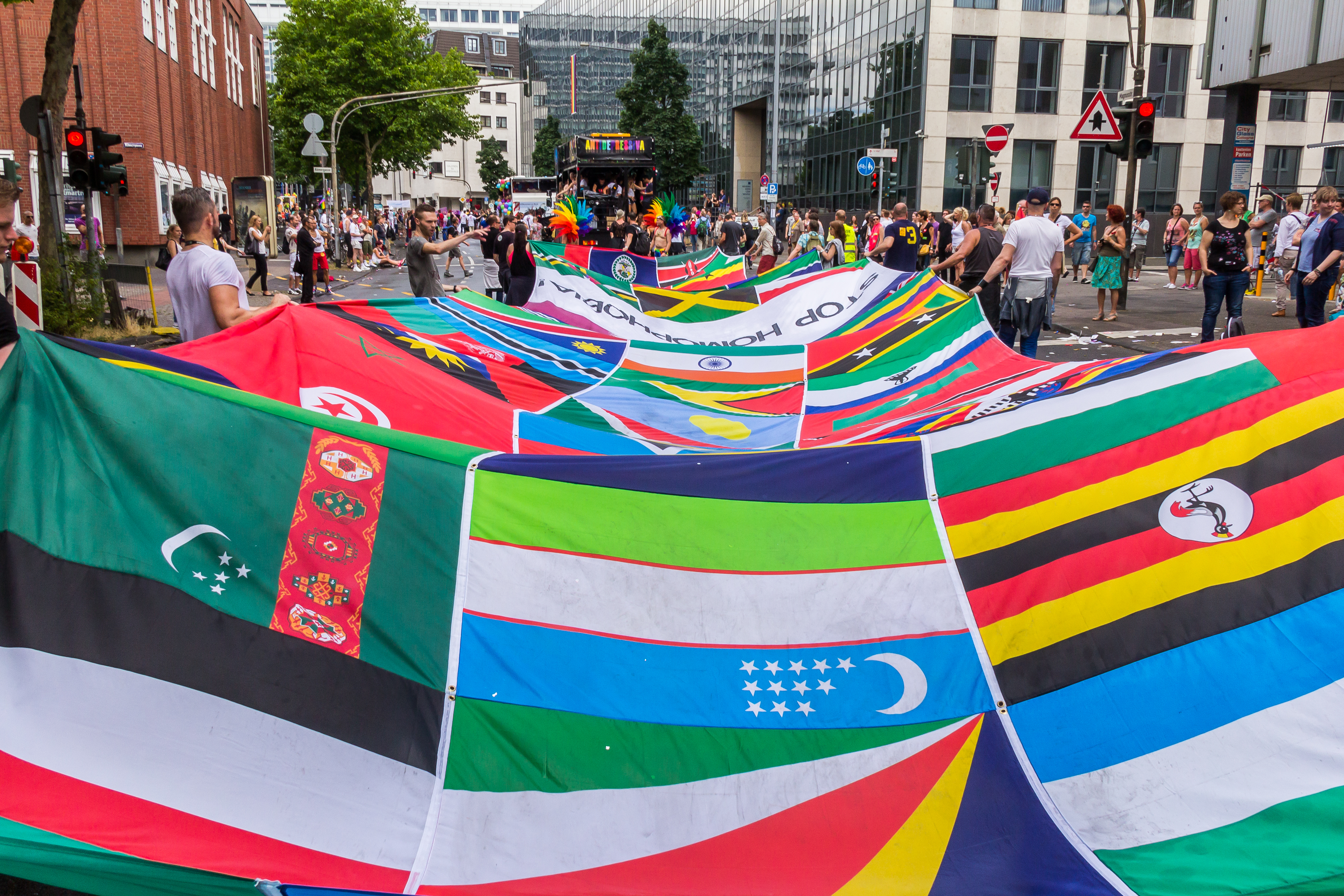
La bandera de Turkmenistán, en la zona izquierda, durante la manifestación del Orgullo LGBT de Colonia (2016)

Configurada como una República Presidencialista formalmente democrática la población LGBT en Turkmenistán se enfrenta a una discriminación y estigmatización activa en comparación con los residentes no LGBT. Antigua integrante de la Unión Soviética, alcanzó su independencia tras el colapso soviético en 1991, y a diferencia de Kazajistán, Kirguistán y Tayikistán siguió penalizando legalmente las relaciones homosexuales consentidas entre adultos. En repetidas ocasiones los poderes públicos han rechazado las peticiones de implementar la legislación contra la discriminación a pesar de las solicitudes de varias naciones a través de tres Exámenes Periódicos Universales. En la última revisión del Código Penal (2019) la sodomía -definida como "coito entre hombres"- aumentó su pena de 2 años hasta los 5 años de prisión. Si se trata de un acto repetido o de un acto cometido por un grupo de 2 o más personas, la pena es de prisión de 2 a 5 años con obligación de vivir en un lugar determinado de 5 a 10 años. Cabe destacar que la "homosexualidad" es ampliamente considerada a nivel social como un trastorno mental, incluyendo a las fuerzas del orden, las instituciones médicas y las autoridades judiciales, por lo que el castigo por un comportamiento percibido como "homosexual" puede incluir, según se ha denunciado, el internamiento forzoso en instituciones psiquiátricas.El Ministerio de Asuntos Exteriores, Unión Europea y Cooperación del Gobierno de España, a fecha junio de 2024, indica que "las manifestaciones de afecto en público entre personas del mismo sexo pueden acarrear penas que van de multas hasta penas de cárcel y deportación".

"Desde mi infancia he sabido que soy gay pero ha sido algo difícil de aceptar. Cuando estudié medicina en Bielorrusia comencé a aceptarlo. Tras volver a Ashgabat en 2018 "encontré el amor" en un sitio web. Los mensajes con el hombre fueron muy agradables y decidimos vernos en persona. Pero cuando llegué al lugar acordado no estaba allí. Le llamé y dijo que estaba de camino. Entonces dos oficiales de policía uniformados se aproximaron, me esposaron y me llevaron a la comisaría. Allí me golpearon e insultaron. También me aplicaron electroshock"
Kamil (rferl.org, 22 de octubre de 2019) 

#### Uzbekistán

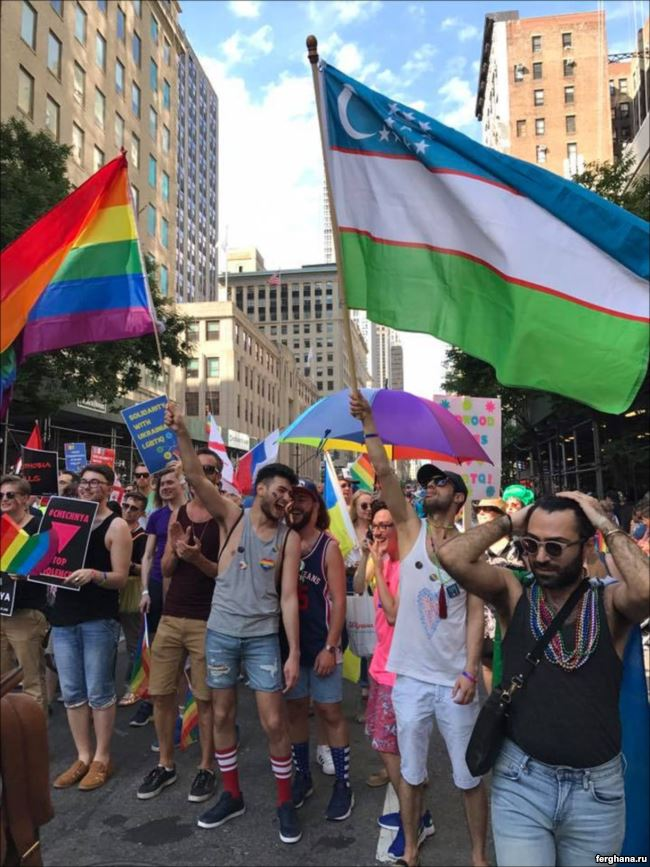
Un activista uzbeko portando la bandera de Uzbekistán en la manifestación del Orgullo LGBT de Nueva York (2017)

En Uzbekistán la homosexualidad sigue estando castigada en su código penal y la población LGBT es estigmatizada y discriminada activamente tanto socialmente como por parte de las autoridades. Tras la disolución de la Unión Soviética y su posterior independencia se considera que el país conserva el sistema político y económico establecido desde los tiempos soviéticos. En la subsiguiente reforma del Código Penal (1994) el "besoqolbozlik" (relaciones homosexuales), definido como "relación sexual voluntaria de dos individuos varones", está castigada con hasta 3 años de prisión. Aunque formalmente se refiere a la relación entre hombres activistas LGBT denunciaron en 2019 que la legislación también se aplica a mujeres. Existe constancia de prácticas de las "pruebas anales", así como a pruebas forzadas de VIH/Sida a las personas sospechosas de ser homosexuales.La diversidad sexual es considerada un tabú social y la homofobia está ampliamente extendida entre la población uzbeka denunciándose casos de familias que, al descubrir la homosexualidad de alguno de sus miembros, han realizado acciones como encierros domésticos, confiscación del pasaporte, propinar palizas, obligar a realizar terapias de conversión o visitar a líderes religiosos. Ello no impide que, como en otros países con situaciones legales similares, la comunidad LGBT utilice recursos como las redes sociales o mantener un perfil social bajo para no llamar la atención. El Ministerio de Asuntos Exteriores, Unión Europea y Cooperación del Gobierno de España en sus recomendaciones de viaje fechadas en junio de 2024 indica que "las manifestaciones de afecto en público entre personas del mismo sexo pueden ser mal aceptadas socialmente e incluso pueden acarrear penas que van de multas hasta la detención y deportación".

"Los gays de Tashkent habitualmente utilizan redes sociales para contactar unos con otros pero todos emplean pseudónimos y ocultan sus identidades por miedo. Lo habitual es publicar fotos que no son auténticas así que los encuentros son casi al azar. Es suficientemente fácil conocer gente, todo es cuestión de coincidir en gustos, y en general es sencillo hacerte amigo de alguien que otros amigos ya conocen. No es que sólo queramos relacionarnos solo con personas LGBT sino que no nos reunimos con heterosexuales porque no son "nuestra gente". Por supuesto tenemos algunas reglas de seguridad. Por ejemplo yo no iría a lugares poco fiables de las afueras porque puedo tener dificultades pero no porque yo sea gay sino porque, de por sí, no son seguros. Quizás yo me he creado un mundo privado ideal para mí mismo donde "todo está bien". Pero, por otro lado, no quiero exagerar y asustar a la gente haciéndoles pensar que los gays lo pasan muy mal en nuestro país. No se puede negar que hay cierto vacío aquí pero me siento cómodo dentro de él"
Hombre de 25 años de Tashken (opendemocracy.net, 25 de febrero de 2020) 

## Asia del Norte

### Visión general
Esta zona, según la subdivisión establecida por la Organización de las Naciones Unidas, incluye únicamente la parte asiática de Rusia. A fecha de 2020 sus territorios acogen más de 13 millones de personas.

### Por países

#### Rusia

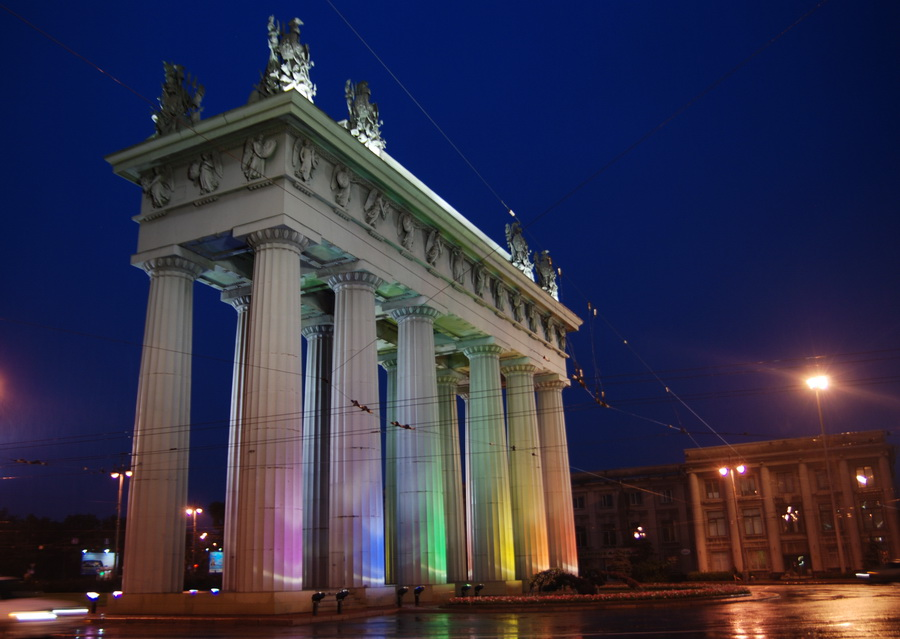
El Arco de Triunfo de Moscú erigido en San Petersburgo iluminado con los colores de la bandera LGBT (26 de junio de 2010)

Considerado el país más peligroso para ser homosexual de Europa la homosexualidad en Rusia se ha considerado un tabú social durante años y su reconocimiento legal ha oscilado entre la legalización (1917-1933), la criminalización (1933-1993) y la despenalización (desde 1993). Durante la presidencia de Boris Yeltsin (1991-1999) se aprobó la despenalización aunque existe el consenso de que no existía ningún interés por los derechos LGBT y que la decisión fue respuesta a las presiones de instancias internacionales como el Consejo de Europa. Desde la década de los años 2010 la homofobia se ha convertido para los dirigentes de Rusia en parte de una estrategia política, externa de afirmación frente a Occidente e interna de defensa de los "valores tradicionales", que sirve de coartada para limitar el papel del conjunto de la sociedad civil. Su momento más perceptible tuvo lugar en 2013 cuando el presidente Vladímir Putin auspició una serie de leyes contra la promoción de la homosexualidad que han supuesto grandes impedimentos tanto a la libertad de asociación como de expresión.Socialmente la diversidad sexual tiene poca aceptación entre la población del país, aunque ha ido en aumento, registrándose casos de persecuciones, palizas y petición de asilo en otros países.El Ministerio de Asuntos Exteriores, Unión Europea y Cooperación del Gobierno de España en sus recomendaciones de viaje a fecha de abril de 2023 indica que "las manifestaciones de afecto en público entre personas del mismo sexo pueden ser mal aceptadas socialmente. Se han producido algunos incidentes contra miembros del colectivo LGBT en las inmediaciones de locales de ocio nocturno. Además, de acuerdo con la Ley Federal Nº 135 del 29-06-2013 (...) están tipificados de forma difusa las figuras de "difusión de información de imágenes o de textos de contenido sexual no tradicional" y la "propaganda de valores" del mismo carácter. La ley establece por manifestaciones o actitudes públicas o por difusión de material proscrito en prensa o en Internet, penas que van de multas hasta la detención y deportación".

"Intentan distraer la atención de problemas más importantes, en los que las autoridades rusas no quieren que la gente piense. En cuanto nos enteramos de la vista en el Tribunal Supremo (que prohibió el movimiento LGBT y lo declaró una organización extremista) las personas que dirigen nuestra organización se dieron cuenta de que tendríamos que abandonar el país urgentemente. Se convirtió en una emergencia. Me siento totalmente rechazado por mi propio país. Se supone que aquí tenemos una democracia. Se supone que la gente que ponemos en el poder debe cuidar de nosotros"
Maxim Goldman (BBC Mundo, 20 de noviembre de 2023) 

## Tabla-resumen del reconocimiento de uniones del mismo sexo por países asiáticos
| Países y territorios dependientes asiáticos que reconocen el matrimonio entre personas del mismo sexo |
| --- |
| Estados soberanos - Nepal - Tailandia - Taiwán (Republica de China) Territorios dependientes - Isla de Navidad ( Australia) - Islas Cocos ( Australia) - Territorio Británico del Océano Índico ( Reino Unido) |
| Países asiáticos que reconocen la unión civil |
| - Israel |
| Países asiáticos donde la homosexualidad es legal sin reconocer ninguna unión específica |
| Leyes antidiscriminación: - Georgia - Mongolia - Nepal - Tailandia Simplemente legal: - Abjasia ( Georgia) - Armenia - Azerbaiyán - Baréin - Bután - Camboya - China (incluye Hong Kong y Macao, regiones administrativas especiales de la República Popular China) - Corea del Sur - Filipinas - India - Indonesia - Japón - Jordania - Kazajistán - Kirguistán - Laos - Osetia del Sur ( Georgia) - Palestina (Cisjordania) - Artsaj ( Azerbaiyán) - Singapur - Tayikistán - Timor Oriental - Turquía - Vietnam Leyes de propaganda anti-LGBT: - Rusia - Corea del Norte |
| Países asiáticos donde la homosexualidad es considerada como un delito |
| No se aplica: - Siria - Sri Lanka - Líbano Pena de cárcel: - Catar - Irak - Kuwait - Malasia - Maldivas - Omán - Palestina (Franja de Gaza) - Turkmenistán - Uzbekistán - Birmania Hasta la cadena perpetua: - Bangladés - Pakistán Pena de muerte: - Afganistán - Arabia Saudita - Brunéi - Irán - EAU - Yemen |
| Países asiáticos con posibilidad de legalizar la unión civil o el matrimonio entre personas del mismo sexo |
| - Camboya - China - Filipinas - Israel - Japón - Vietnam |